# Chiesa della Madonna dell'Orto
La chiesa della Madonna dell'Orto è un edificio religioso situato a Venezia, nel sestiere di Cannaregio. La chiesa è intitolata a San Cristoforo ma è comunemente nota con il nome popolare e accettato di Madonna dell'Orto.

## Storia
La chiesa venne costruita dalla congregazione degli Umiliati verso la metà del XIV secolo, giunti a Venezia sotto la guida del loro Superiore Generale, frate Tiberio de' Tiberi da Parma, generale dell'ordine e sepolto nella chiesa stessa. Venne dedicata a Dio, alla Beata Vergine e a san Cristoforo, santo patrono dei viaggiatori e dei traghettatori, scelta probabilmente suggerita dall'ubicazione della chiesa in prossimità della laguna e delle isole prospicienti questa parte della città.
Il nome con il quale la chiesa entrò a far parte della storia di Venezia, e con cui è nota in tutto il mondo, fu quello che le venne dato dalla popolazione dopo che vi fu collocata una statua della Vergine ritenuta miracolosa.
La statua venne scolpita da Giovanni De Santi, su committenza del parroco di Santa Maria Formosa, il quale, non trovandola di suo gradimento, la rifiutò quando era ancora in corso di realizzazione.
Lo scultore sistemò provvisoriamente nell'orto della propria casa la statua di pietra tenera, incompiuta. Di lì a poco la moglie dello scultore si accorse che la statua emanava strani bagliori durante la notte: la notizia si diffuse presto in tutta la città e il luogo divenne meta di pellegrinaggi. In seguito al verificarsi di alcuni miracoli e al conseguente aumento della venerazione popolare, il vescovo di San Pietro di Castello (che fino al 1807 fu la sede cattedrale cittadina) indusse il De Santi a spostare la statua all'interno della sua casa o di una chiesa per evitare forme improprie di culto. L'artista la offrì dunque ai frati di San Cristoforo con tre richieste: di poter essere sepolto a sue spese dinnanzi al luogo dove sarebbe stata collocata la statua, che gli fosse celebrata in perpetuo una messa in suffragio e che gli fosse corrisposta una ingente somma di danaro.
I frati accolsero le prime due richieste ma non trovandosi in condizioni economiche adatte per acquistare la statua, intervenne la scuola di San Cristoforo che la comprò per la somma di 150 ducati. Il 18 giugno del 1377 la statua venne solennemente trasportata in chiesa. L'edificio poggiava su deboli fondazioni e per tale ragione nel 1399 venne iniziata un'importante opera di rifacimento finanziata anche da duecento ducati d'oro stanziati dal Maggior Consiglio in data 11 novembre dello stesso anno.
Nel 1414 il Consiglio dei Dieci concesse alla chiesa l'uso ufficiale del nome "Madonna dell'Orto", come peraltro ormai già consolidato a livello popolare.
Nel 1462 gli Umiliati vennero scacciati con decreto del Consiglio dei Dieci approvato anche dal Pontefice a causa dei "loro depravati costumi". La chiesa venne assegnata alla pia congregazione dei Canonici Regolari di San Giorgio in Alga, che venne soppressa nel 1668.
Il convento della Madonna dell'Orto passò nel 1669 alla Congregazione dei Monaci Cistercensi provenienti dall'abbazia di San Tommaso dei Borgognoni. Nel 1787 anche i Cistercensi cessarono la loro attività in quel luogo e la chiesa divenne di pubblica amministrazione con a capo un rettore ed alcuni sacerdoti. Nel 1810 venne dichiarata oratorio di San Marziale e nel 1841 il governo austriaco ne ordinò un restauro generale a proprie spese. I restauri della facciata avvennero nel 1845; i lavori per il resto dell'edificio vennero iniziati nel 1855 ma non portati a termine. La chiesa venne poi ceduta ai militari, che ne fecero un deposito di paglia e vino. Nel 1864 i lavori di restauro vennero ripresi e terminati nel 1869.
Con il decreto patriarcale del 12 luglio 1875 la chiesa venne dichiarata parrocchiale al posto della chiesa di San Marziale che divenne quindi rettoria.
Dal 1931 al 2024 la parrocchia è stata affidata ai padri della Congregazione di San Giuseppe (padri giuseppini) di San Leonardo Murialdo.

## Descrizione
La chiesa è senza dubbio uno dei luoghi emblematici dell'architettura gotica veneziana. La facciata e il chiostro sono del quadriennio 1460-1464, con statue della fine del Quattrocento. Dello stesso periodo il campanile a cupola, terminato nel 1503. Gli interni sono impreziositi da alcuni dipinti di Jacopo Robusti detto il Tintoretto, oggi sepolto nella navata destra, e dei quali si conserva ancora il contratto, datato 14 maggio 1565. Anche il campo antistante la chiesa presenta delle particolarità: è uno dei pochi rimasti a Venezia con la tradizionale pavimentazione in mattoni di cotto, posizionati a spina di pesce.
L'ingresso è a pagamento per i non residenti.

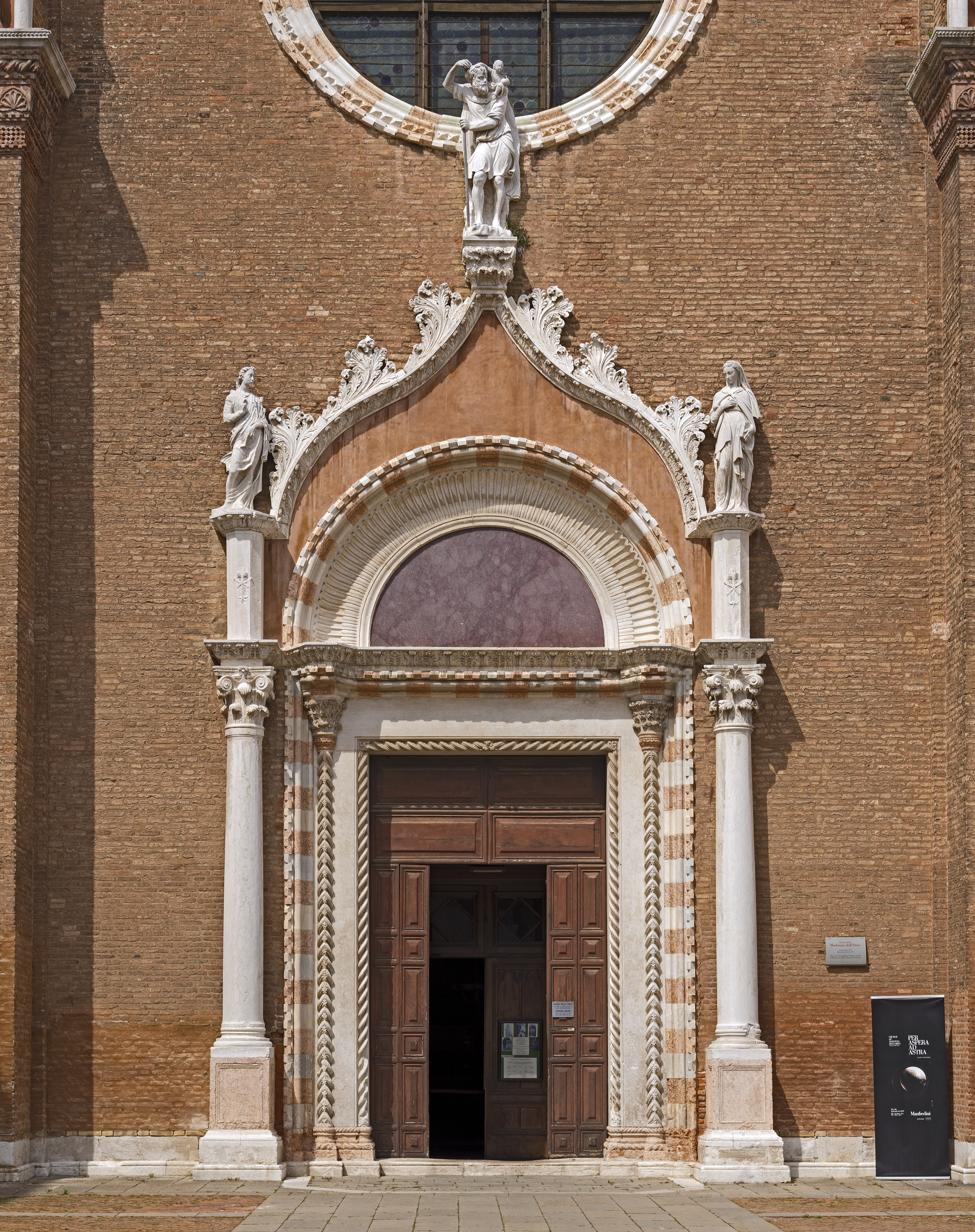
Entrata alla chiesa della Madonna dell'Orto

### La facciata
La facciata a salienti in mattoni tripartita da due spesse paraste, molto più sporgenti delle ante alterali,  rispecchia nelle sue linee la partizione dell'interno.
È una delle più belle e interessanti di Venezia, soprattutto per l'espediente, allora innovativo e di fatto rimasto unico nella città, dei corsi di nicchie con le statue degli apostoli a cornice delle ali. Si suppone che si tratti di un perfezionamento ornamentale di poco successivo all'edificazione della chiesa e si presume che le statue siano tutte opera di vari scultori toscani già attivi in San Marco, anzi per le quattro lungo lo spiovente di sinistra è stato suggerito il nome di Nanni di Bartolo.
Caratteristica è anche l'alternanza di pietra bianca e marmo rosa, presente sia sulle incorniciature delle ampie finestre traforate in stile gotico fiorito aperte sulle due ali (rifatte seguendo fedelmente i modelli nei restauri del 1842-1843) sia sui due rosoni allineati verticalmente al centro sia sul portale.
Il grande rosone fu progettato da Bartolomeo Bon così come il portale, concepito a spese e cura della Scuola di San Cristoforo nel 1460 ma finito postumo nel 1483. Il portale, sviluppato attorno a un'apertura squadrata, ci presenta un crescendo di raffinate modanature: lo spigolo interno è bordato con un motivo a tortiglione, mentre ai margini dello stipite è un motivo a spina di pesce arricchito da iterati simboli di san Cristoforo; il tutto è racchiuso da una prima cornice mistilinea bianca e rosa con bordura dentellata. Il complesso è definito sui fianchi da due colonne addossate al muro dai capitelli corinzieggianti. I capitelli e le mensole corrispondenti al motivo spinato sorreggono una cornice/architrave modanata a motivi vegetali. Al di sopra è una successione di arcate: un arco a tutto sesto, che riprende la bicromia e le modanature dei piedritti sottostanti, ne circonda un altro a baccelli rudentati che racchiude una lunetta di porfido; l'assieme culmina in un arco inflesso fiammeggiato da riccioli vegetali.
A terminare la decorazione sono le tre statue sommitali: al centro san Cristoforo che emerge sopra il rosone (opera di Niccolò di Giovanni Fiorentino) e ai lati, sopra dei piedritti poligonali con le insegne di san Cristoforo, la Madonna annunciata (opera dello stesso con aiuti) e l'Arcangelo Gabriele (opera di Antonio Rizzo).
Va detto che i simboli di san Cristoforo citati, e ripetutamente presenti, sono retaggio degli Umiliati: si tratta della lettera greca Χ iniziale di Χριστόφορος (Cristoforo) e un palmizio (o delle foglie) di palma che si riferiscono al passo dei salmi Iustus ut palma florebit (il giusto fiorirà come le palme, Ps. 91.13).
Un attento osservatore può notare un ulteriore bassorilievo al vertice dell'incorniciatura del corpo centrale immersa tra gli archetti pensili trilobati: si tratta di un tondo con la Madonna col Bambino sorretti da angeli, opera presumibilmente di Giovanni Bon o comunque dell'ambiente dei Bon.
Sopra le paraste e sulla cuspide della facciata sono presenti cinque alte edicole gotiche: rimaste vuote fino all'Ottocento, vennero integrate con le statue settecentesche rappresentanti la Prudenza, la Carità, la Fede, la Speranza, e la Temperanza, prelevate dalla demolita chiesa di Santo Stefano a Murano.

### L'interno
L'interno è ad impianto basilicale, a tre navate, con archi acuti a doppia cornice, sorretti da massicce colonne in marmo greco, alcune delle quali monolitiche. Ha pianta rettangolare, senza transetto. Al fondo si colloca il presbiterio con una splendida abside poligonale. Le pareti sono interamente rifinite con una tramatura a regalzier (finto ammattonato).
Ciò che rende questa chiesa famosa in tutto il mondo sono le dieci tele di Jacopo Tintoretto, che abitava e lavorava nel vicino campo dei Mori e le cui spoglie ora riposano nella cappella absidale della navata sinistra.
Oltre a queste meravigliose opere la chiesa conserva altri capolavori, tra cui una Crocifissione di Palma il Giovane, proveniente dalla demolita chiesa di Santa Ternita, e San Giovanni Battista tra i santi Pietro, Marco, Girolamo e Paolo, capolavoro di Cima da Conegliano eseguito tra il 1493 e il 1495.
Nel lato sinistro, a differenza di quello destro limitato dalla presenza del chiostro, unico elemento superstite del convento, sono state aperte quattro cappelle funerarie di alcune importanti famiglie. Partendo dall'entrata si incontra, per prima, la cappella Valier, di raffinata architettura rinascimentale e nella quale il Palladio sostava, ammirato, quando si recava nella vicina scuola dei Mercanti, alla cui ricostruzione egli collaborò nel 1570. La cappella conservava una piccola ma affascinante Madonna col Bambino di Giovanni Bellini risalente al 1480, trafugata nel 1993.
Seguono la cappella Vendramin e la cappella Morosini, in stile gotico, opera degli Architetti Giovanni e Bartolomeo Bon. Chiude la sequenza l'elegante cappella Contarini, dove sono conservati i busti funerari di sei membri di questa famiglia: il più antico, quello del cardinale Gasparo Contarini, è opera di Danese Cattaneo; gli altri due, che rappresentano i nipoti del primo, Tommaso e Gasparo Contarini, dalla tipica rappresentazione all'antica, sono opera invece di Alessandro Vittoria. I busti sono posti su basamenti sui quali altrettante pietre di paragone recano incise le epigrafi, e sono collocati sopra un'elegante quanto semplice incorniciatura architettonica costituita da edicole disposte tre per parete, limitate da esili colonne corinzie e sormontate da timpani.
Nel lato destro della chiesa sono dislocati gli altari laterali e un importante monumento funerario che Girolamo Cavazza (1588–1681), diplomatico al servizio della Repubblica di Venezia, si fece costruire nel 1657 dopo esser stato ammesso al patriziato. L'architettura del monumento è di Giuseppe Sardi mentre le statue sono di vari autori, fra cui Giusto Le Court e Francesco Cavrioli.
Il soffitto è a cassettoni lignei, opera del restauro del 1931, ma ispirato a quello del vicino chiostro nello stile tipico delle costruzioni gotiche dell'epoca.

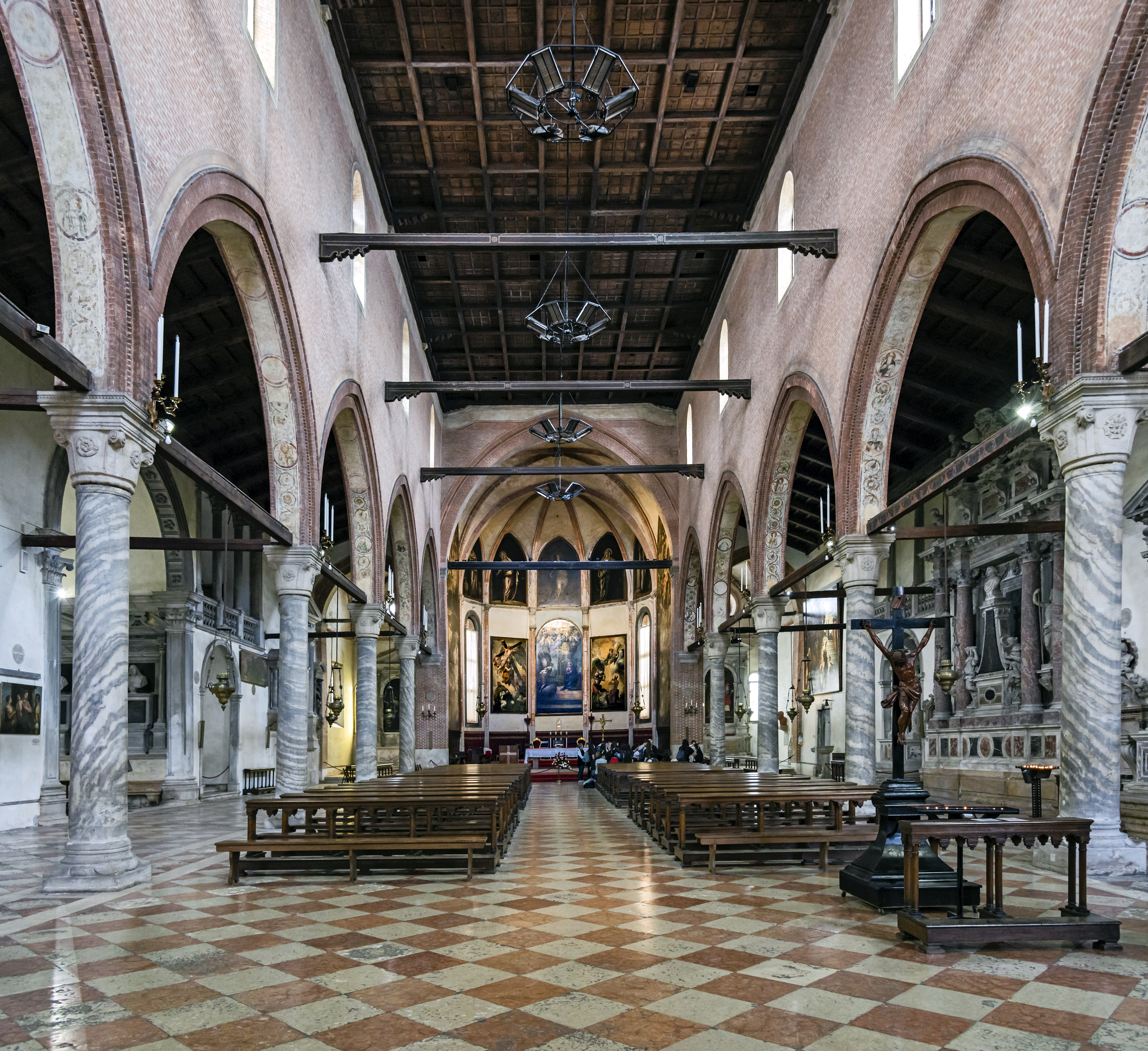
L'interno
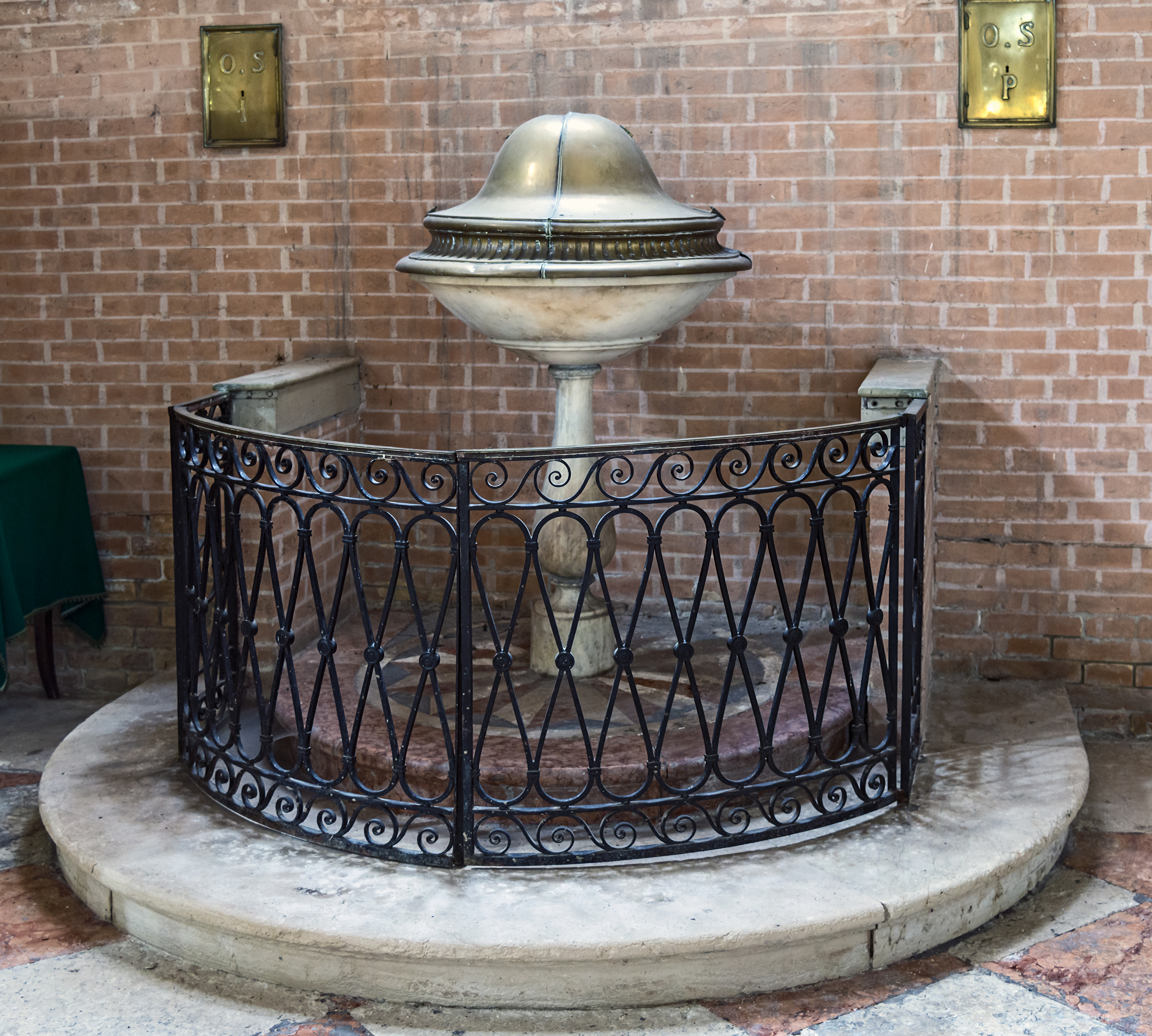
Fonte battesimale
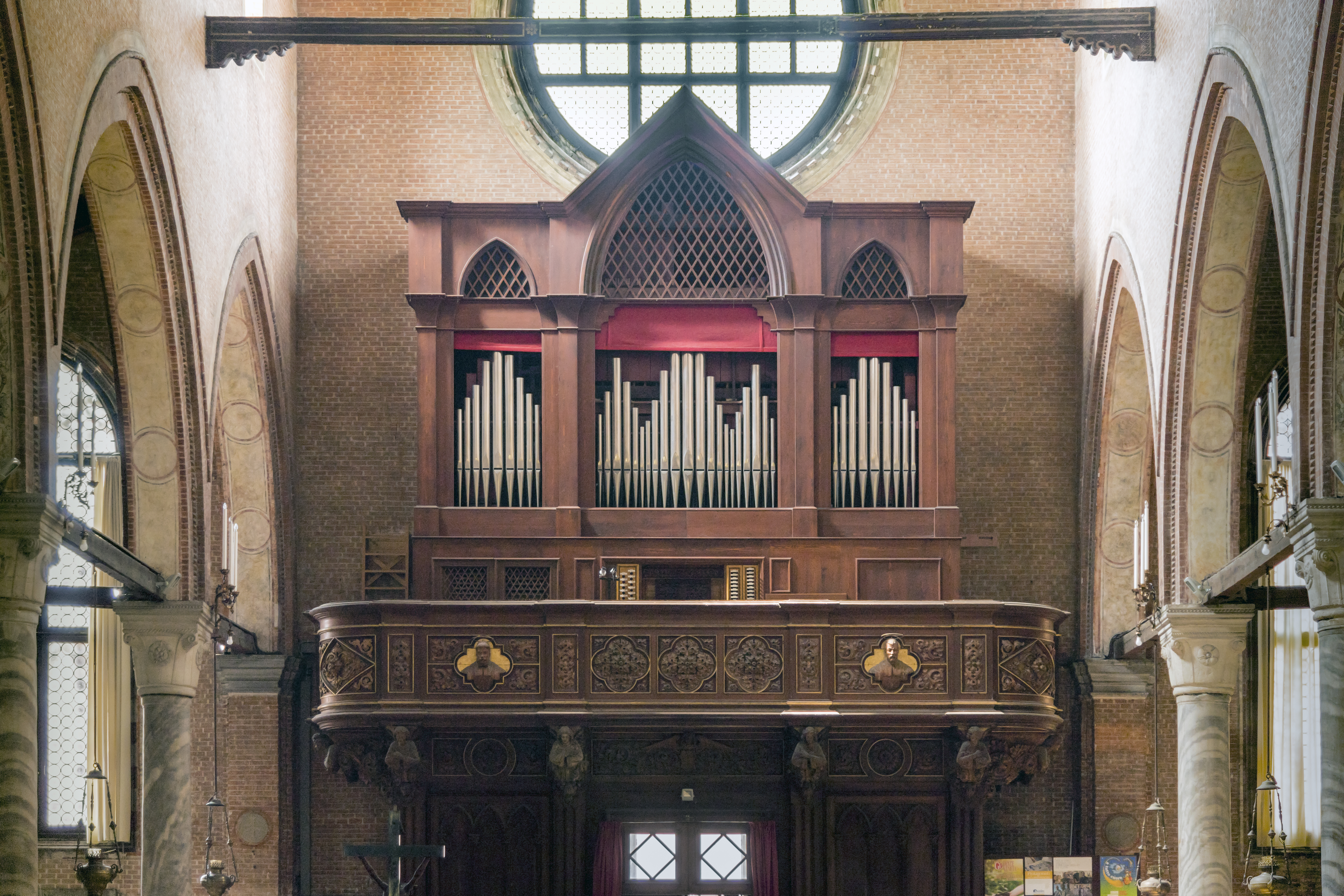
Mostra d'organo

#### Opere d'arte

##### Nella navata destra
- Madonna col Bambino, scultura attribuita ad Antonio Rizzo (1430-1499)
- San Giovanni Battista tra i santi Pietro, Marco, Girolamo e Paolo, pala lignea di Cima da Conegliano (1460-1518)
- San Cristoforo martire, copia dell'originale del Cima da Conegliano (1460-1518) ora collocato presso le Gallerie dell'Accademia
- Altare dell'Immacolata, realizzato nel 1593 per accogliere la statua miracolosa della Vergine, ora in Cappella S. Mauro
- Monumento a Gerolamo Cavazza, opera del 1657 di Giuseppe Sardi (1624-1699)
- Martirio di S. Lorenzo, di Daniel van den Dyck (1614-1663)
- Presentazione della Vergine al Tempio (1551-1556), di Tintoretto (1518-1594)

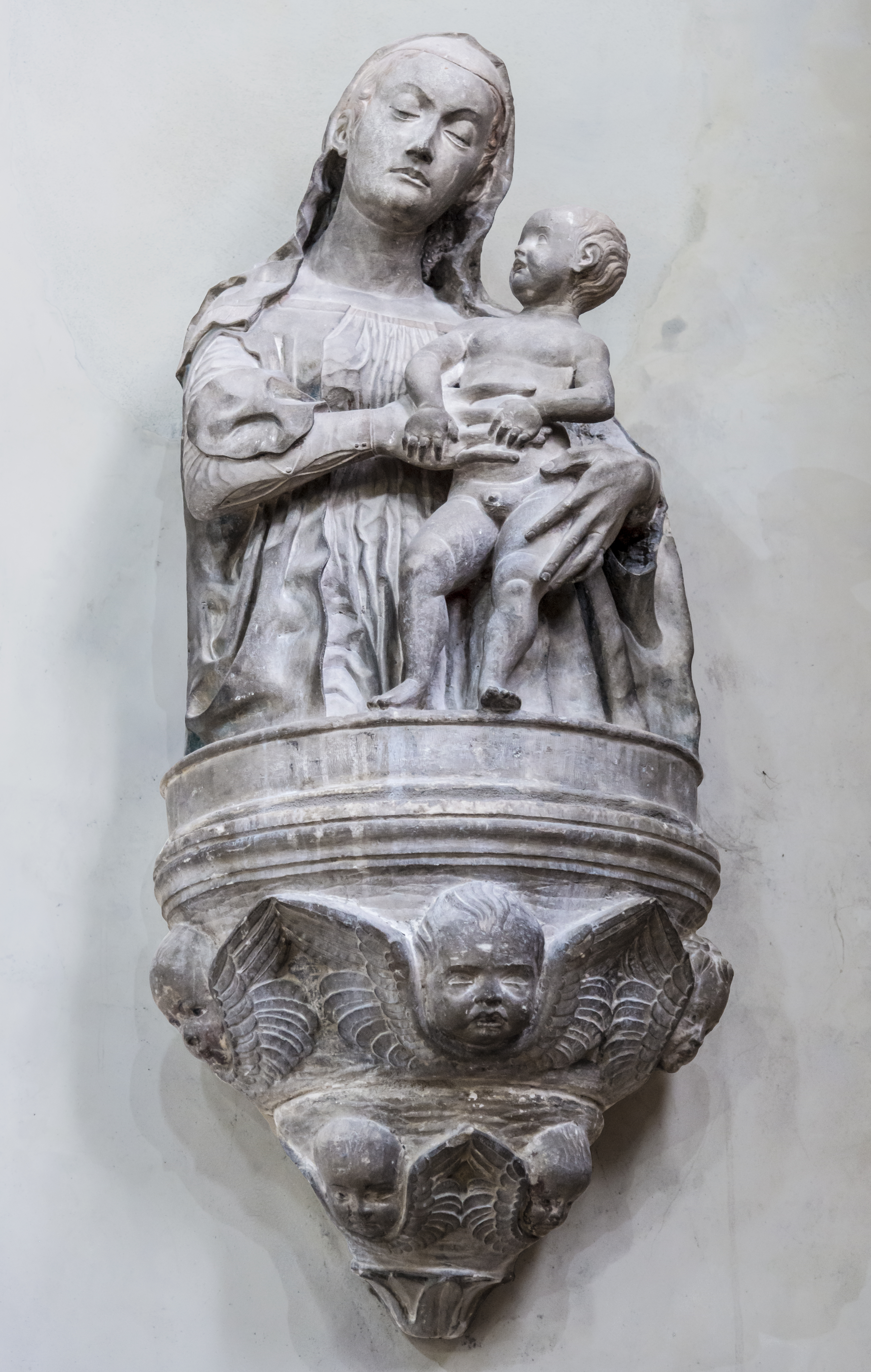
Madonna col Bambino, Antonio Rizzo
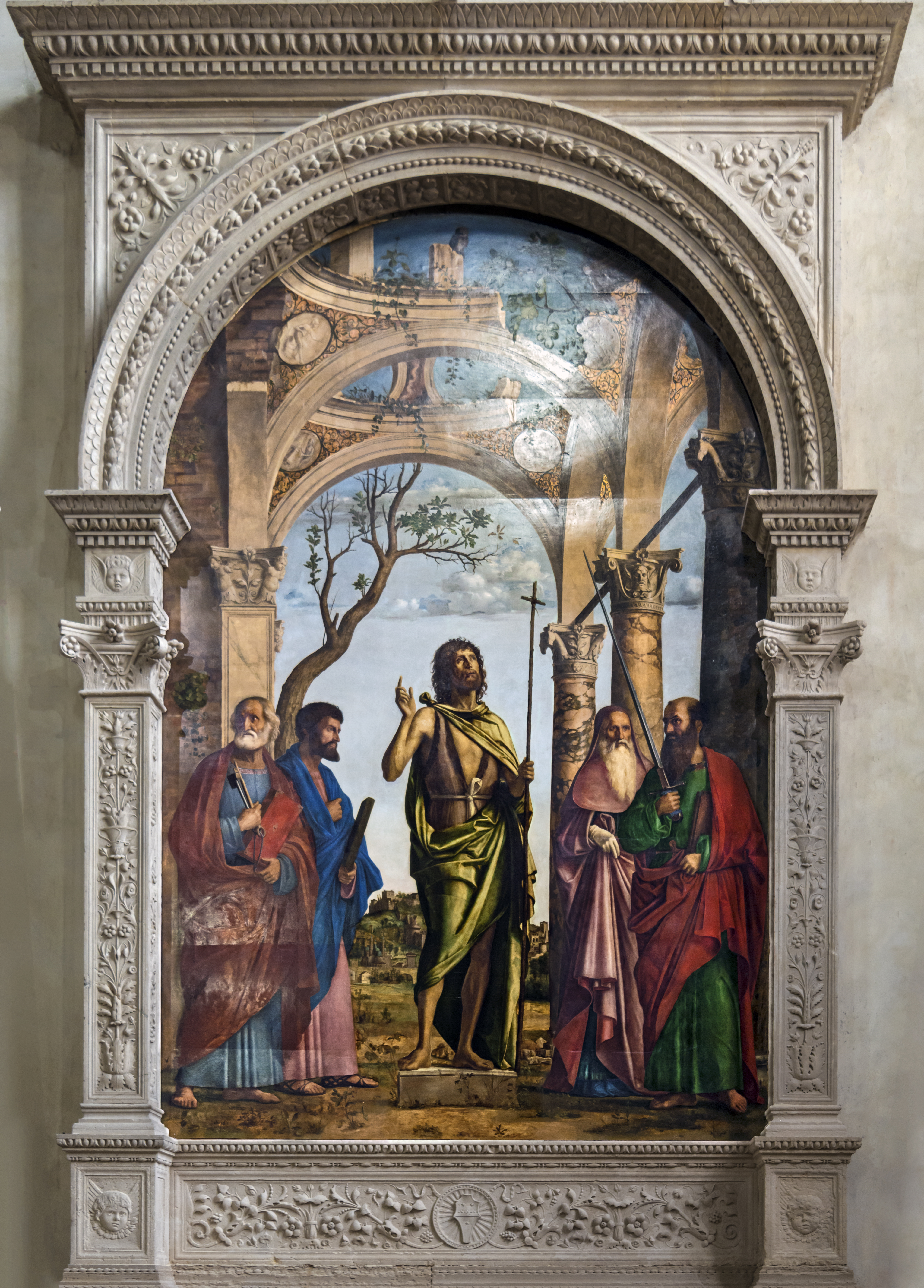
San Giovanni Battista tra i Santi Pietro, Marco, Girolamo e Paolo
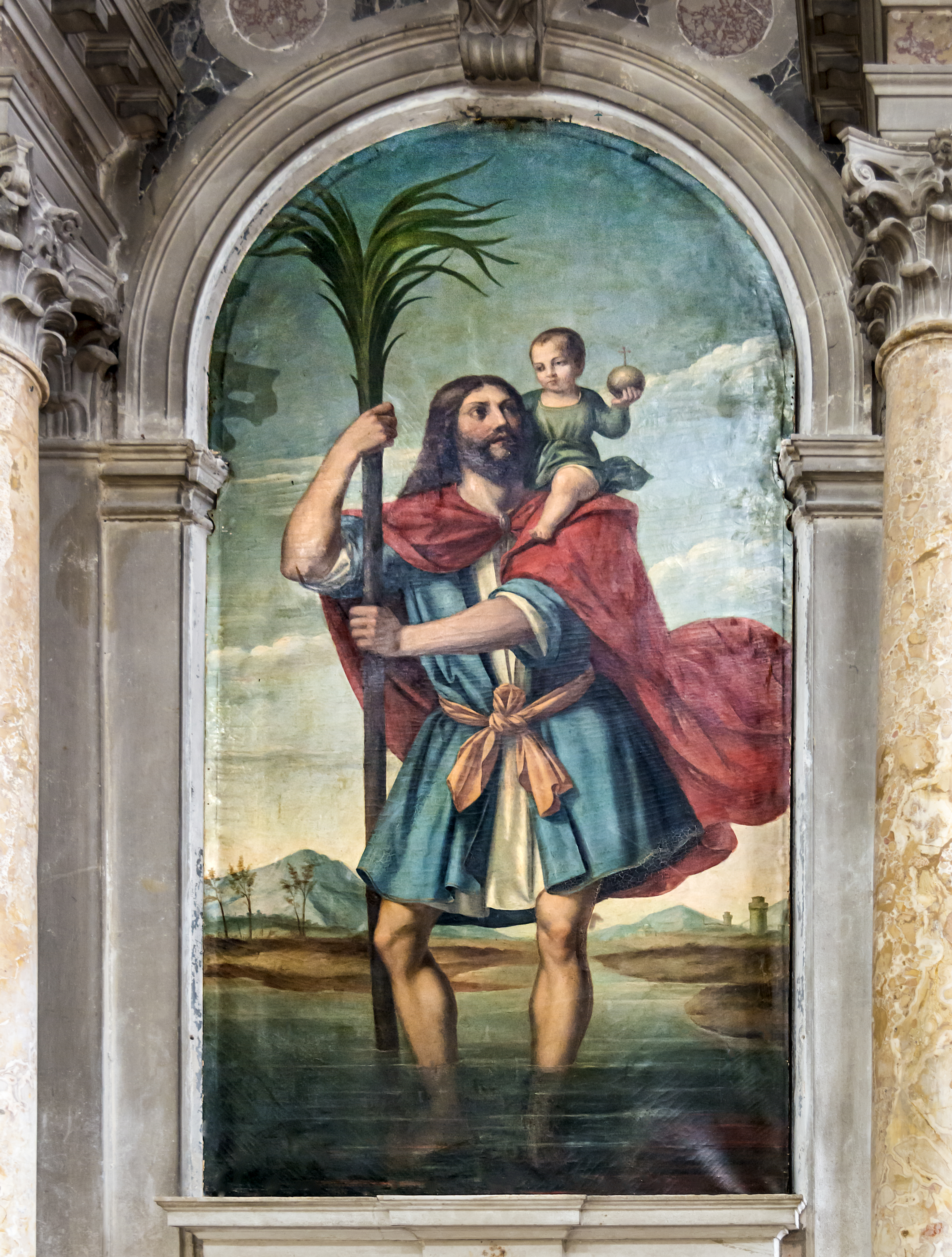
Pala di San Cristoforo
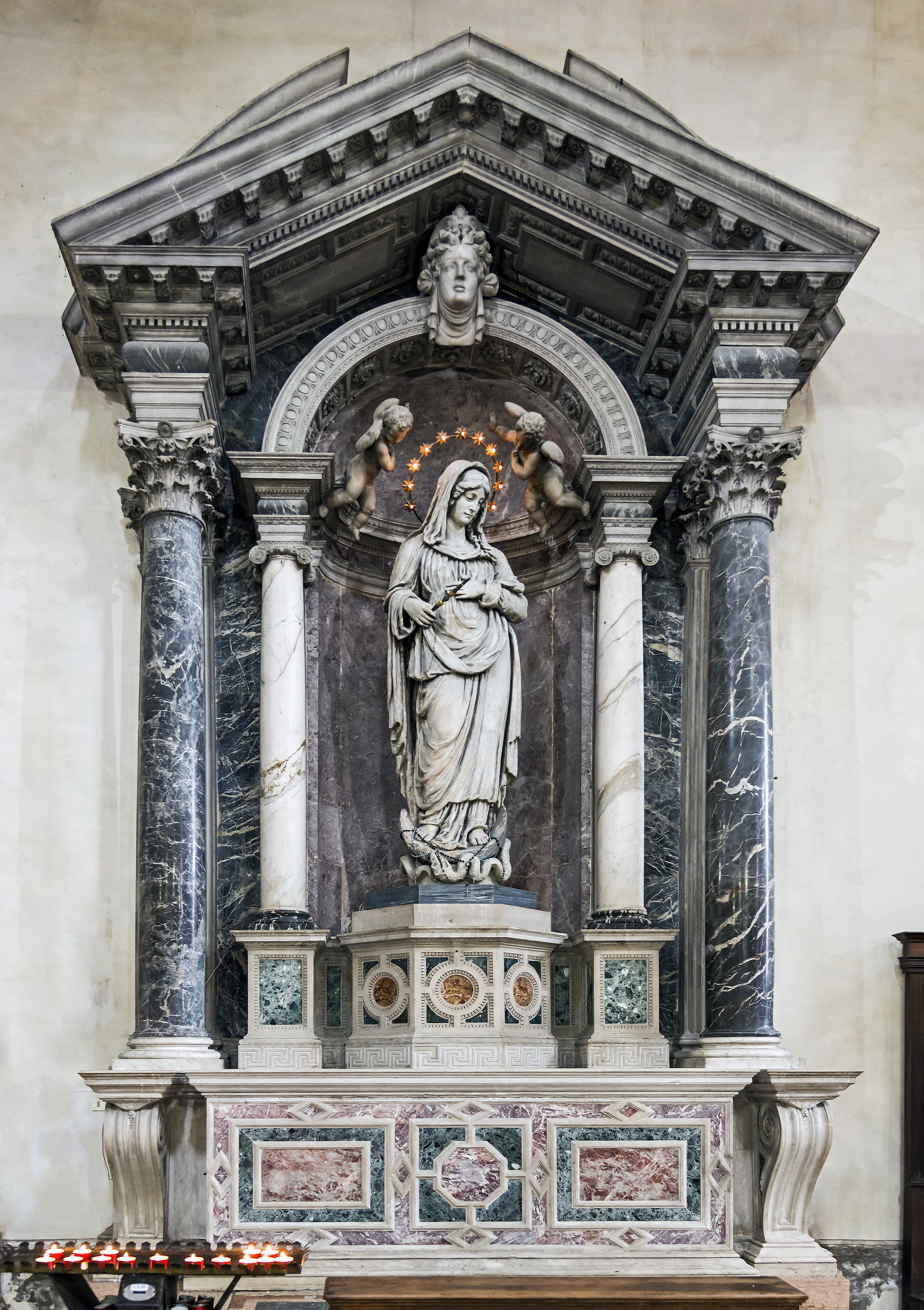
Altare dell'Immacolata
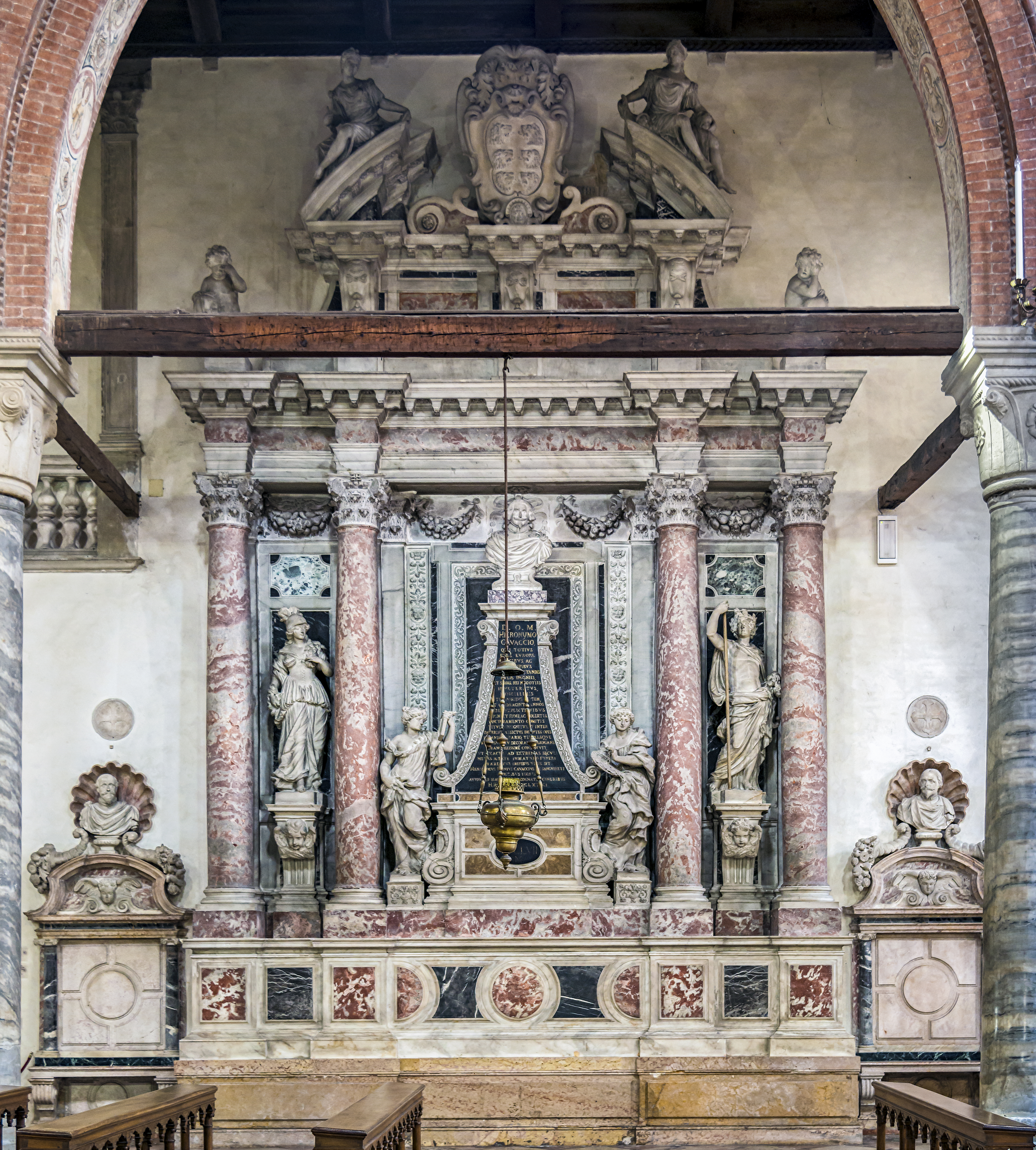
Monumento a Gerolamo Cavazza
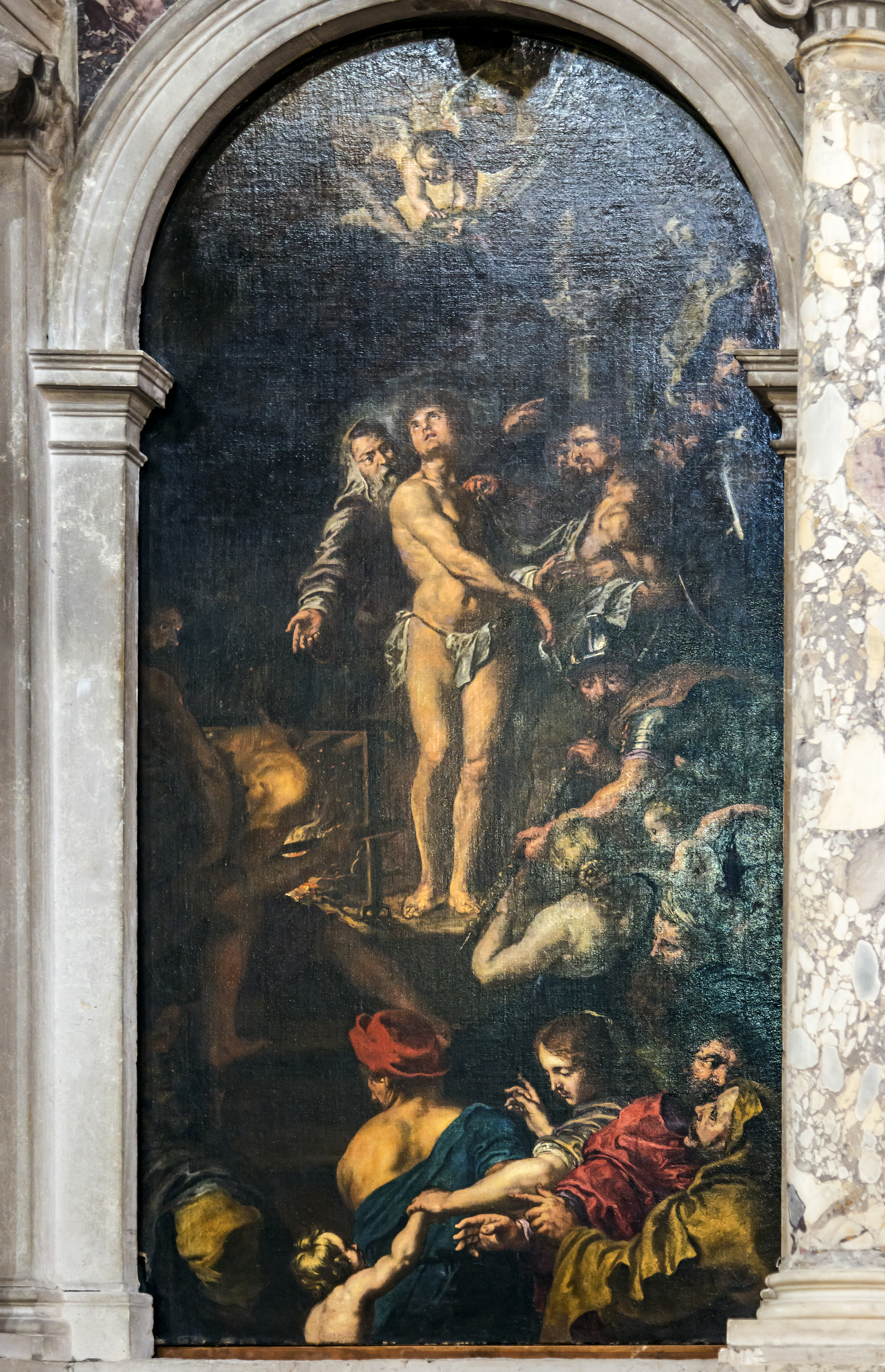
Pala del Martirio di San Lorenzo
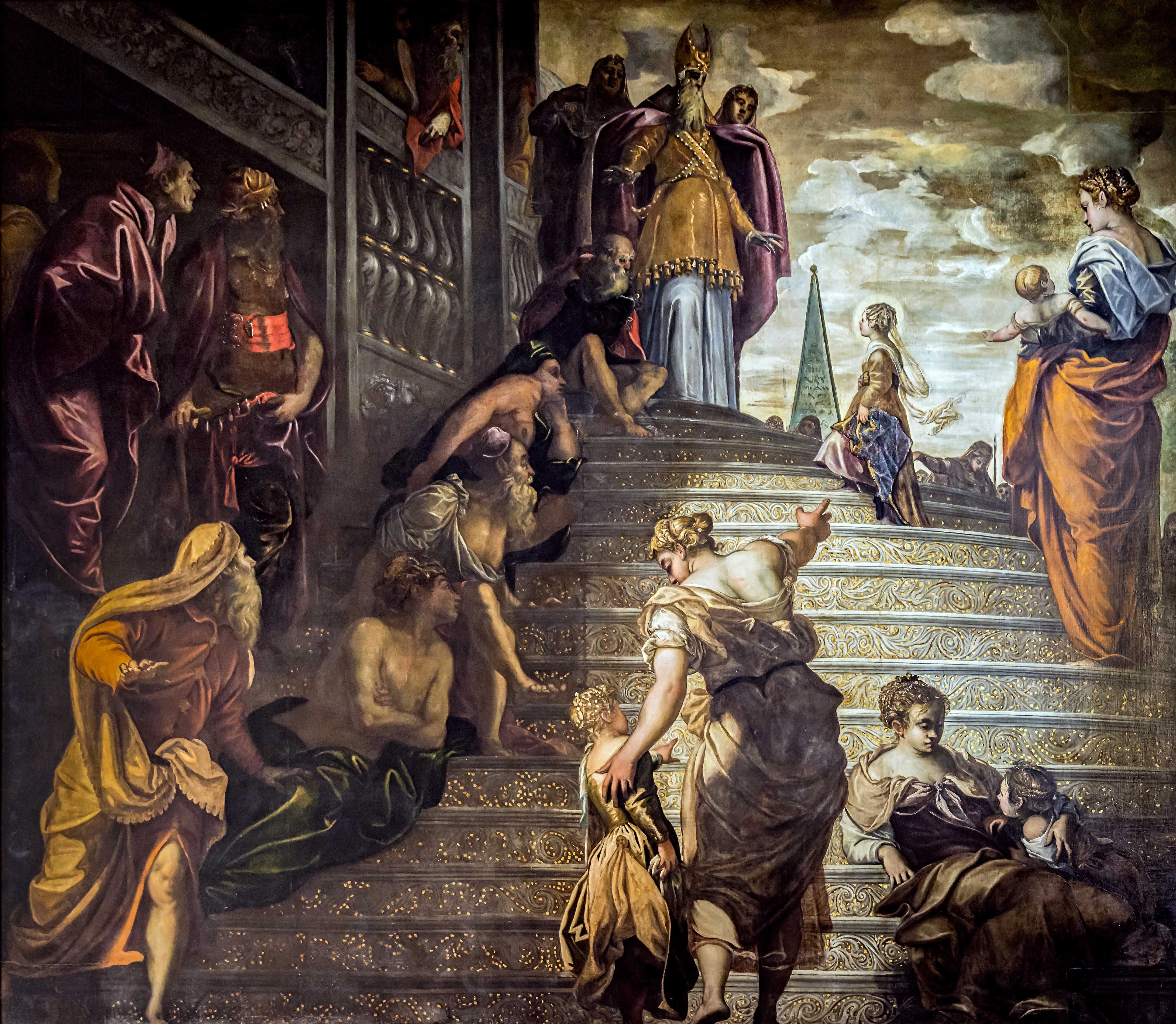
Presentazione della Vergine al Tempio Tintoretto

##### Nella cappella di San Mauro
- San Leonardo Murialdo (200x120 cm), Ernani Costantini (1983)
- Madonna Miracolosa (Madonna dell'Orto), Giovanni De Santi, sec. XIV
- Compianto sul Cristo morto, copia dell'opera di Gerolamo Savoldo (1480-1548) che si trova a Vienna, dim. 157 x 123 cm.
- Madonna col Bambino e S. Mauro abate, Antonio Molinari (1655-1704)
- Lapidi sepolcrari sul pavimento della cappella, anticamente poste sul pavimento della chiesa
- Ritratti di santi e beati veneziani, di autori diversi, 1622

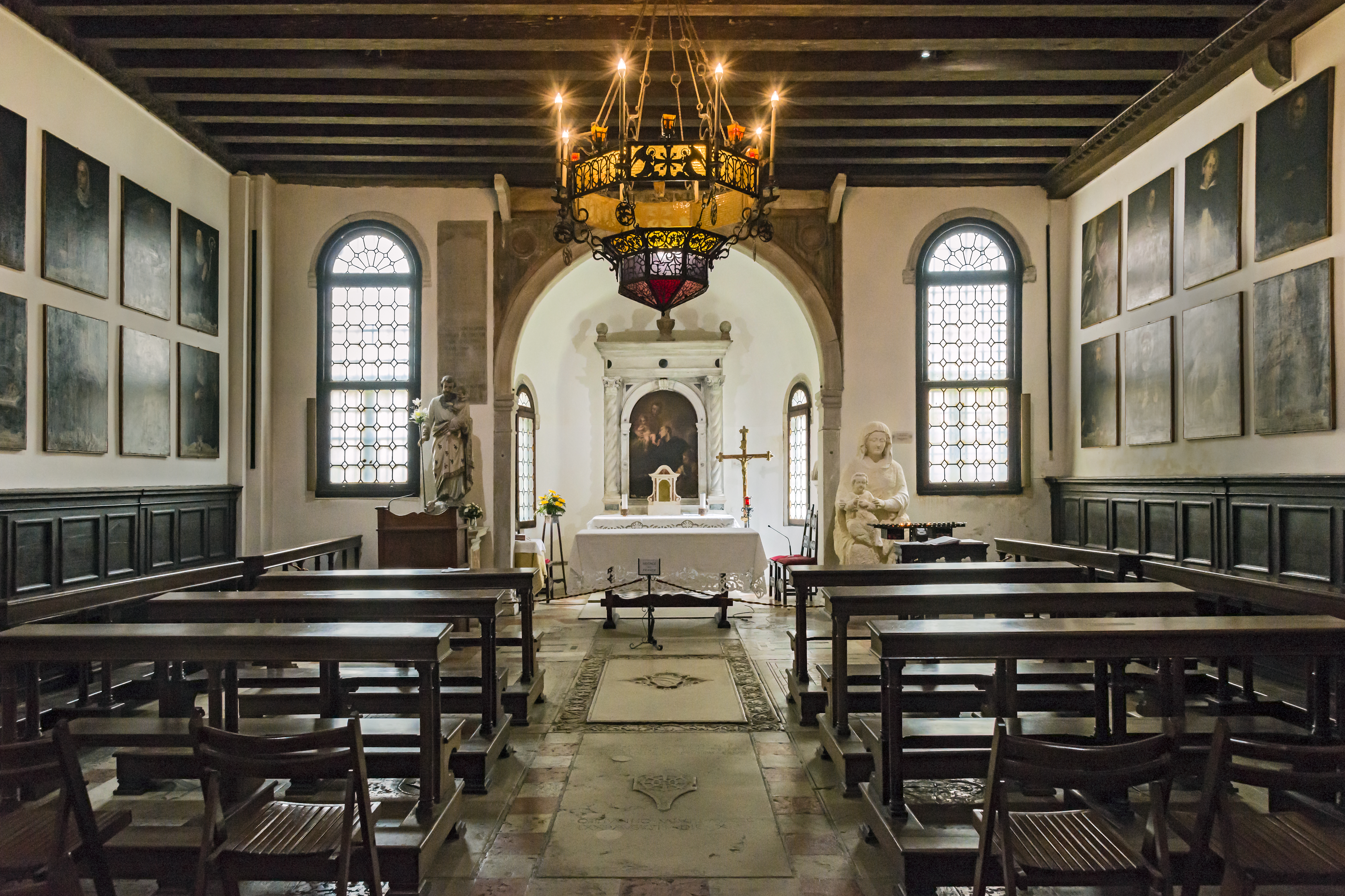
Cappella San Mauro
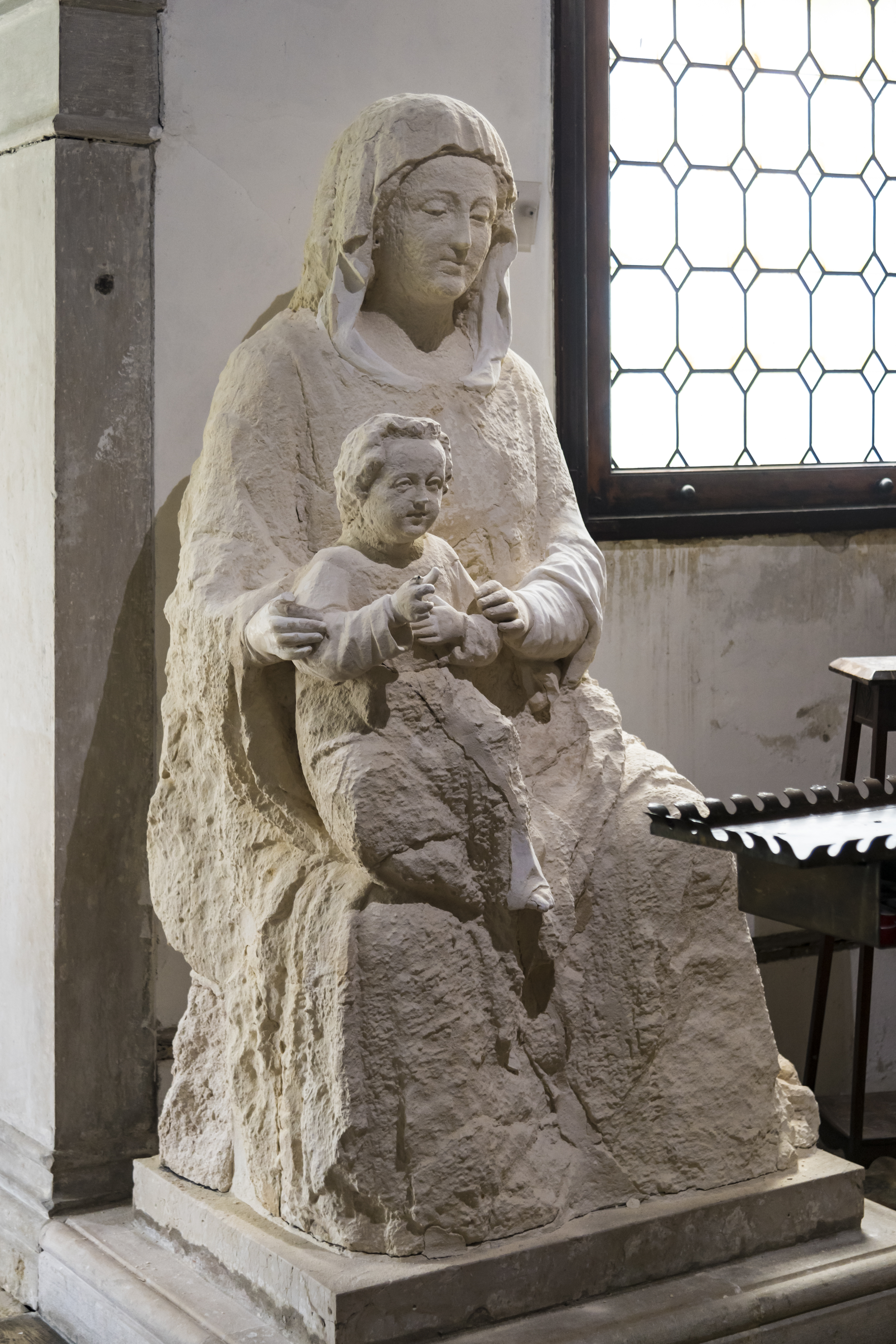
Statua della Madonna dell'Orto
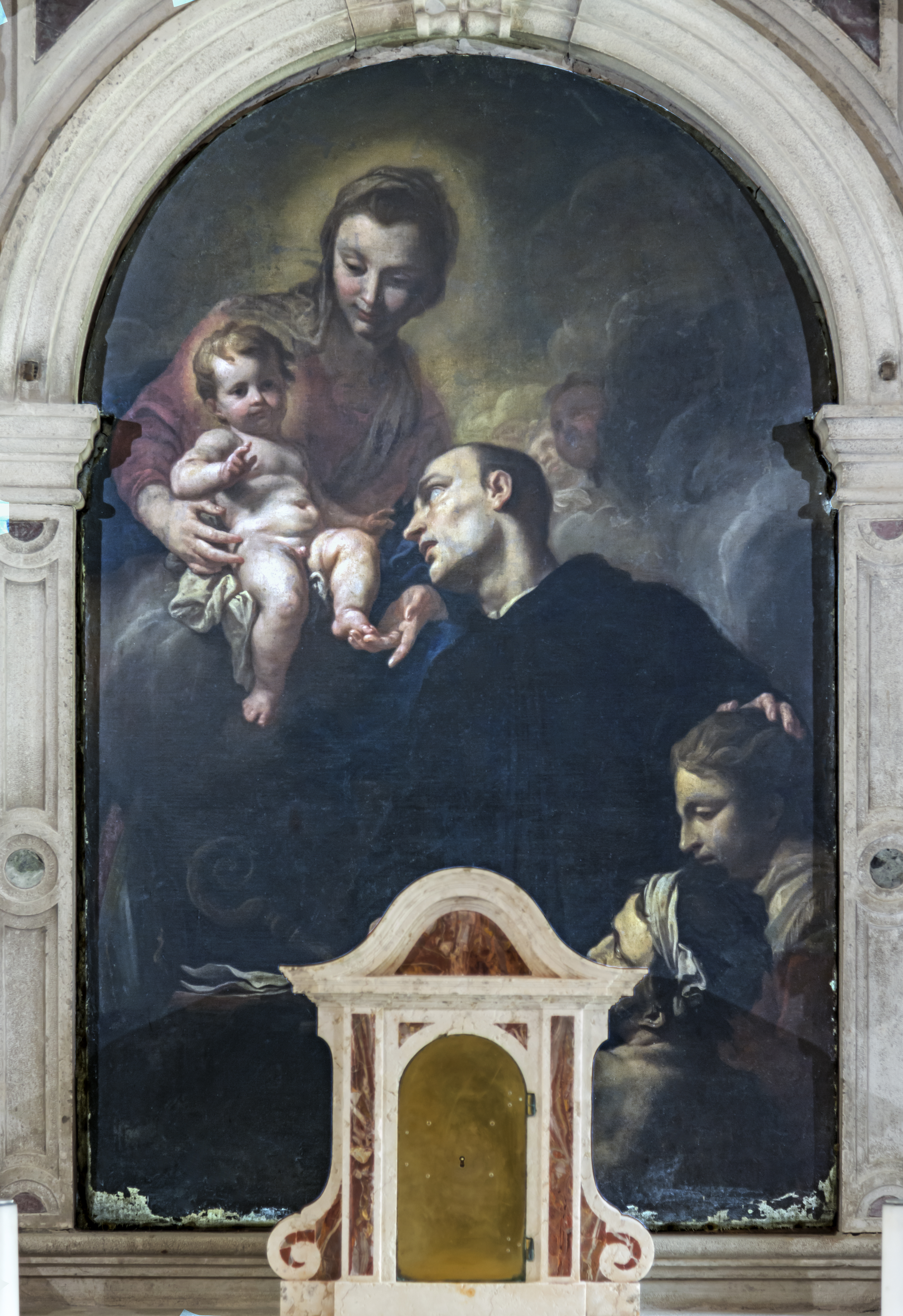
Madonna col Bambino e San Mauro abate, Antonio Molinari
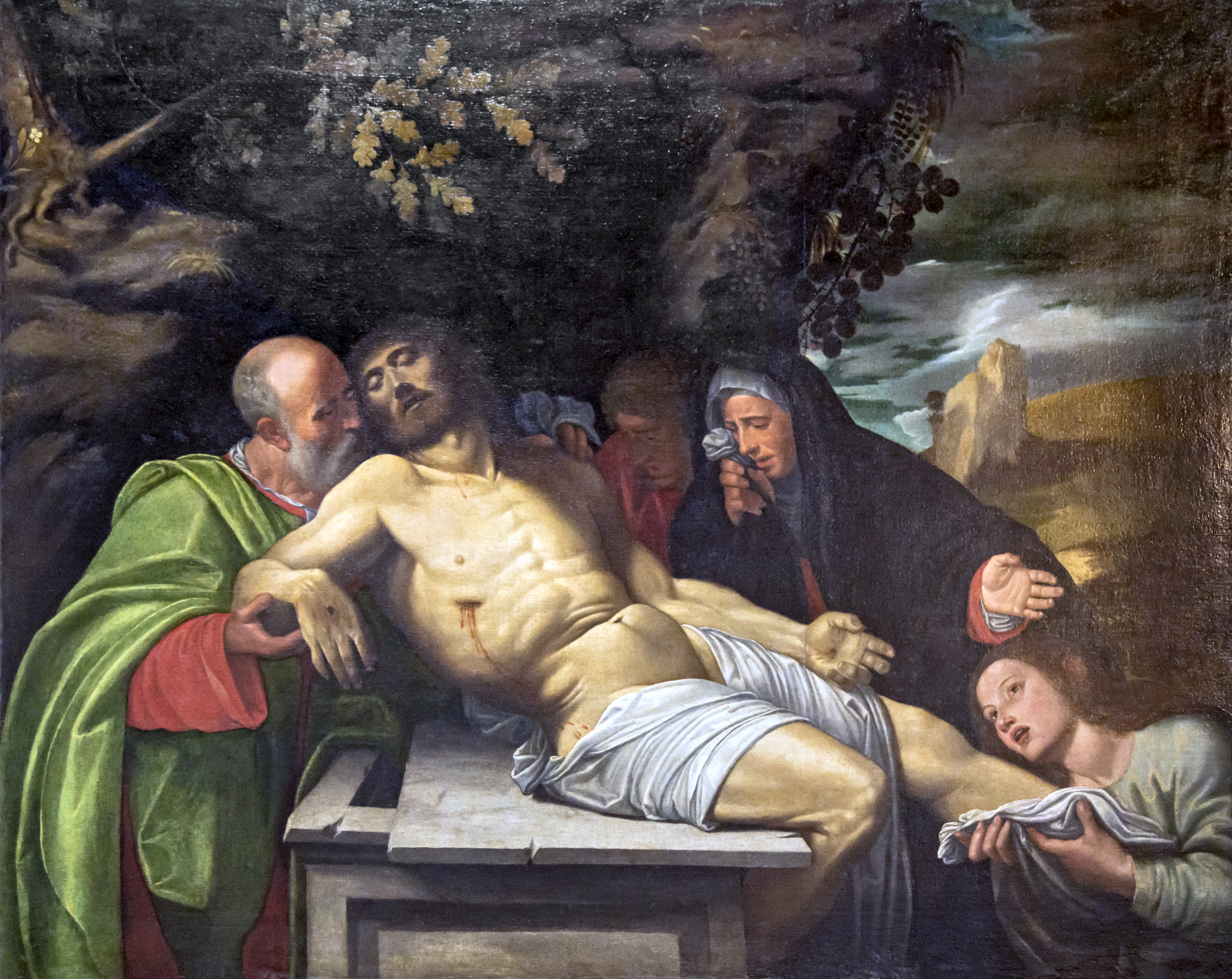
Compianto sul Cristo morto, copia dell'opera di Gerolamo Savoldo

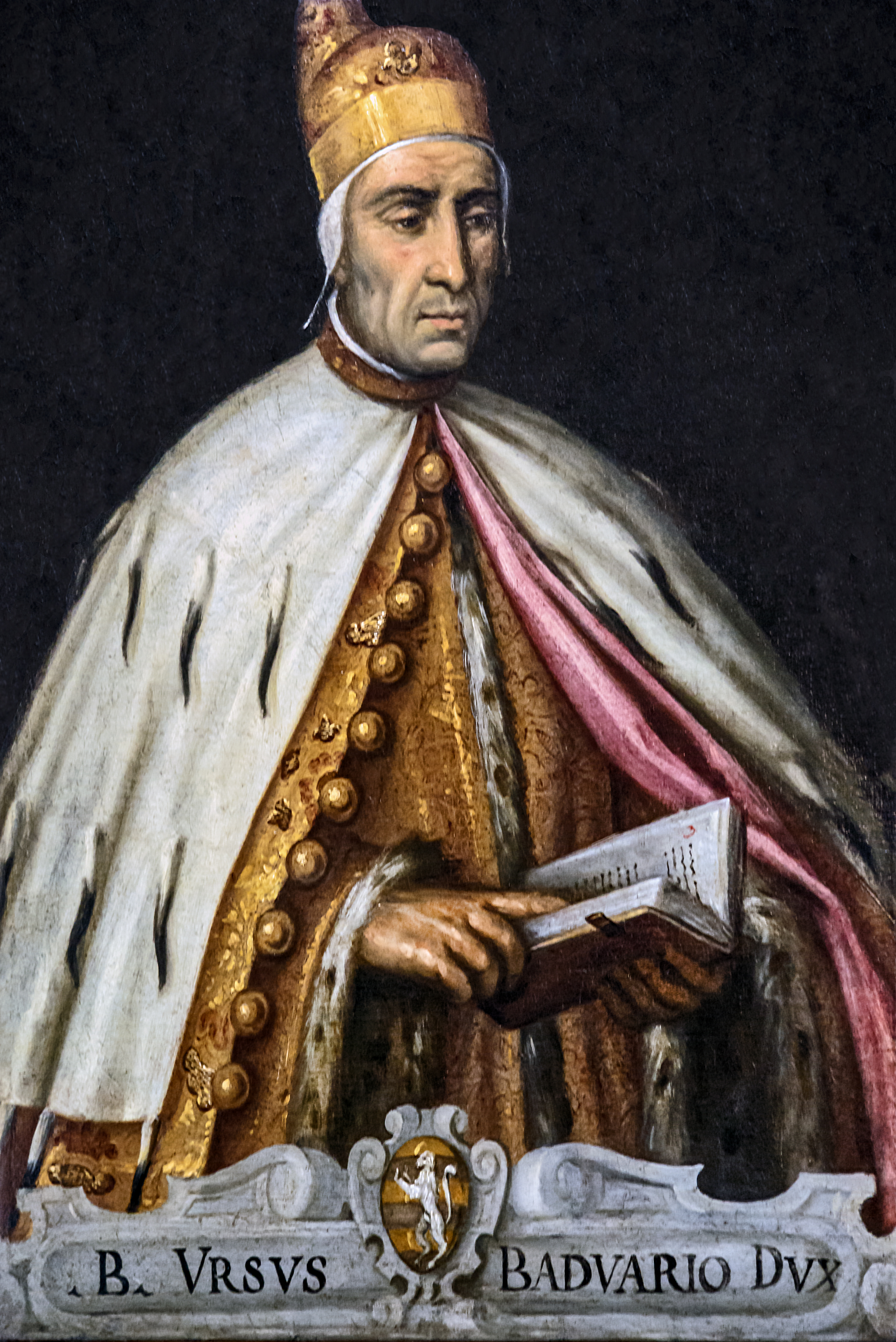
Orso II Participazio
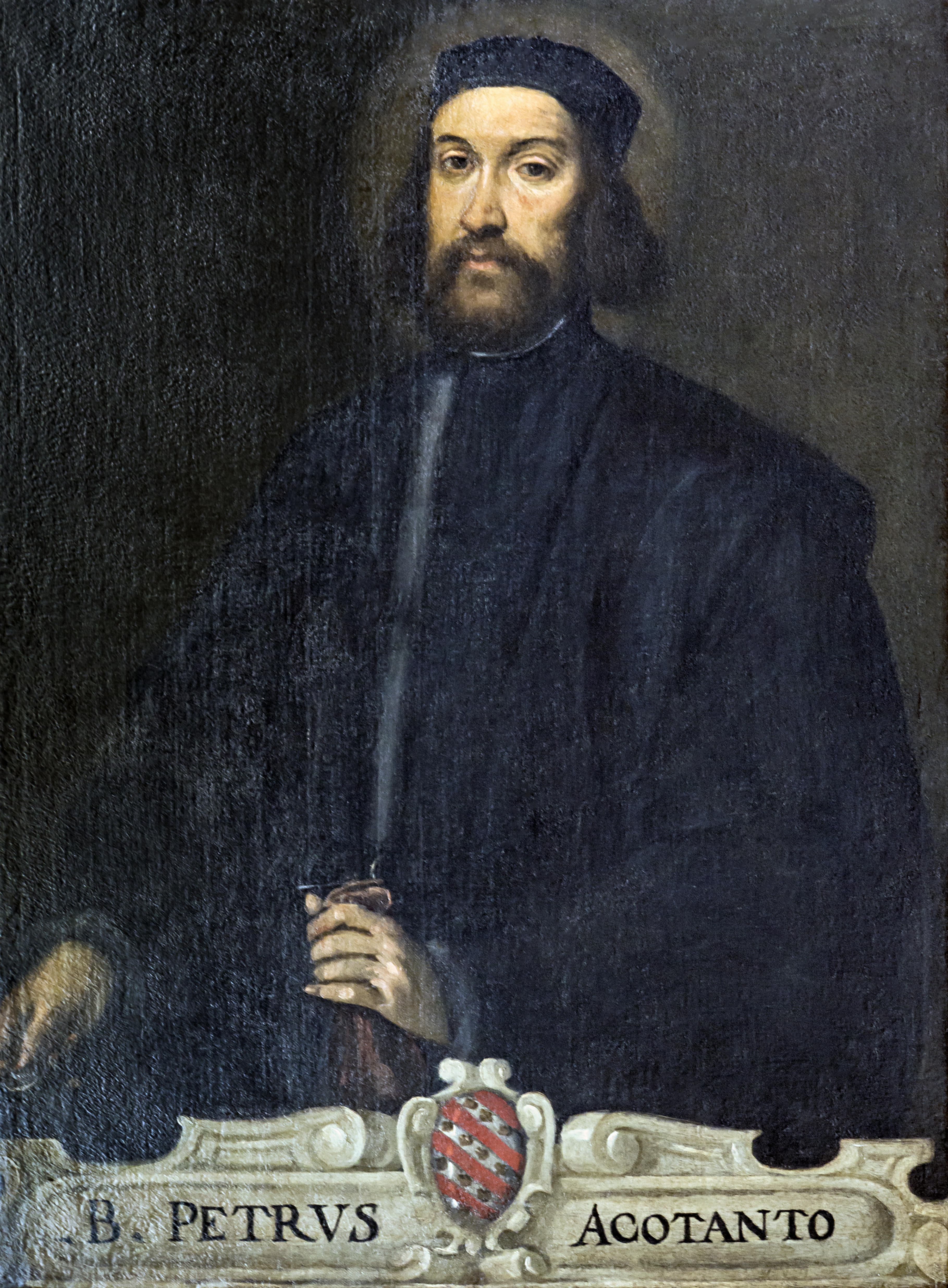
Beato Pietro Acotanto
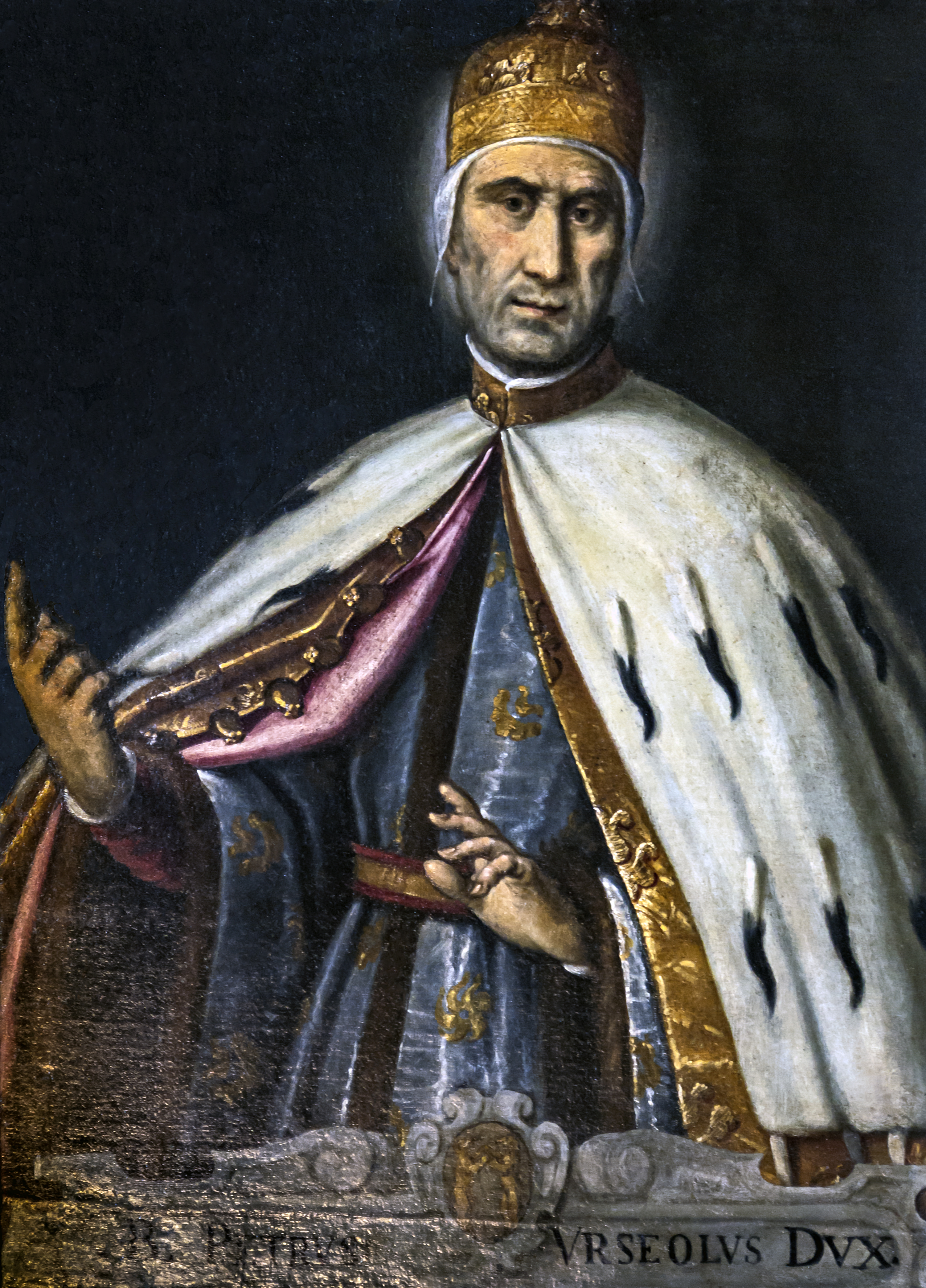
Beato Pietro I Orseolo
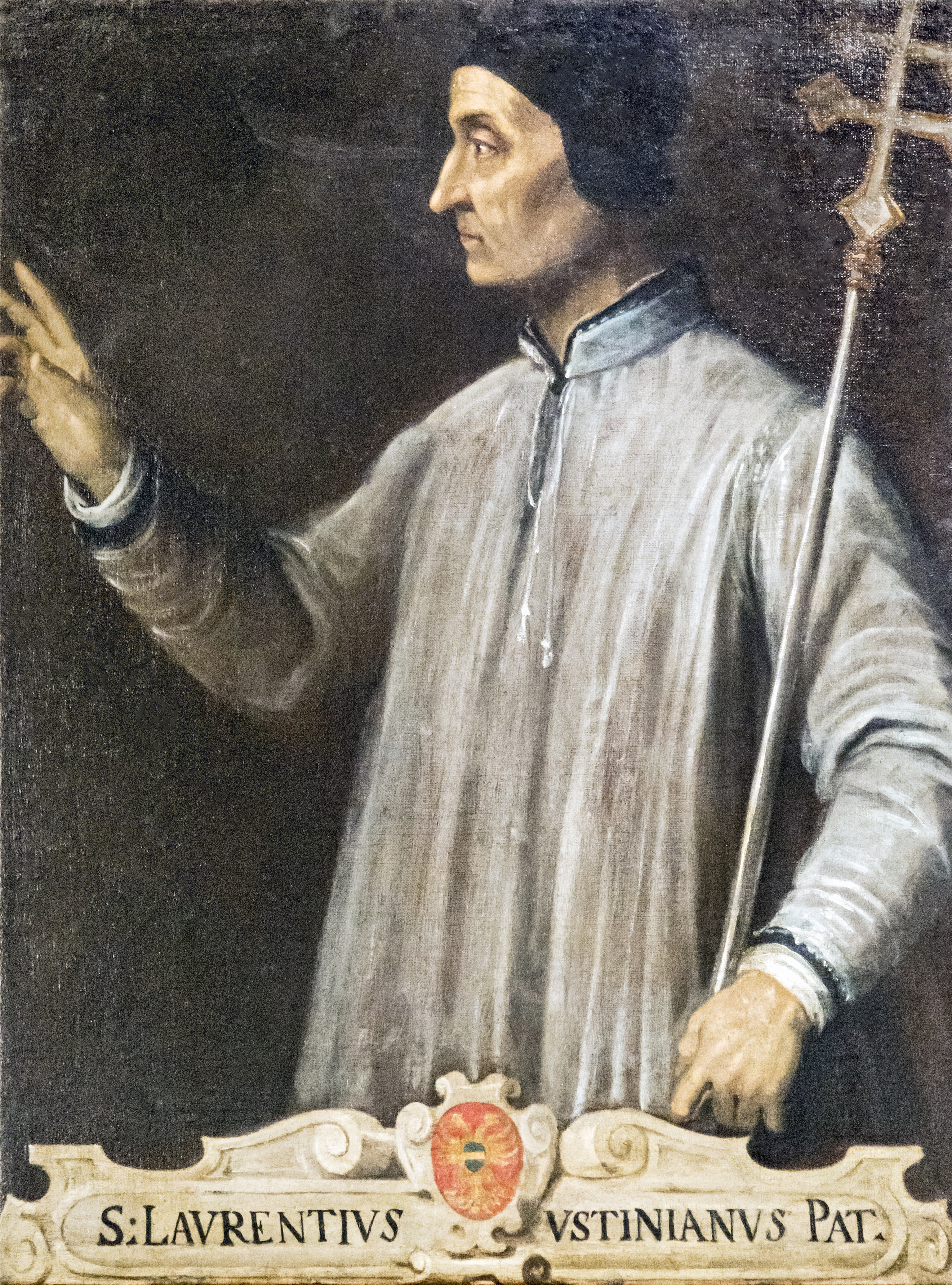
San Lorenzo Giustiniani
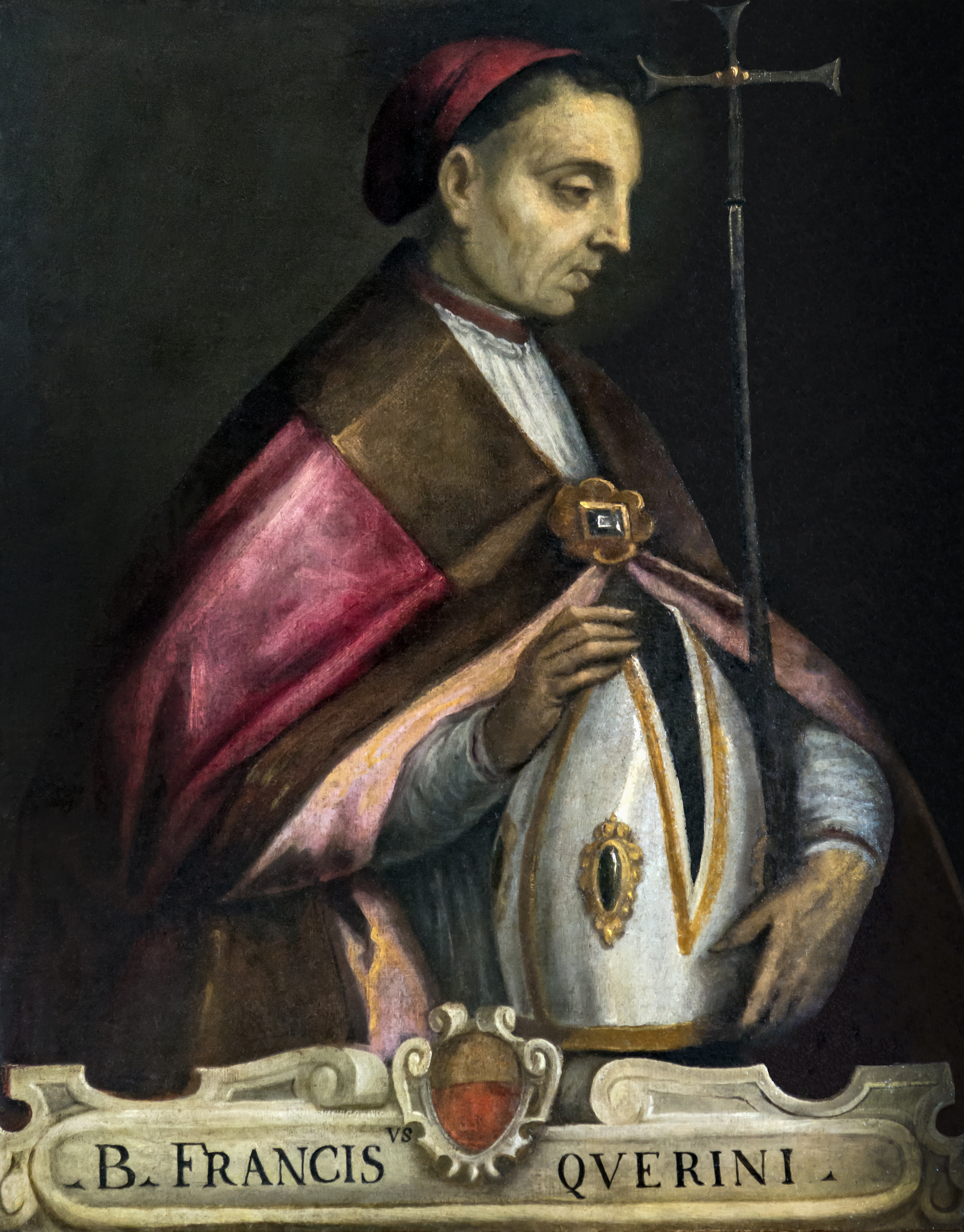
San Francesco Querini
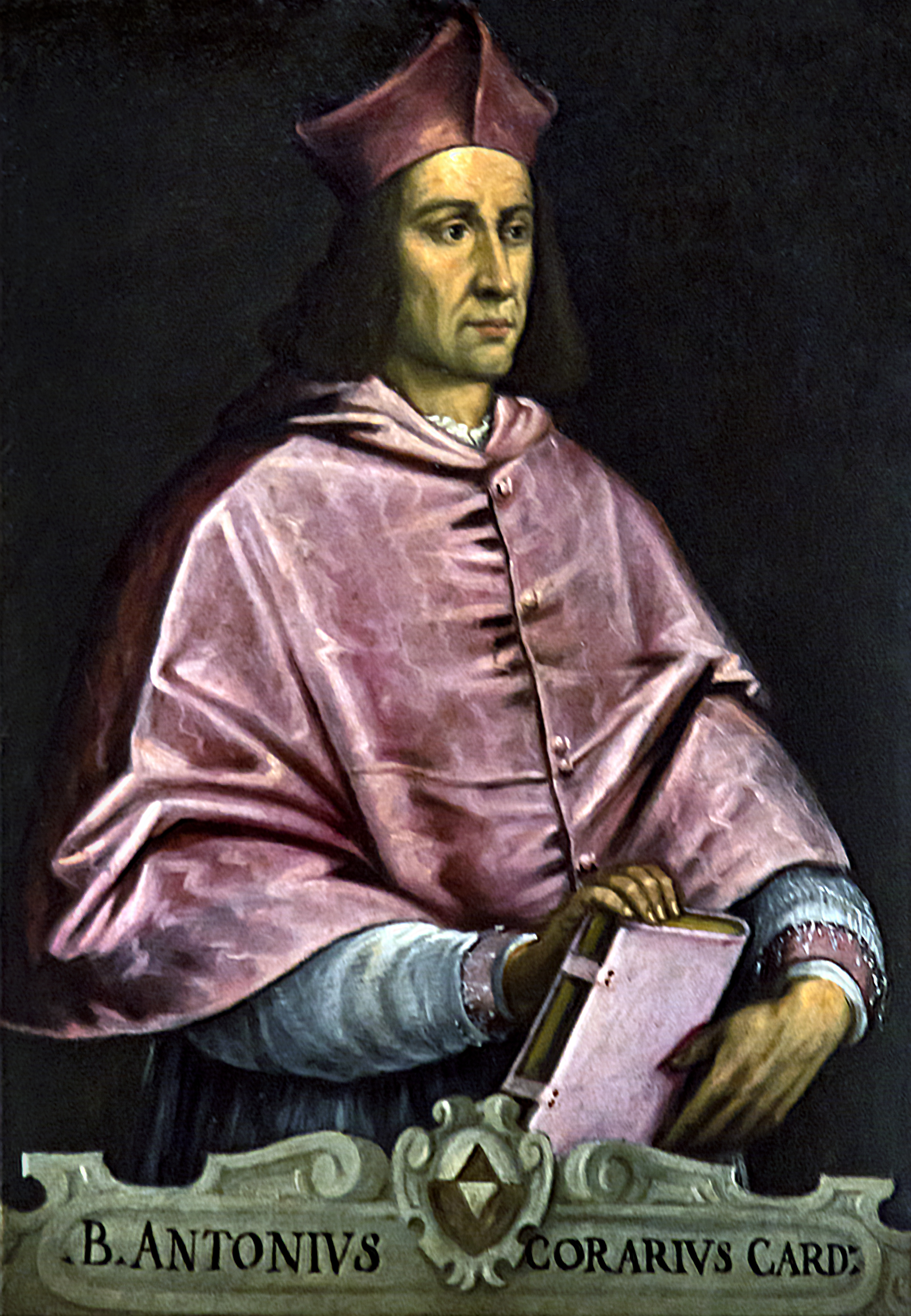
Beato Antonio Correr
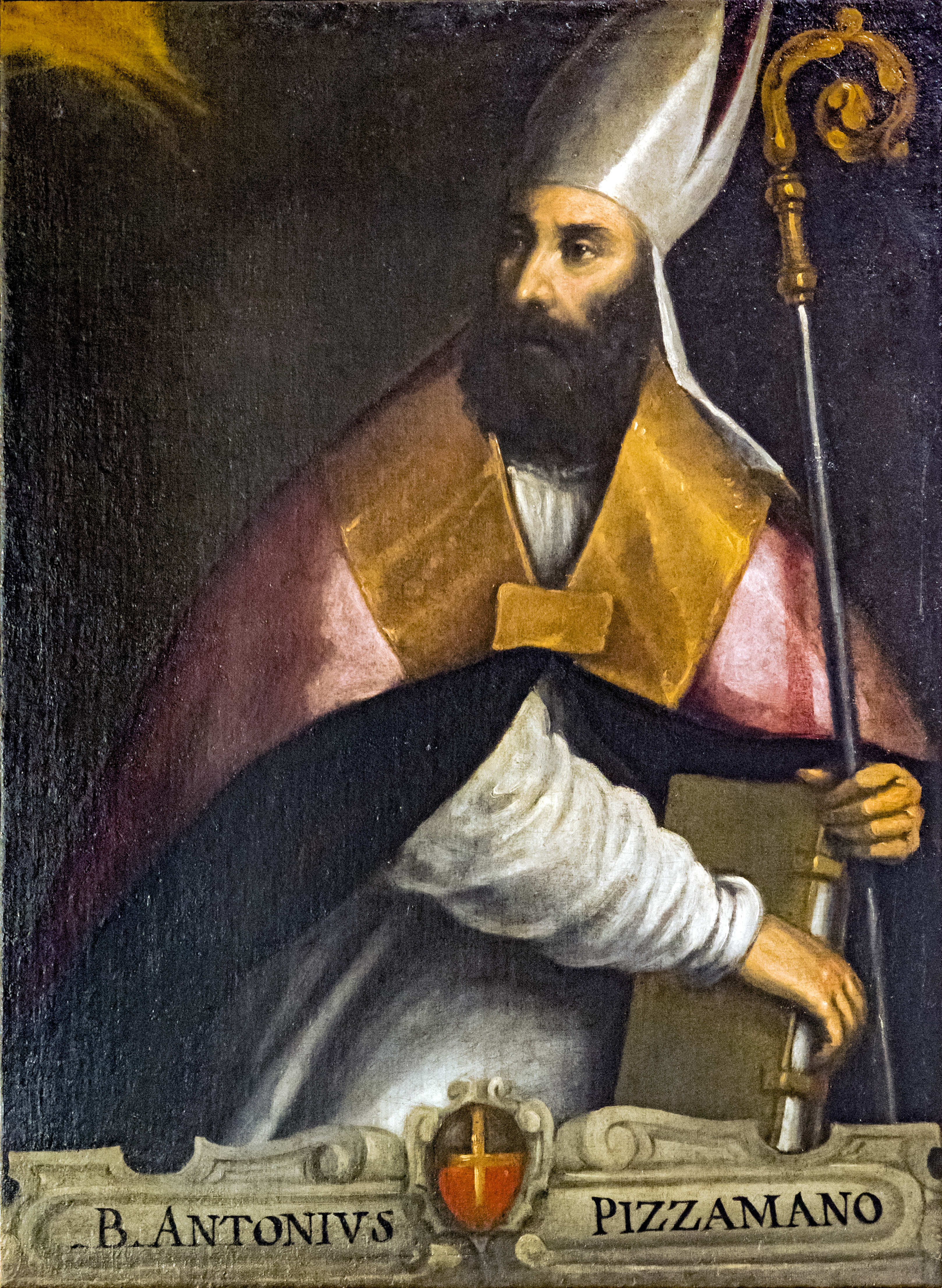
Beato Antonio Pizzamano
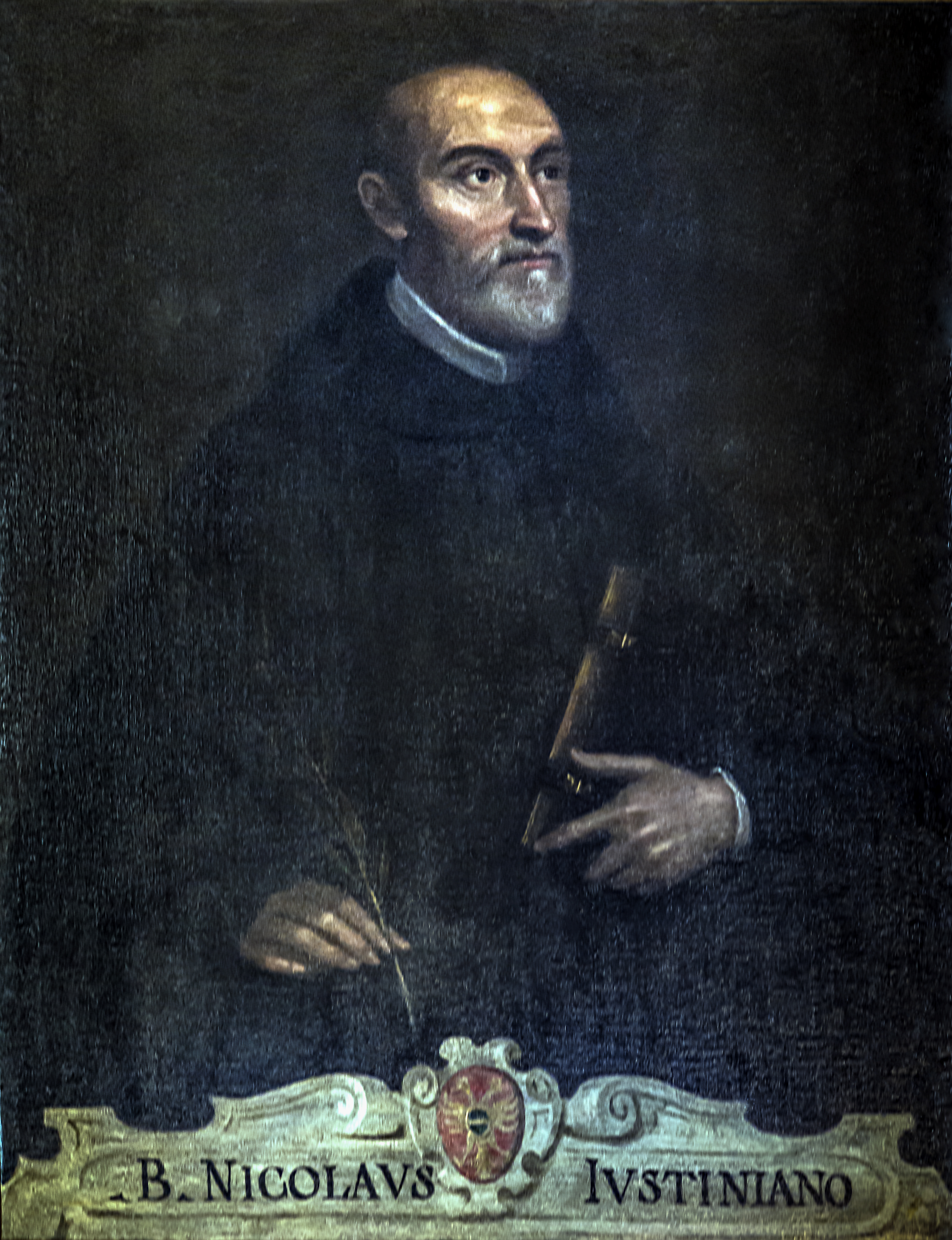
Beato Niccolò Giustinian
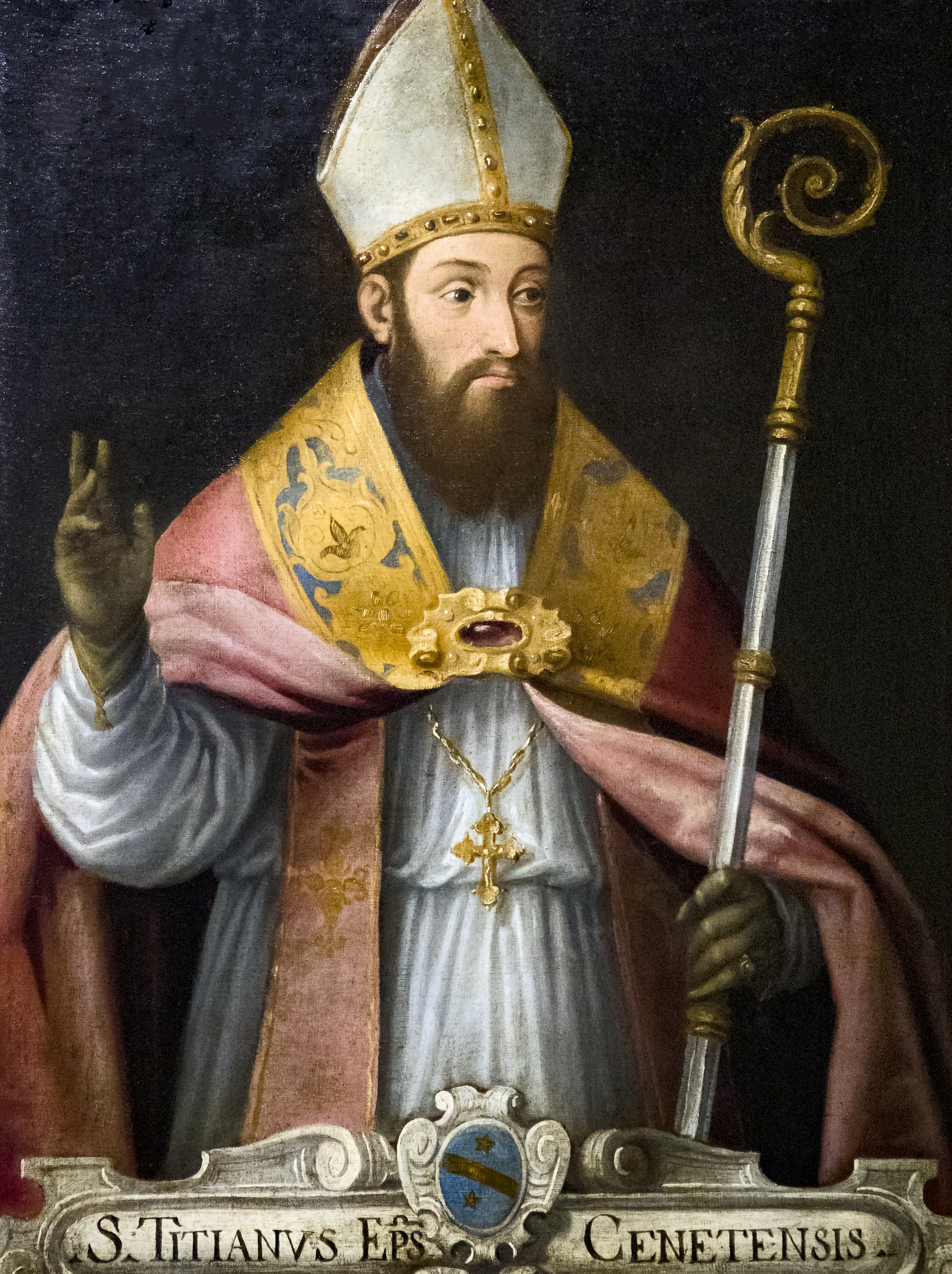
San Tiziano, vescovo di Oderzo
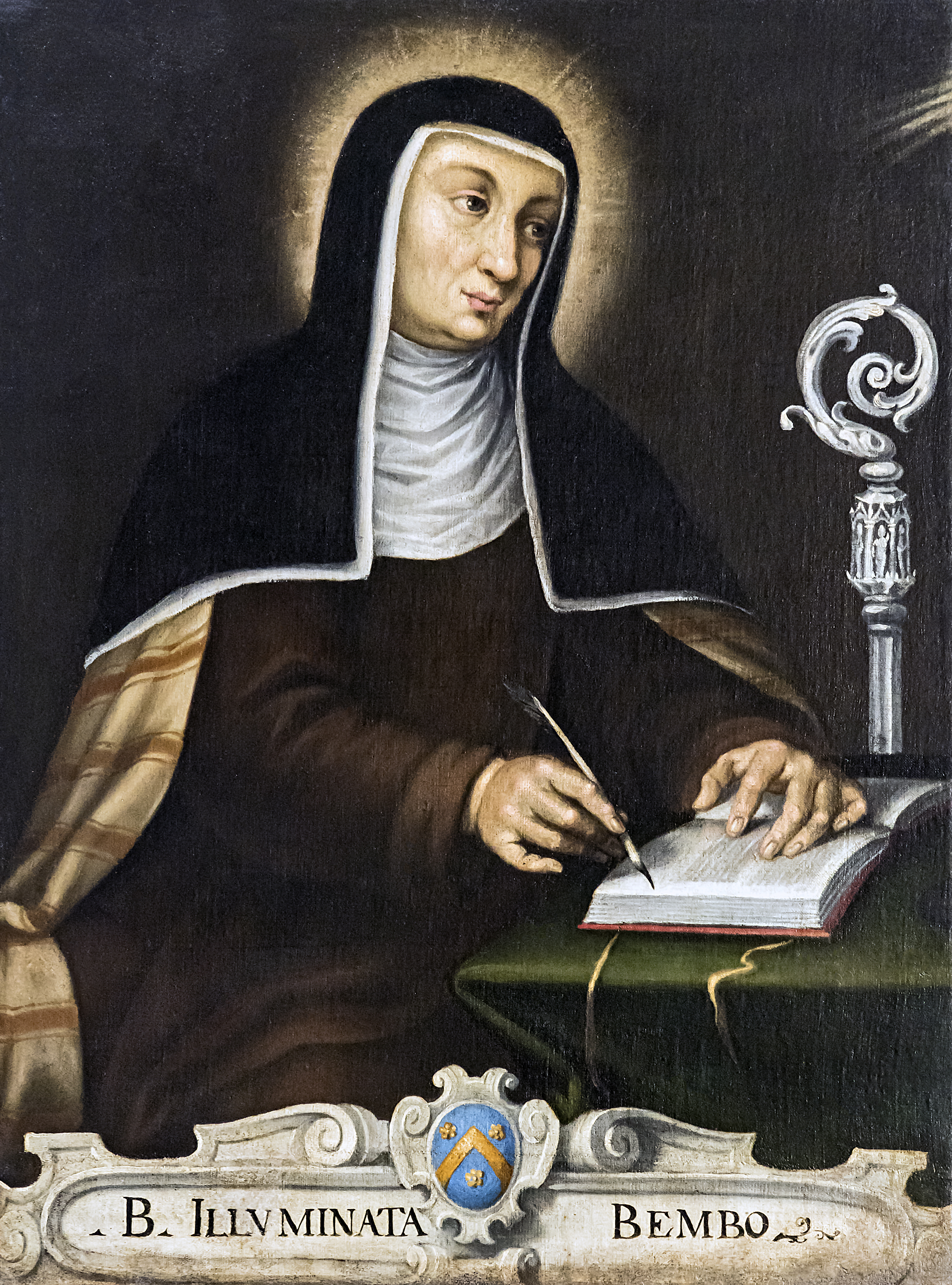
Beata Illuminata Bembo

##### Nella sacrestia
- Madonna col Bambino e santi, attribuita a Giovanni di Paris Bordon (1540-1613)

##### Nella cappella absidale destra
- Tomba di Jacopo Tintoretto, busto scultoreo opera di Napoleone Martinuzzi (1892-1977)
- Santi Agostino e Gerolamo, Girolamo Santacroce (1503-1556)

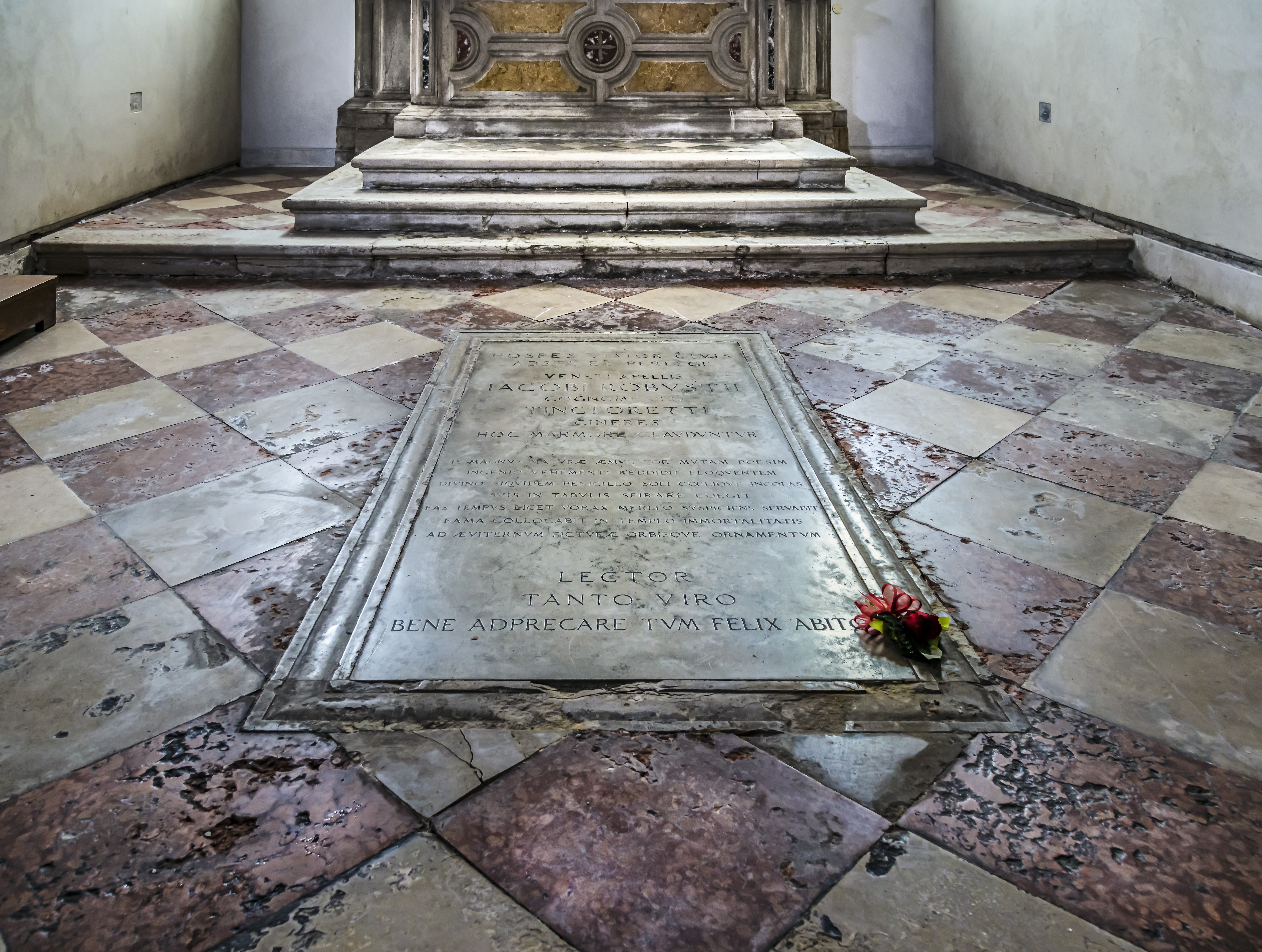
Tomba di Jacopo Tintoretto
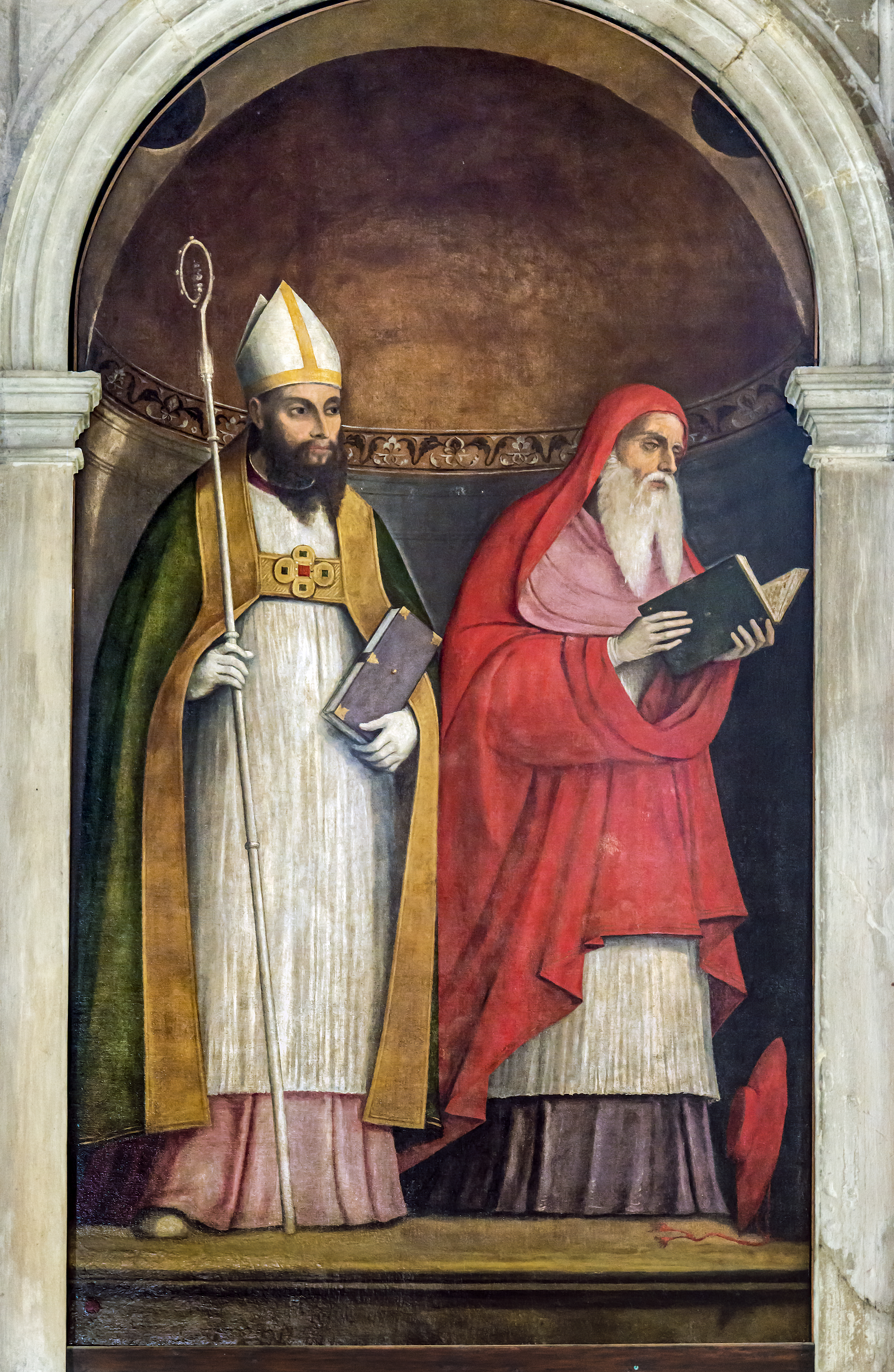
Santi Agostino e Gerolamo, Girolamo da Santacroce

##### Nel presbiterio
- Il Giudizio universale (1563, lato destro), Jacopo Tintoretto (1518-1594), cm. 580 x 1450
- L'adorazione del vitello d'oro (1563, lato sinistro), Jacopo Tintoretto, cm. 580 x 1450
- La visione della Croce a san Pietro, 1550-1553, lato sinistro dell'abside, Jacopo Tintoretto, cm. 240 x 420
- in alto: Le quattro Virtù Cardinali: Giustizia e Temperanza, catino dell'abside, Jacopo Tintoretto, cm. 240 x 450
- La decollazione di san Paolo, 1550-1553, lato destro dell'abside, Jacopo Tintoretto, cm. 240 x 430
- in alto: Le quattro Virtù Cardinali: Prudenza e Fortezza, catino dell'abside, Jacopo Tintoretto, cm. 240 x 450
- L'Annunciazione (1590), Jacopo Palma il Giovane (1595-1606), proveniente dalla di Santa Maria Nuova di Vicenza
- in alto: La Fede di Pietro Ricchi

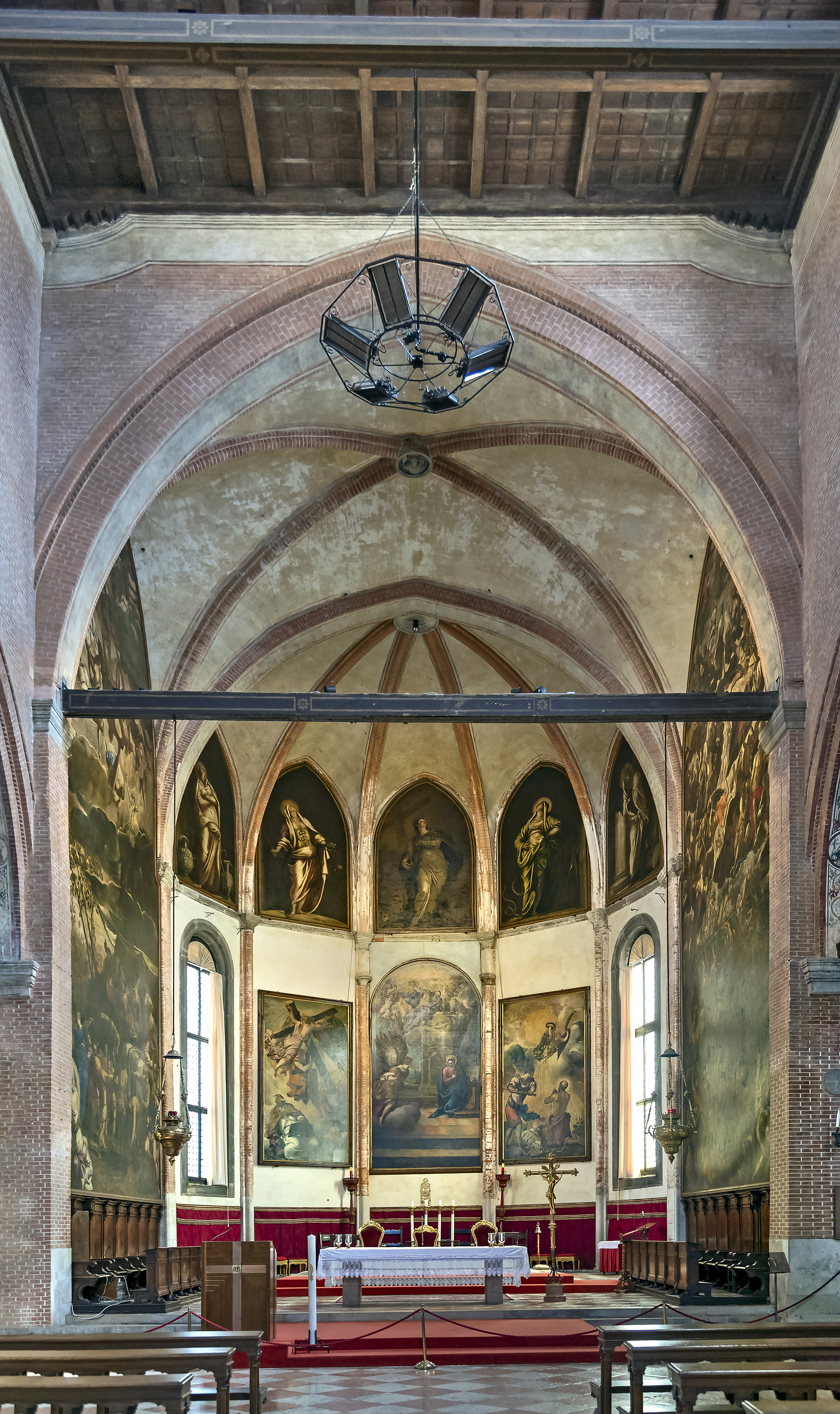
Presbiterio
Il Giudizio universale, Tintoretto
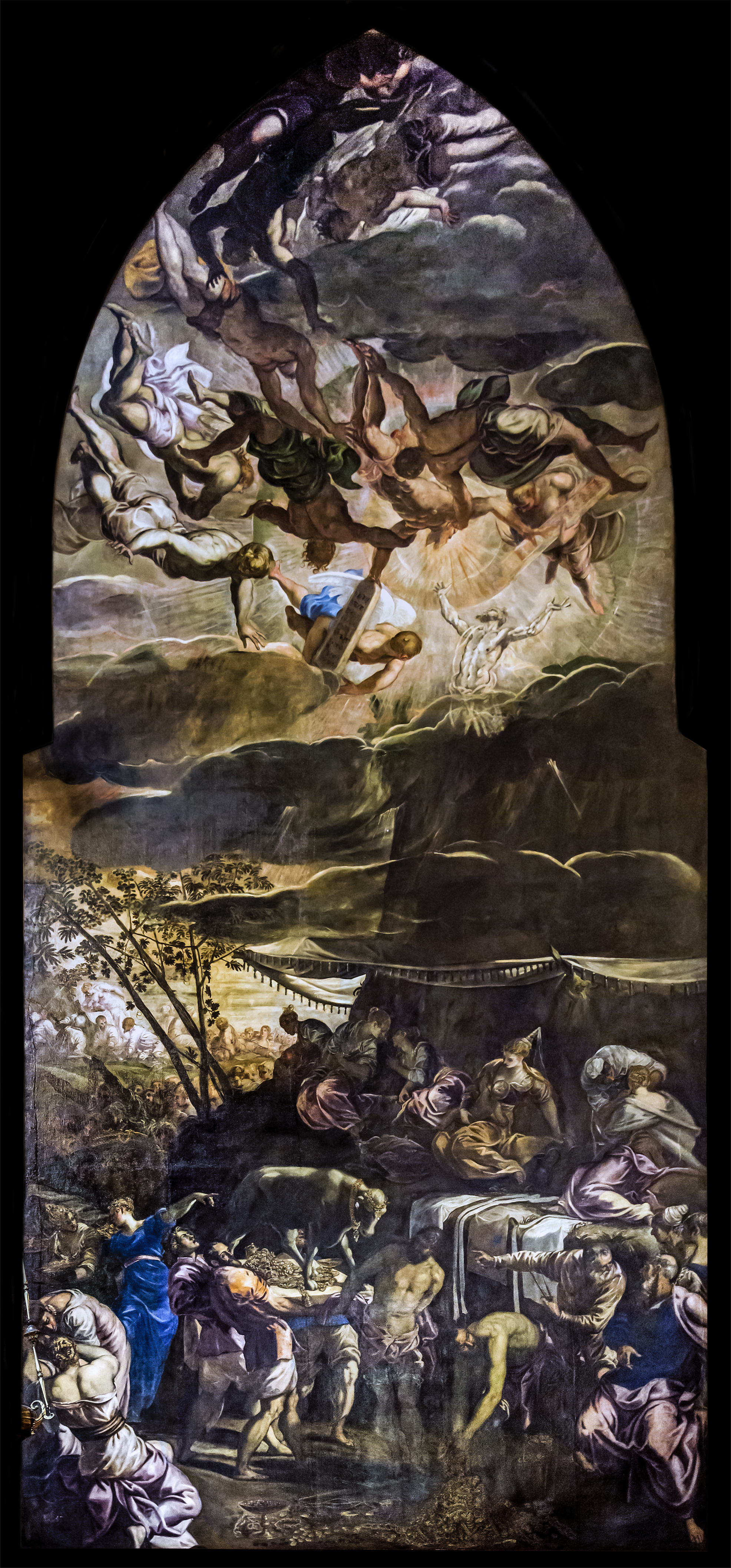
L'adorazione del vitello d'oro, Tintoretto
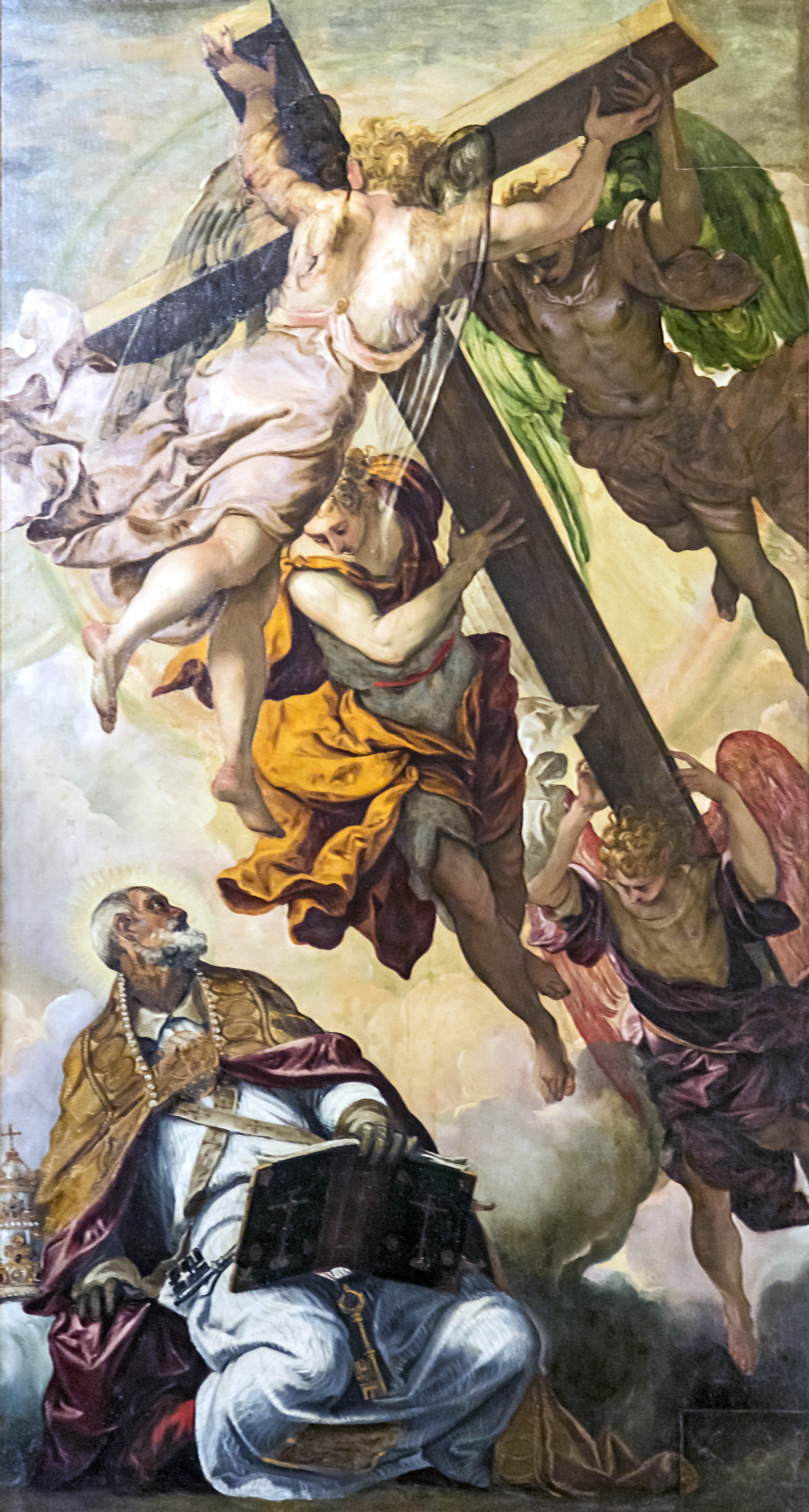
La visione della Croce a san Pietro, Tintoretto
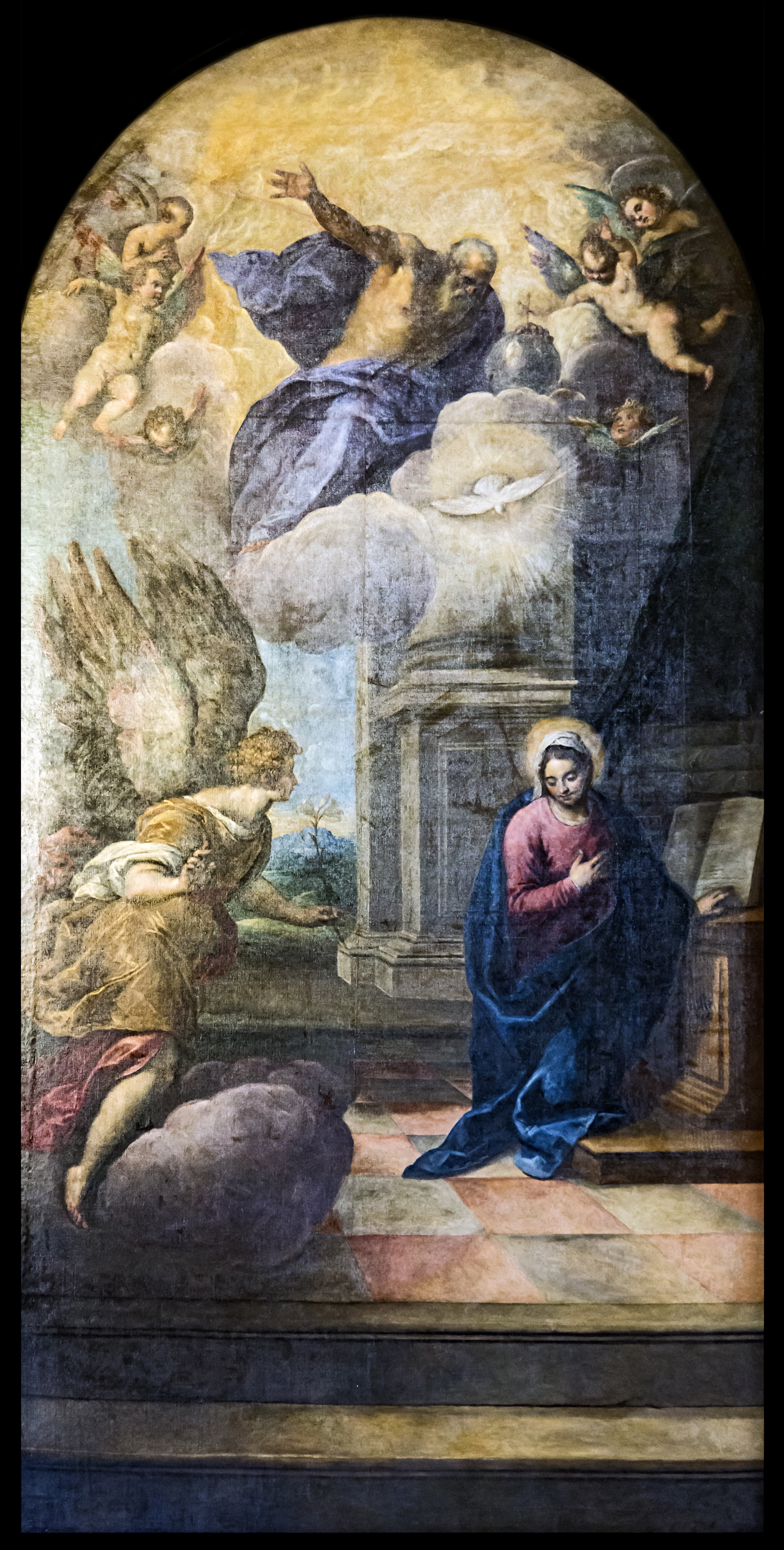
L'Annunciazione di Palma il Giovane
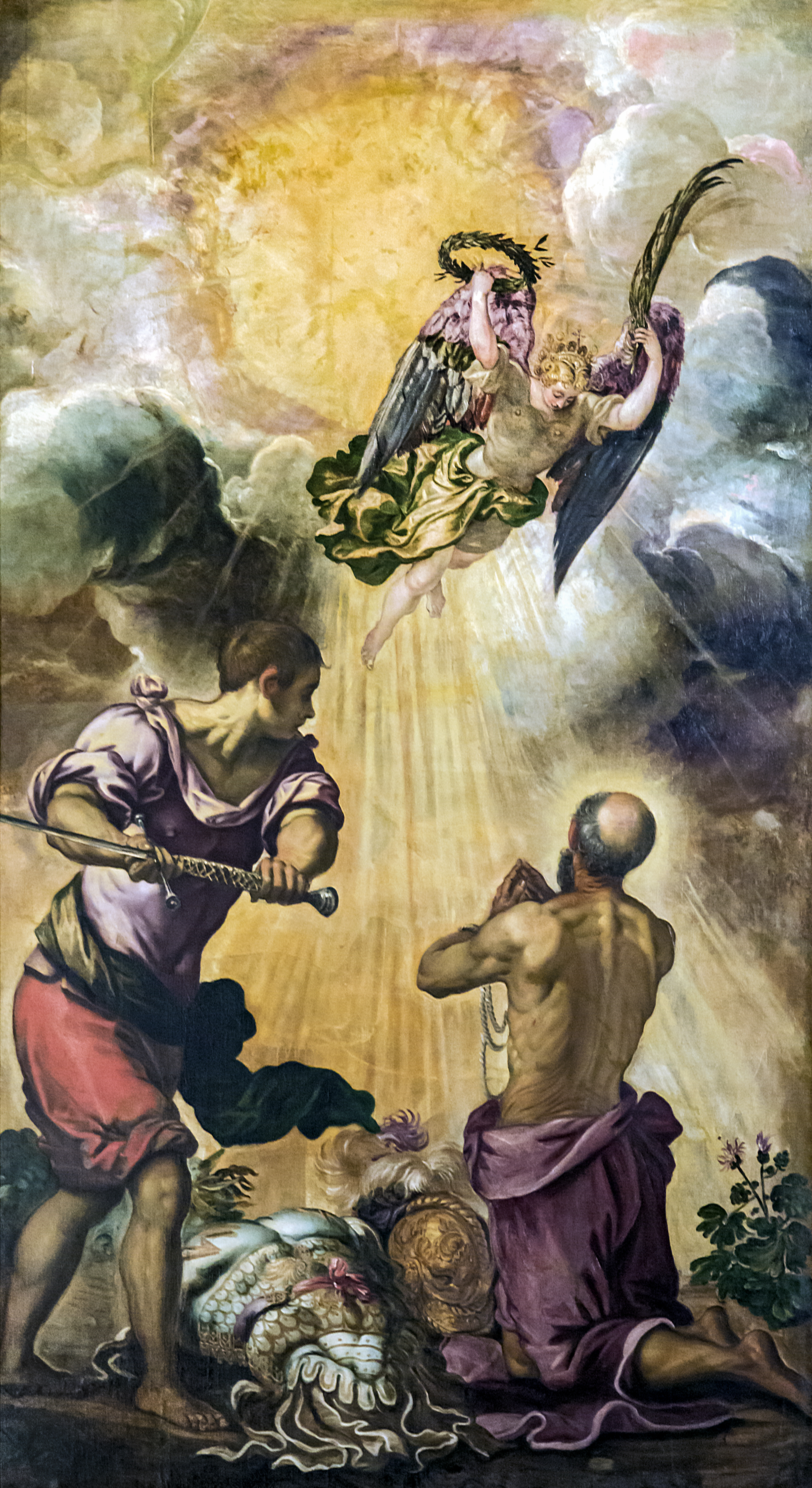
La decollazione di san Paolo di Jacopo Tintoretto
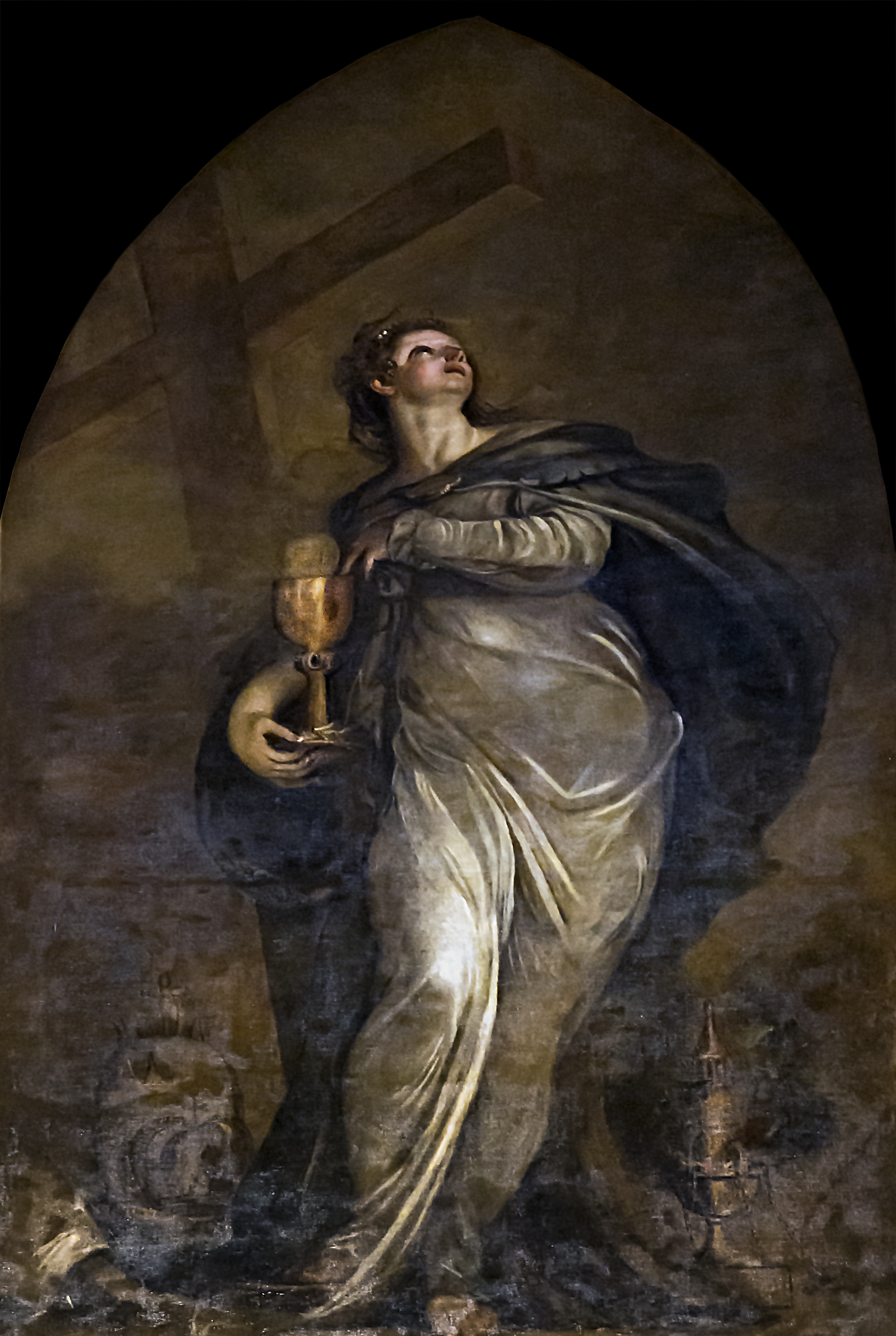
La Fede di Pietro Ricchi

##### Nella cappella absidale sinistra
- San Lorenzo Giustiniani e santi: la pala è una copia (1869) del un dipinto del Pordenone (1483-1539) ora nelle Gallerie dell'Accademia, dim. 220 x 420 cm.

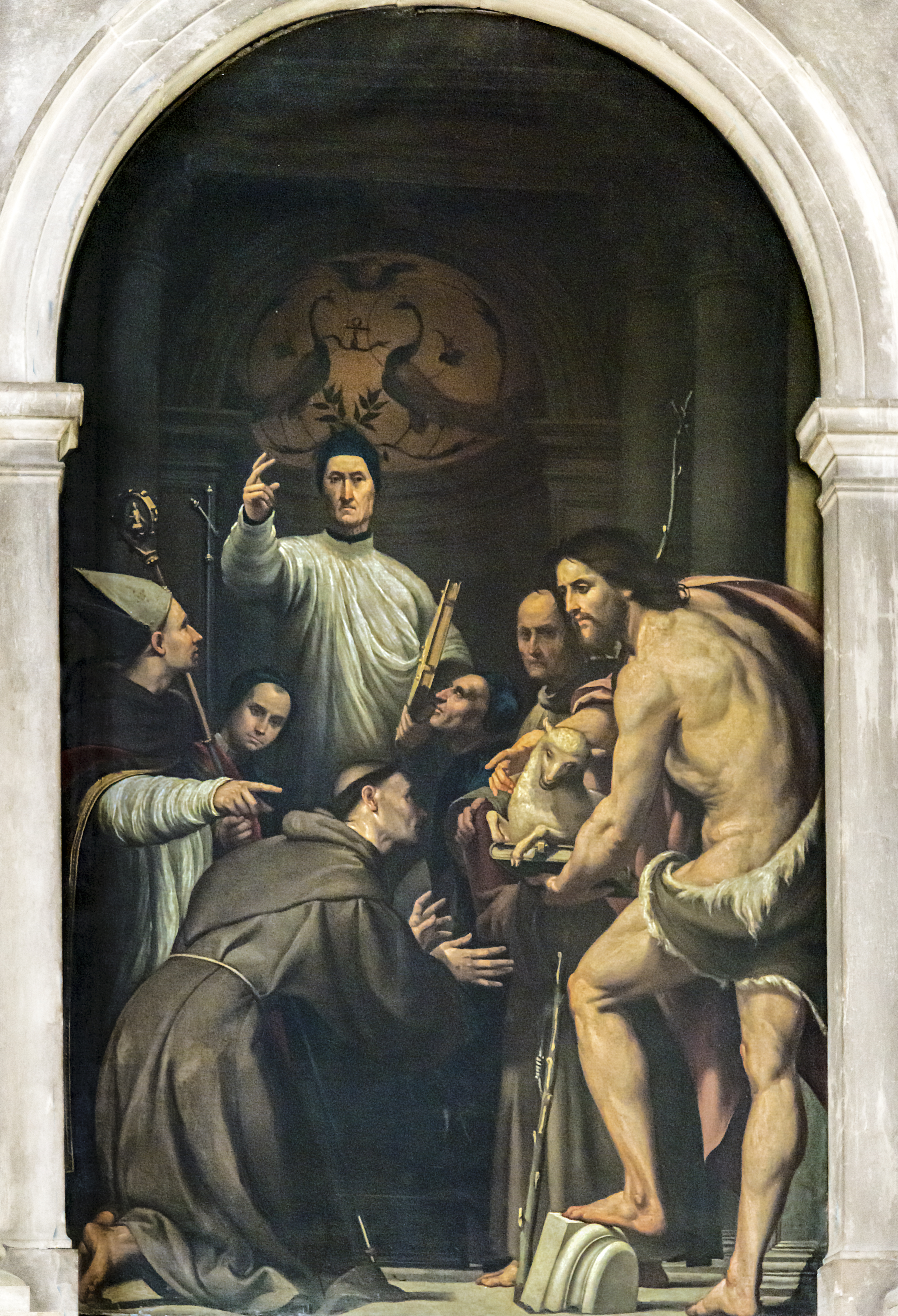
Copia da Giovanni Antonio de' Sacchis (il Pordenone), San Lorenzo Giustiniani e Santi

##### Nella navata sinistra
- San Giorgio che uccide il drago di Matteo Ponzone (1583-1663 circa)
- Flagellazione di Cristo, Matteo Ponzone
- Il Padre eterno in gloria, Domenico Tintoretto, 1590 circa
- Matrimonio mistico di santa Caterina d'Alessandria, scuola di Tiziano, secolo XVI

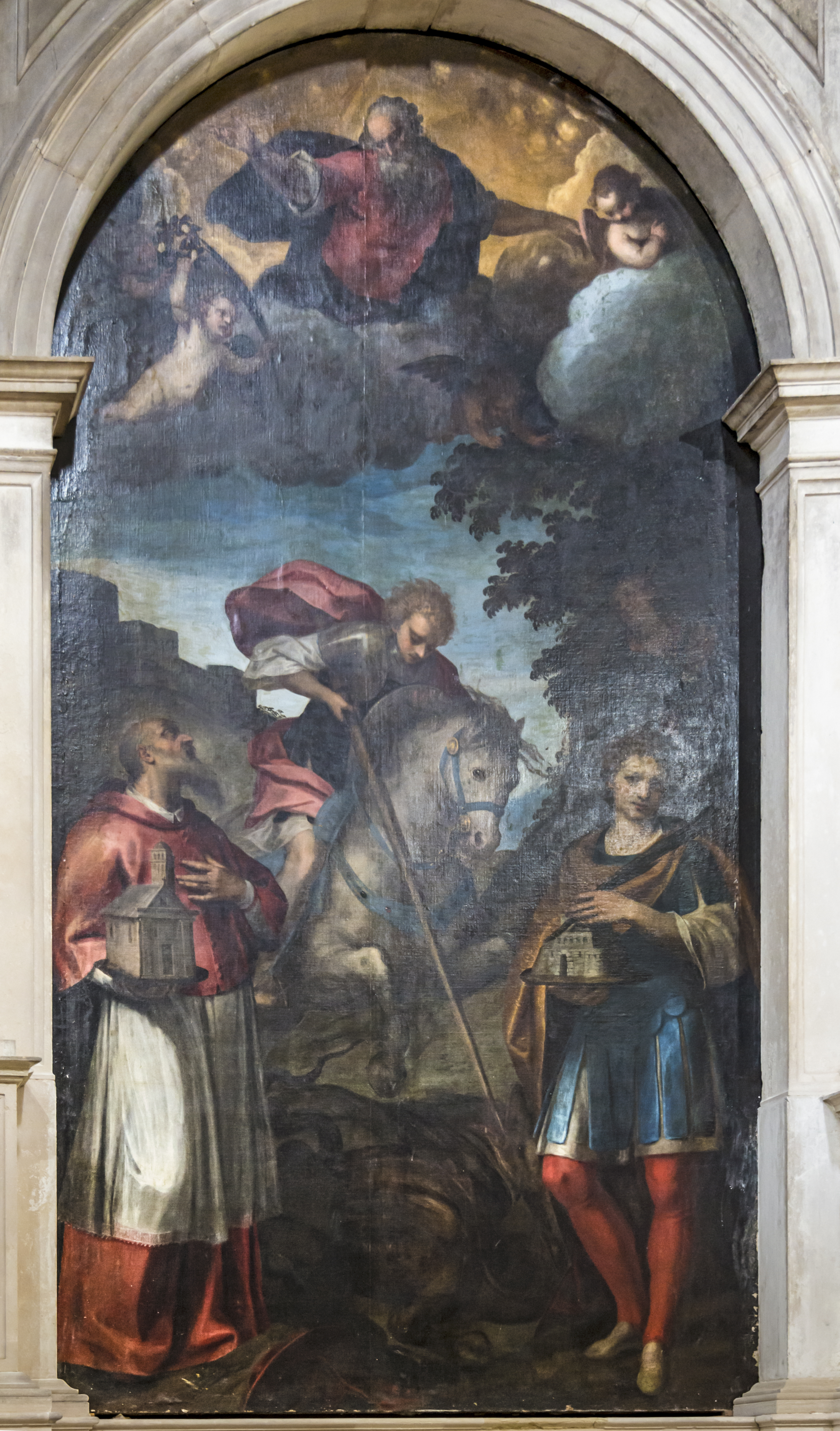
S. Giorgio che uccide il drago, Matteo Ponzone
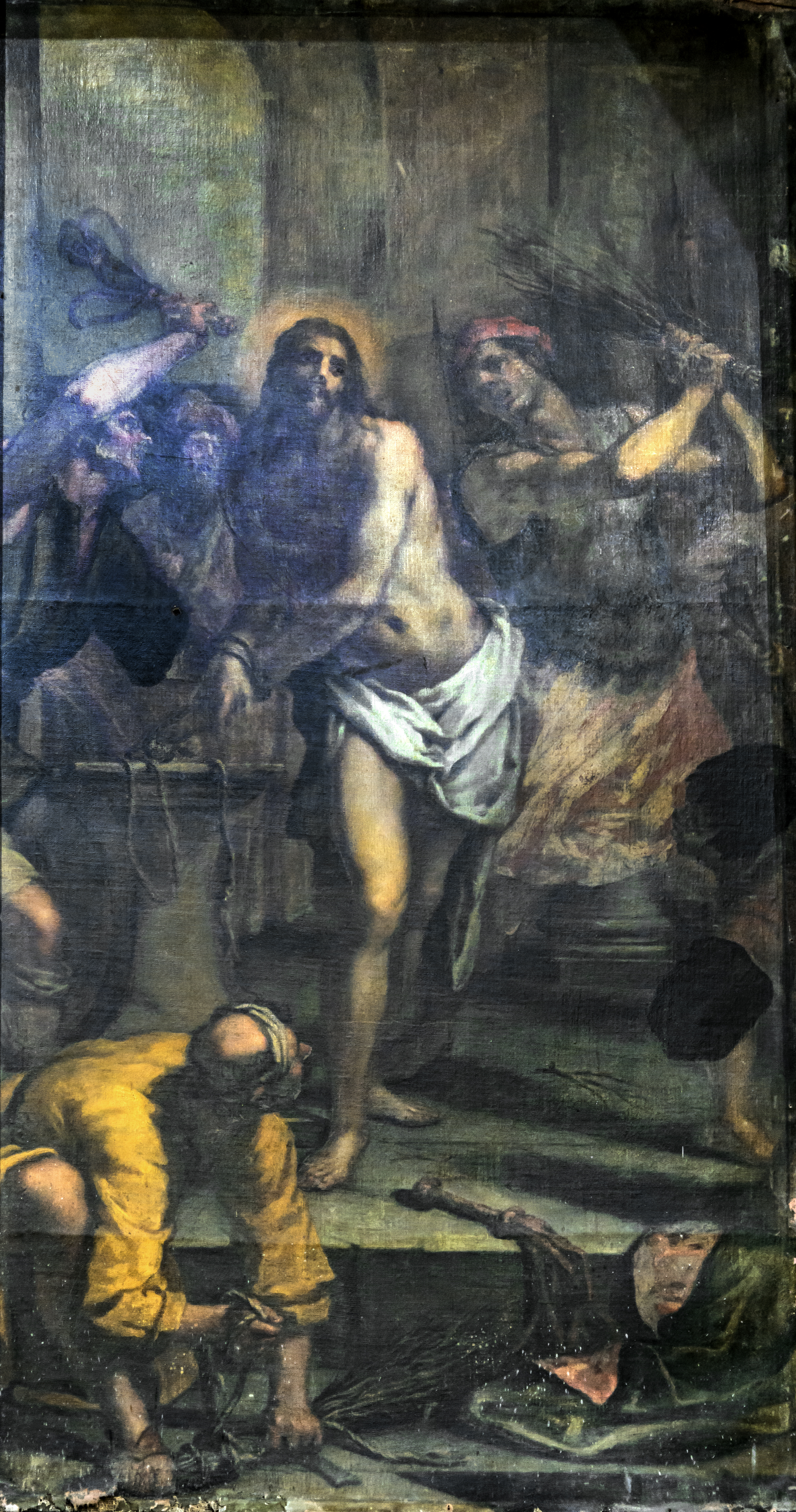
Flagellazione di Cristo, Matteo Ponzone
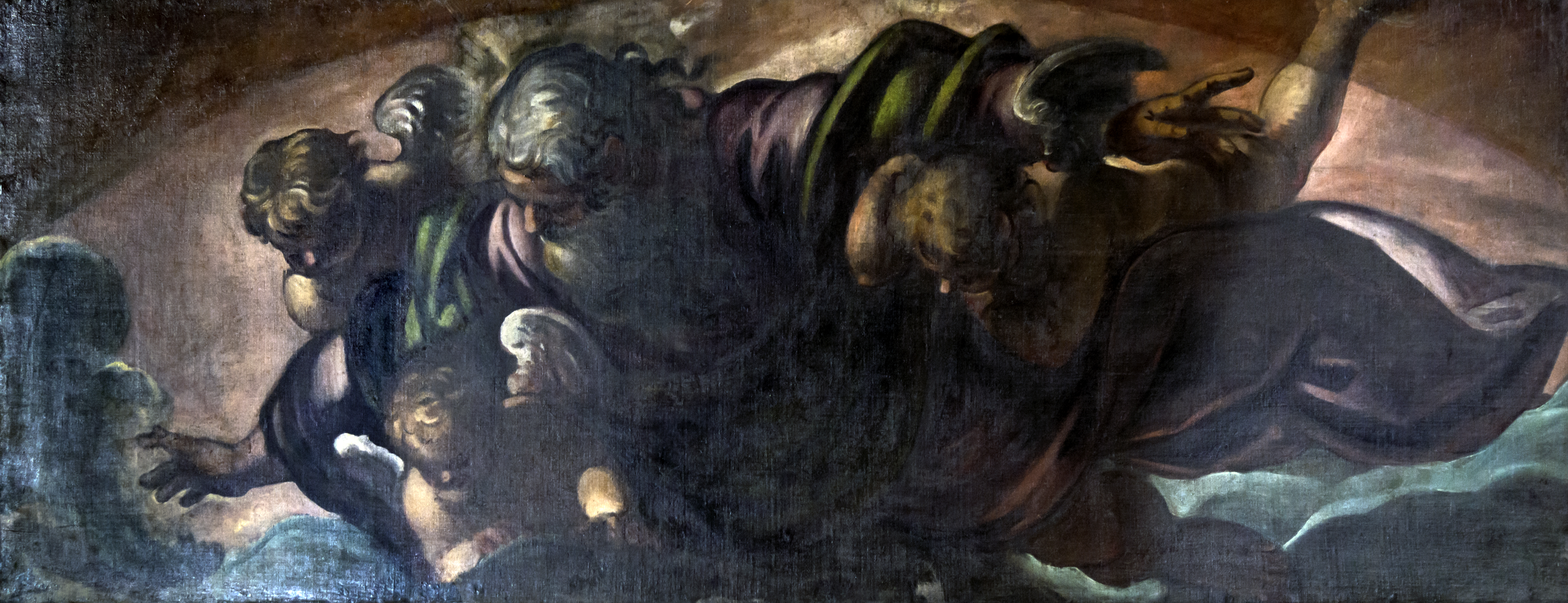
Dio Padre in gloria del Tintoretto
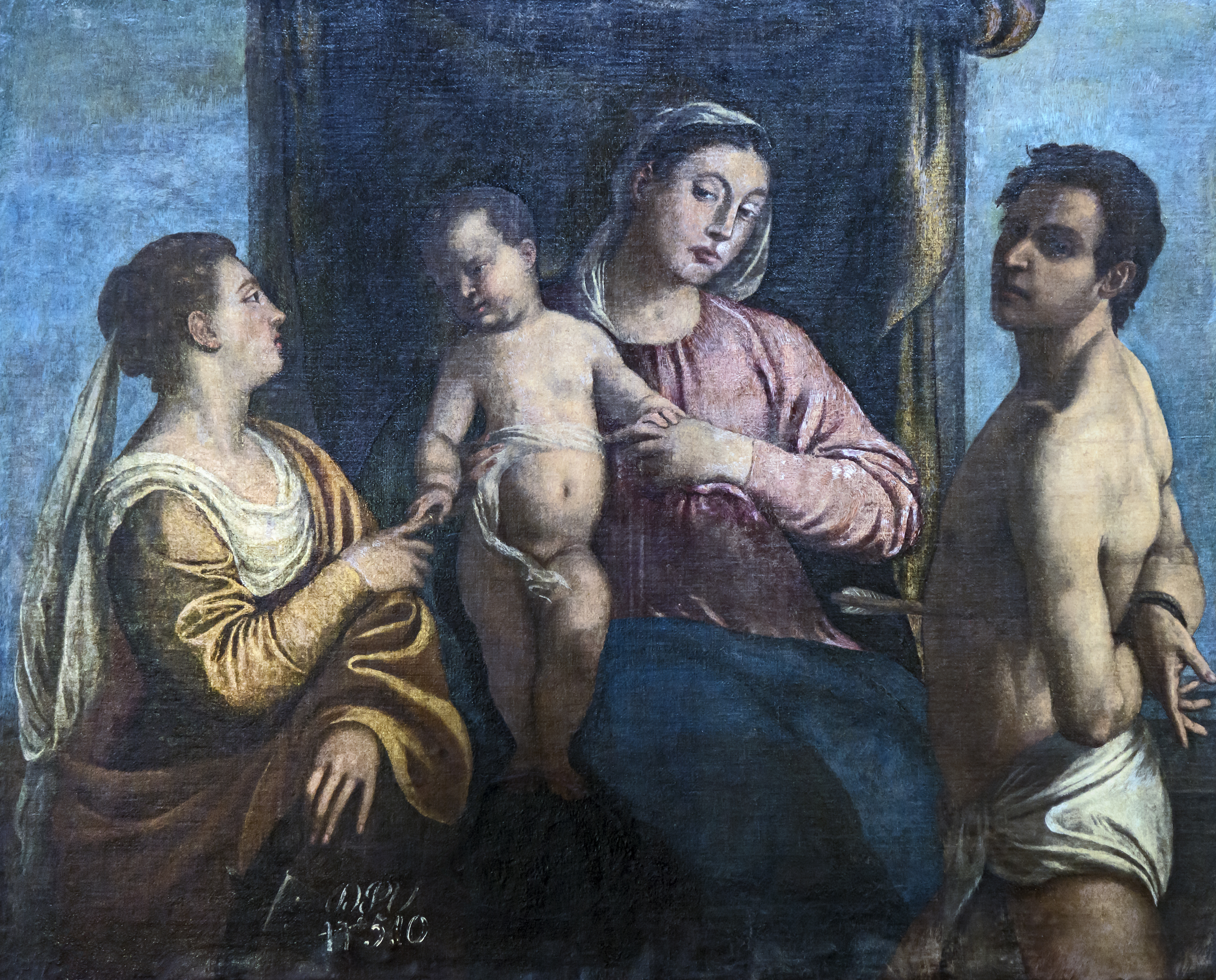
Matrimonio mistico di santa Caterina d'Alessandria

##### Nella cappella Contarini
- Il miracolo di S. Agnese (1575), Jacopo Tintoretto (1518-1594), detta anche dei Celestini per il colore degli abiti degli angeli, dim. 200 x 400 cm.
- Monumenti funerari della famiglia Contarini.

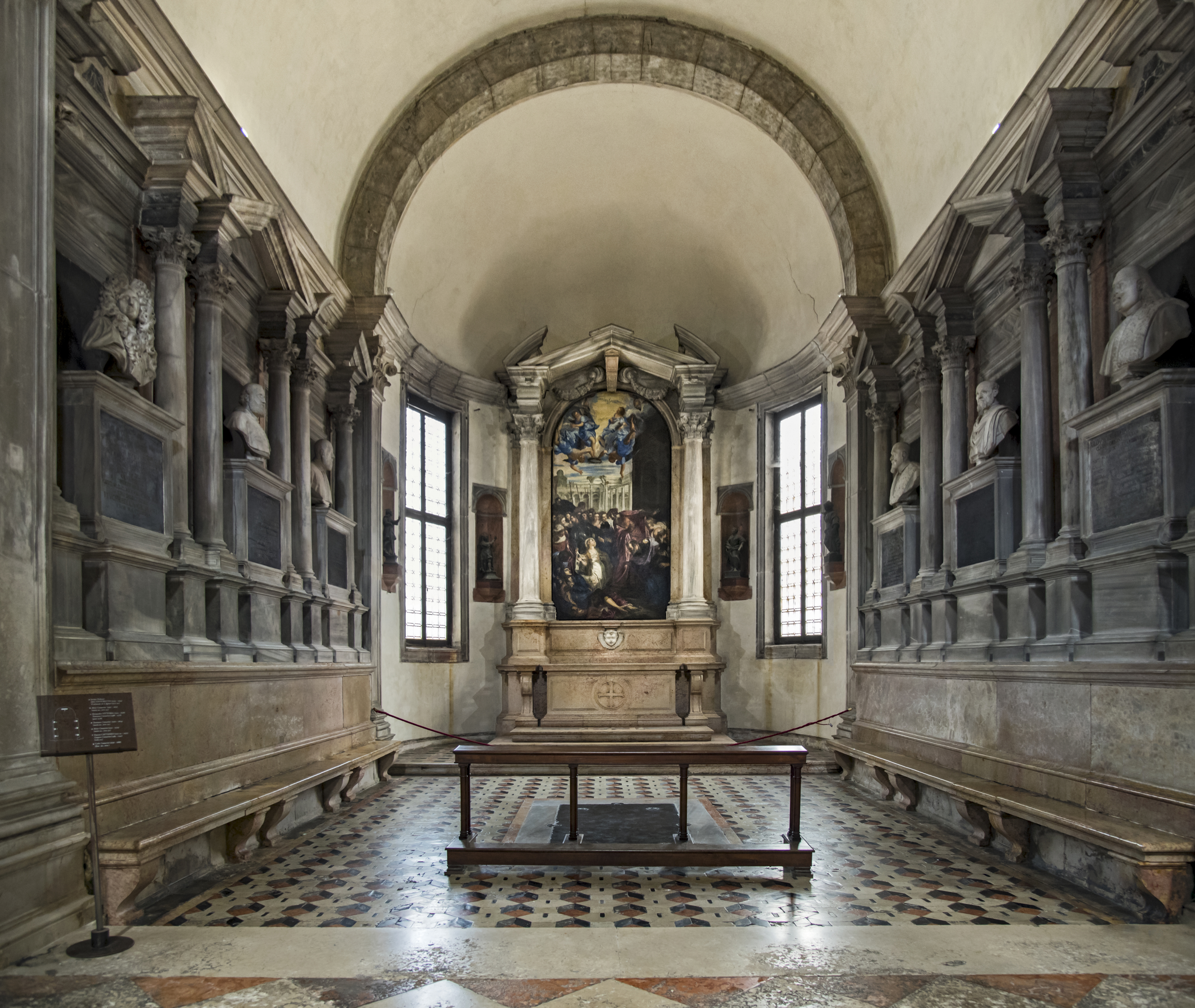
Cappella Contarini
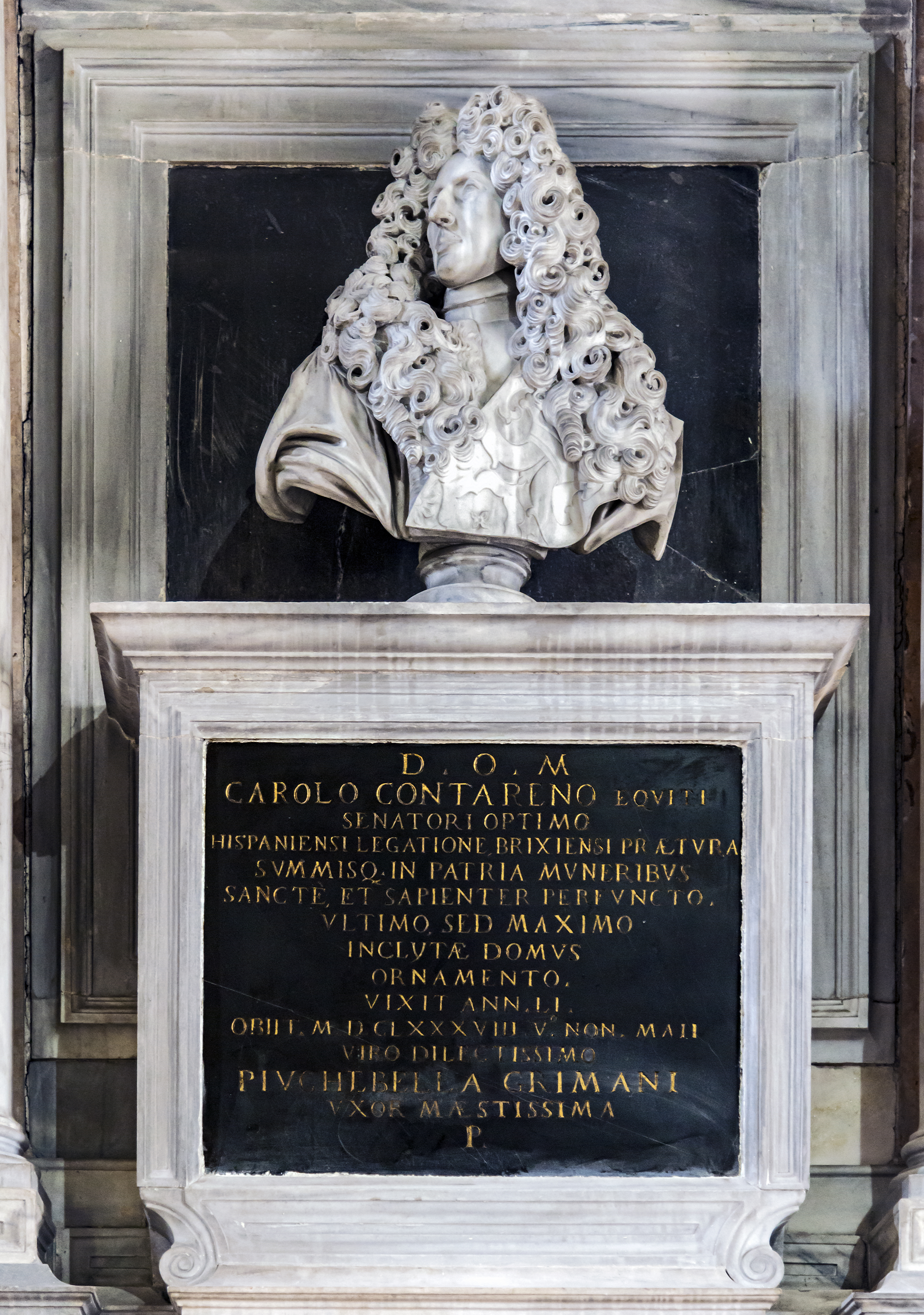
Carlo di Alvise Contarini (1636-1688)
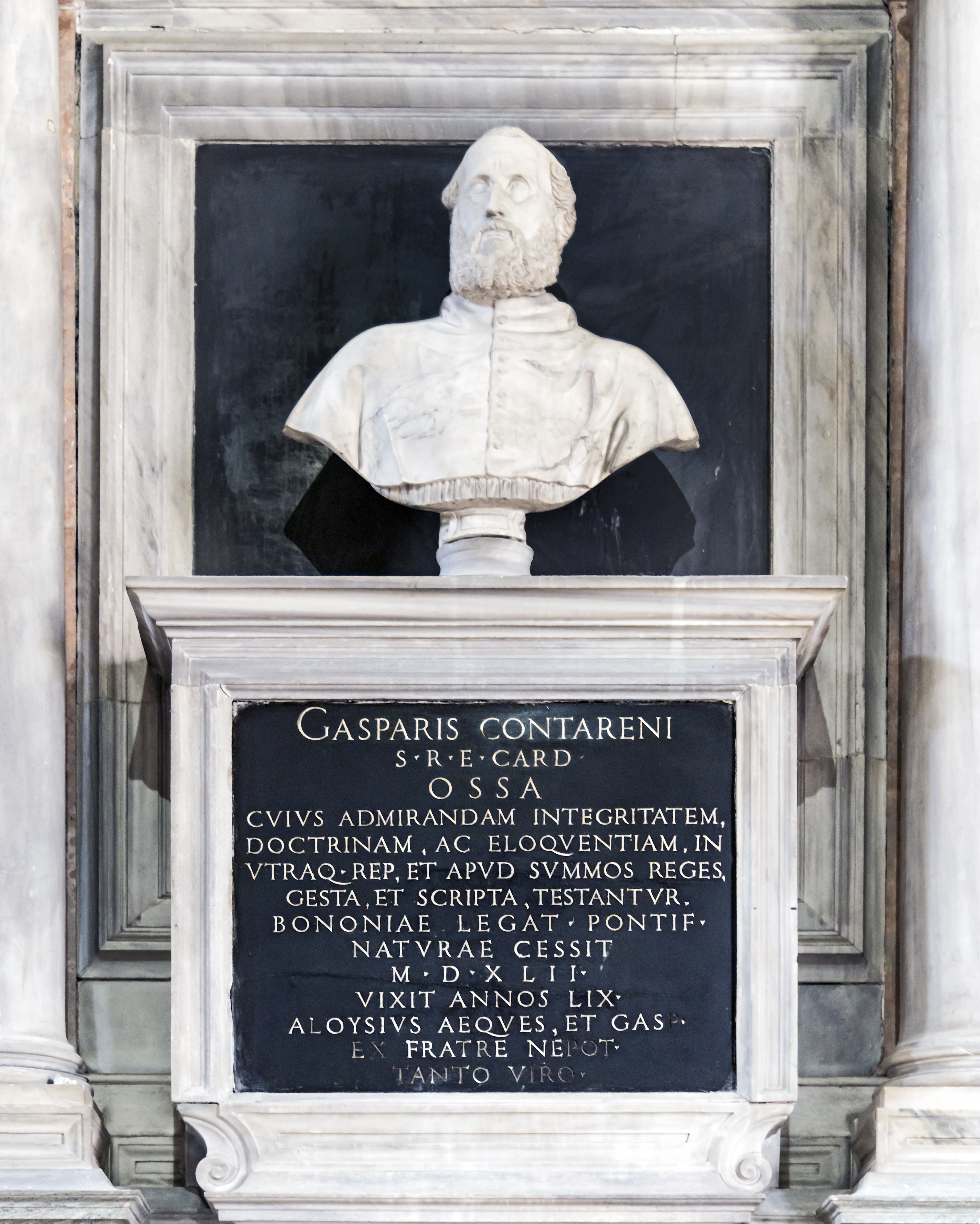
Gasparo Contarini (1483-1542)
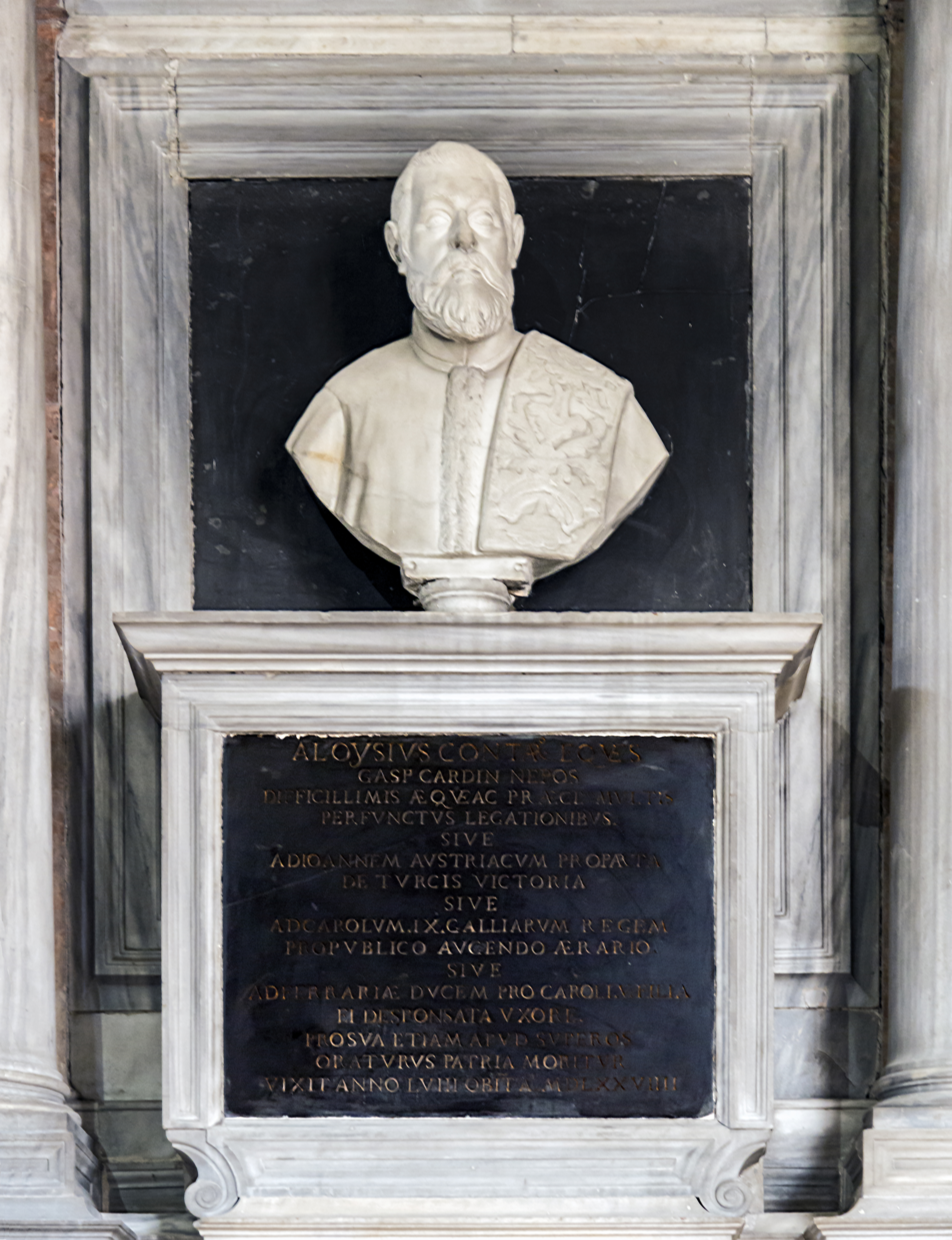
Alvise Contarini (1521-1579)
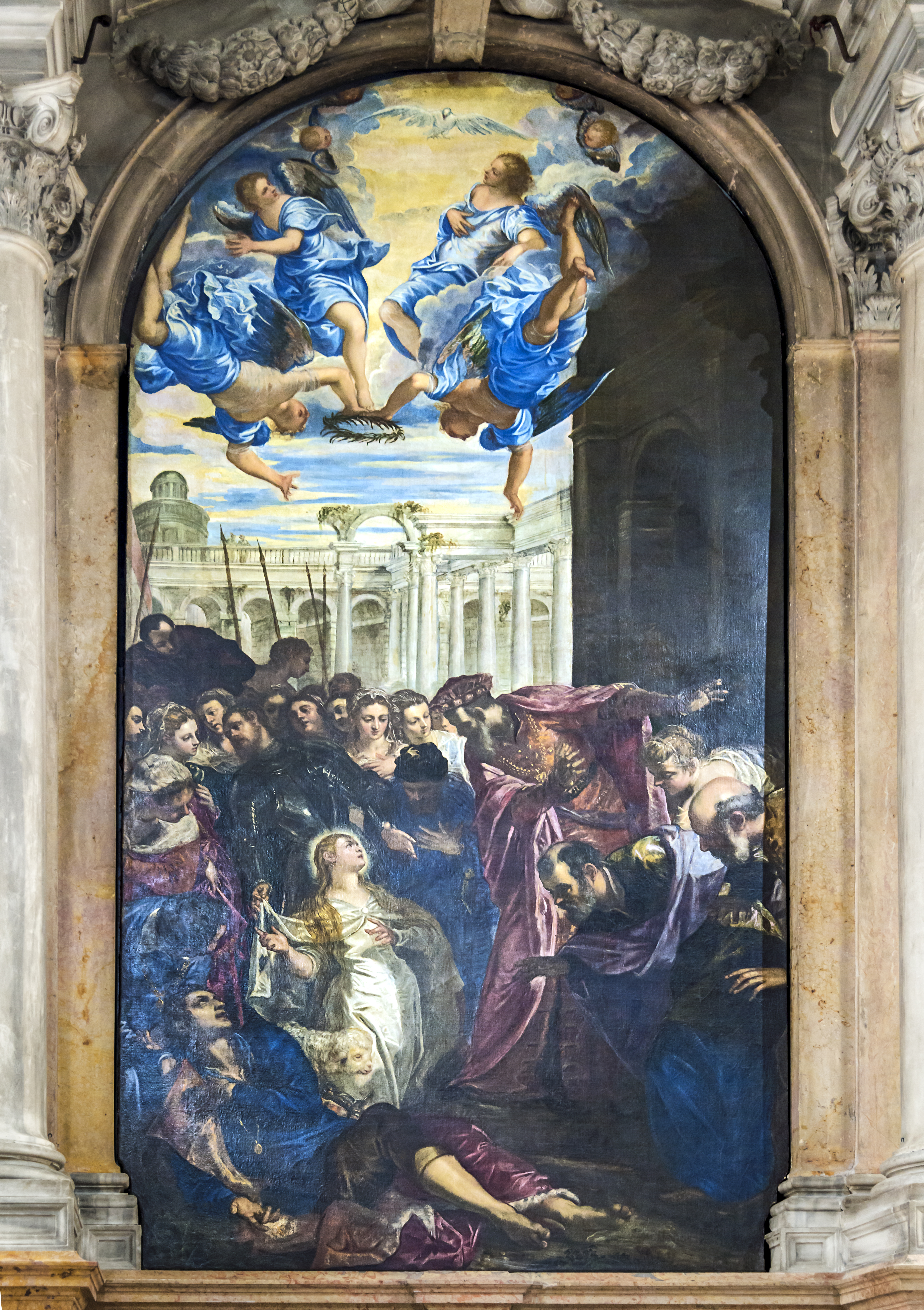
Il miracolo di sant'Agnese Tintoretto
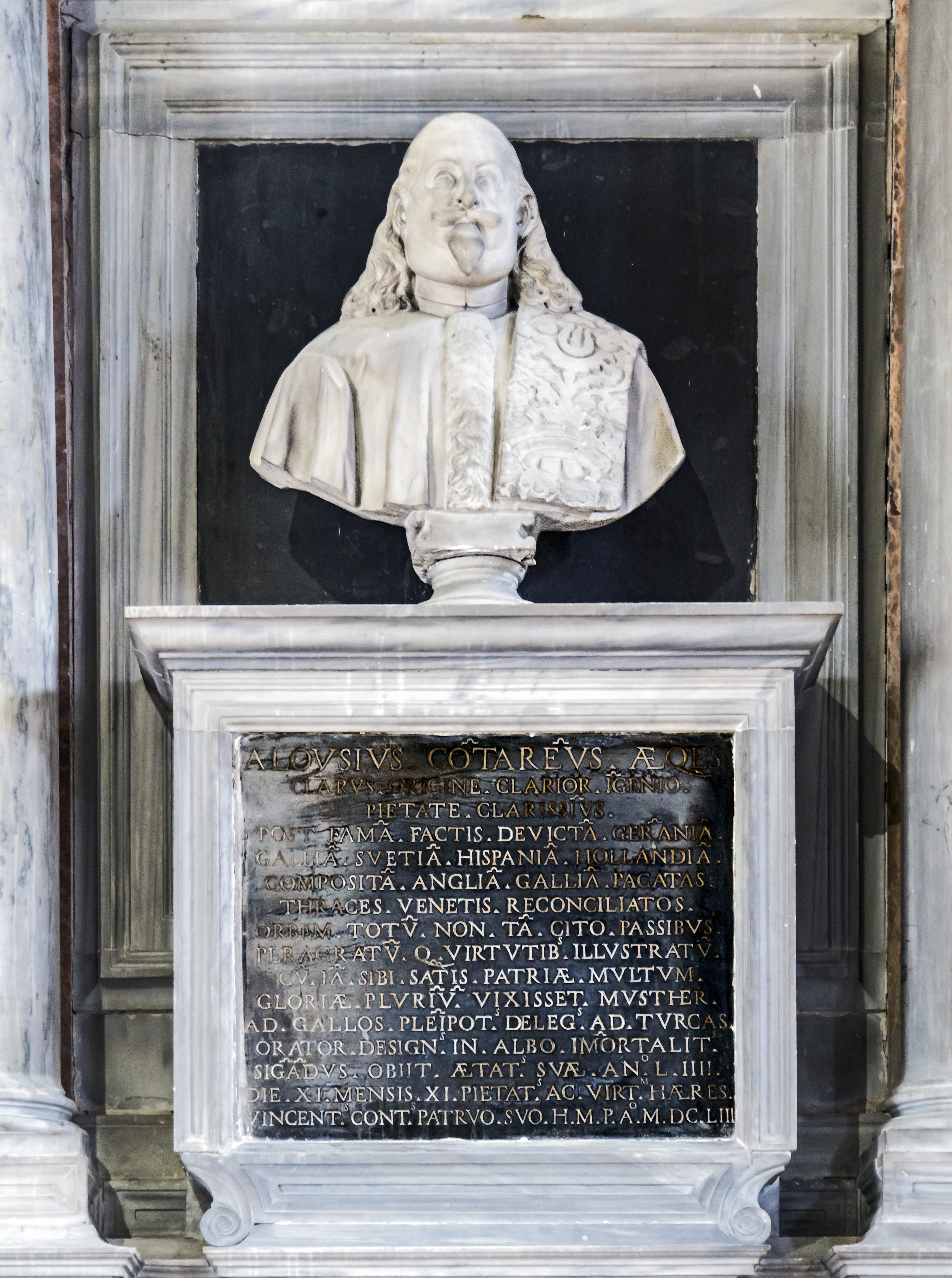
Alvise Contarini (1597-1651)
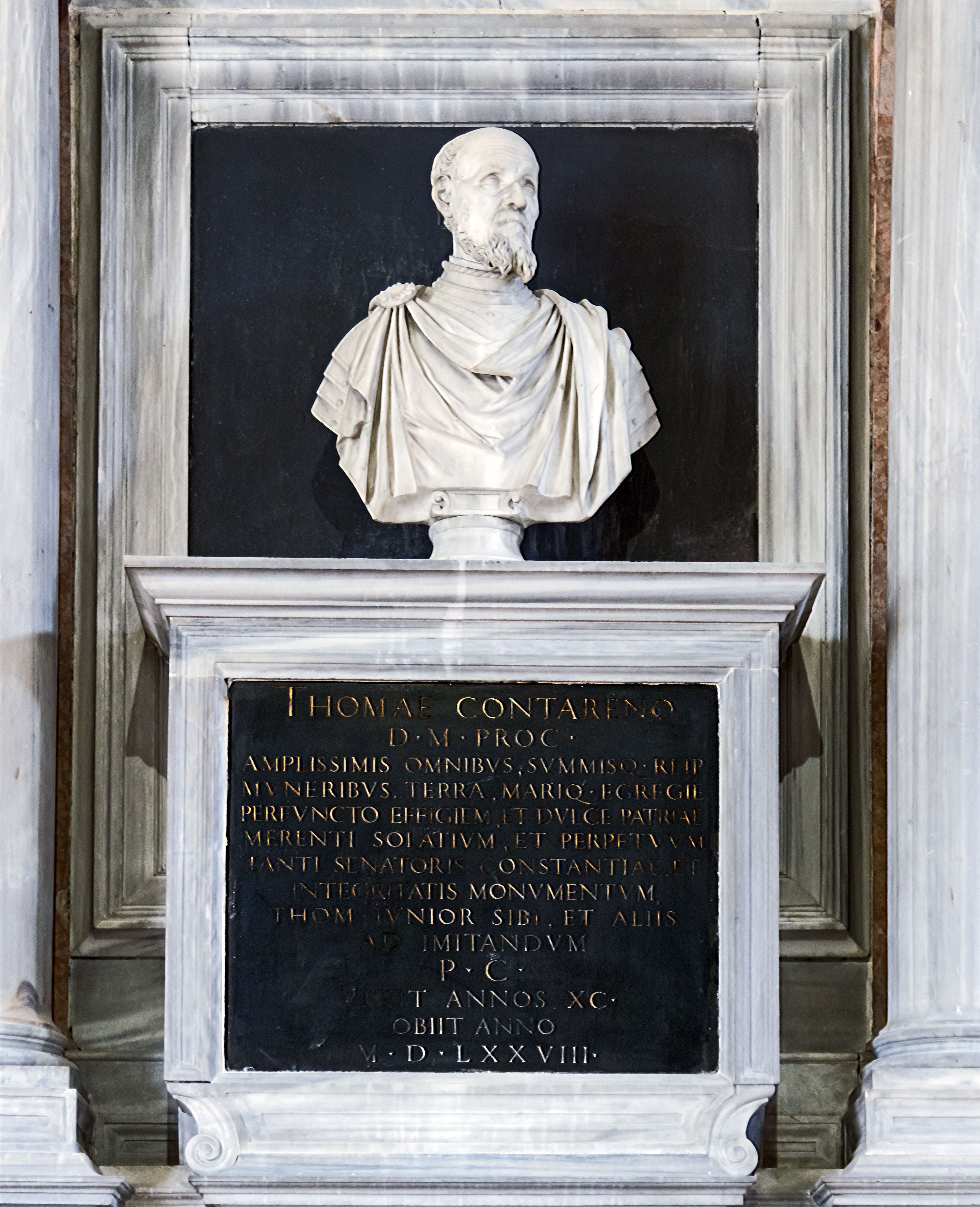
Tommaso Contarini (1488-1578) di Alessandro Vittoria
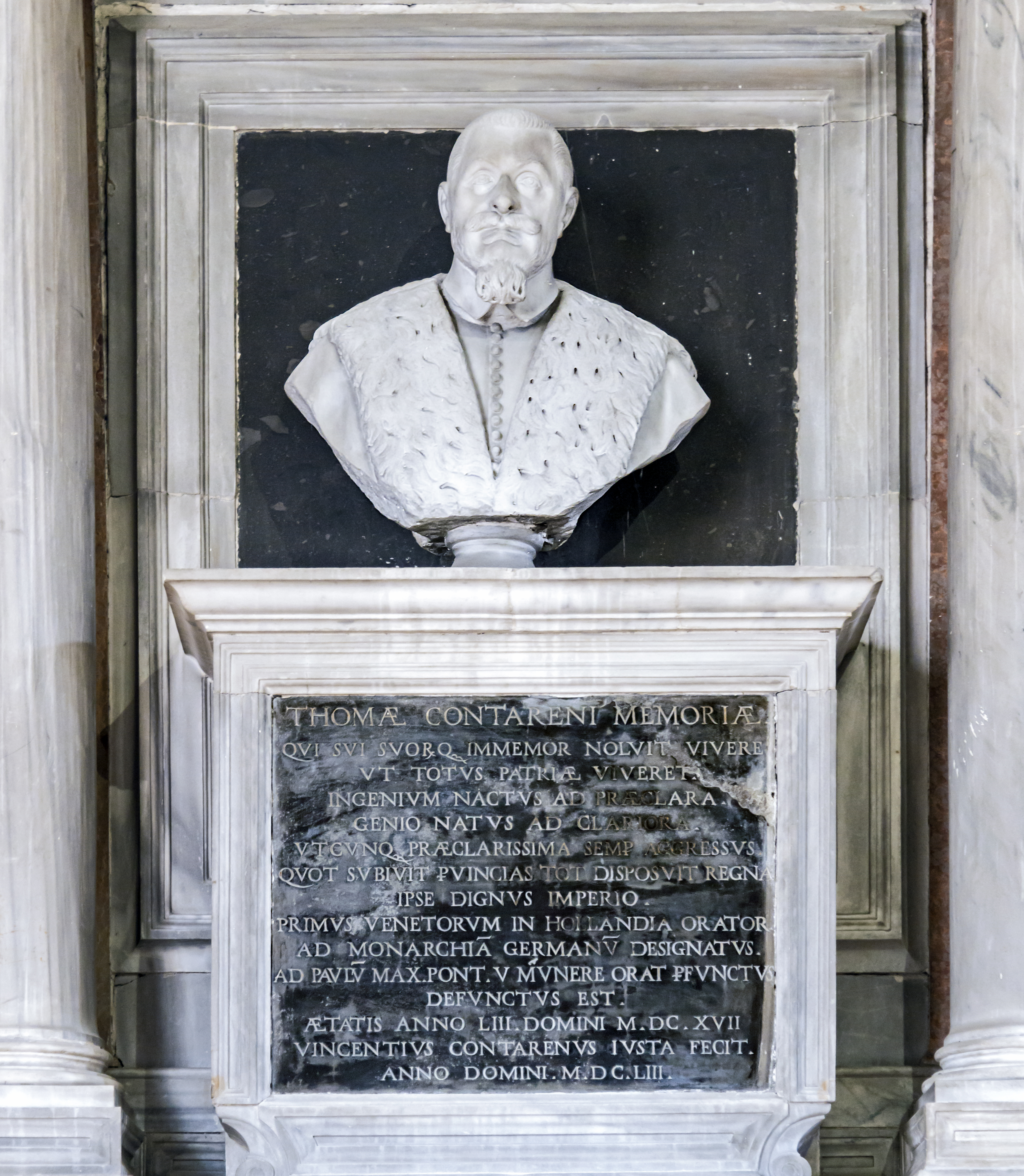
Tommaso Contarini (1562-1614)

##### Nella cappella Morosini
- La Natività e san Domenico, di Domenico Tintoretto
- Angeli incensieri, di Domenico Tintoretto
- La crocifissione, di Jacopo Palma il Giovane, proveniente dalla chiesa di S. Ternita
- Antichi confessionali lignei

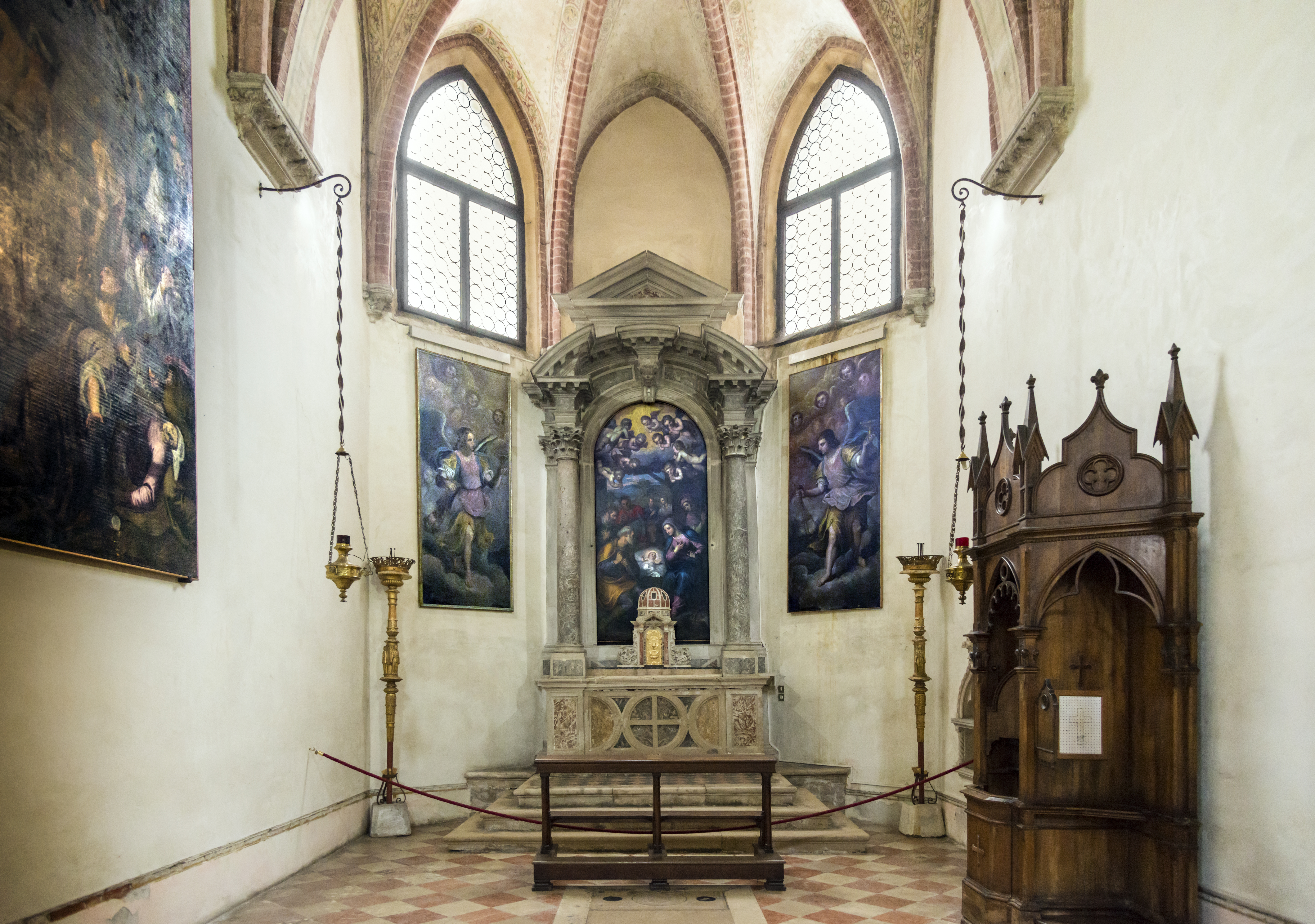
Cappella Morosini
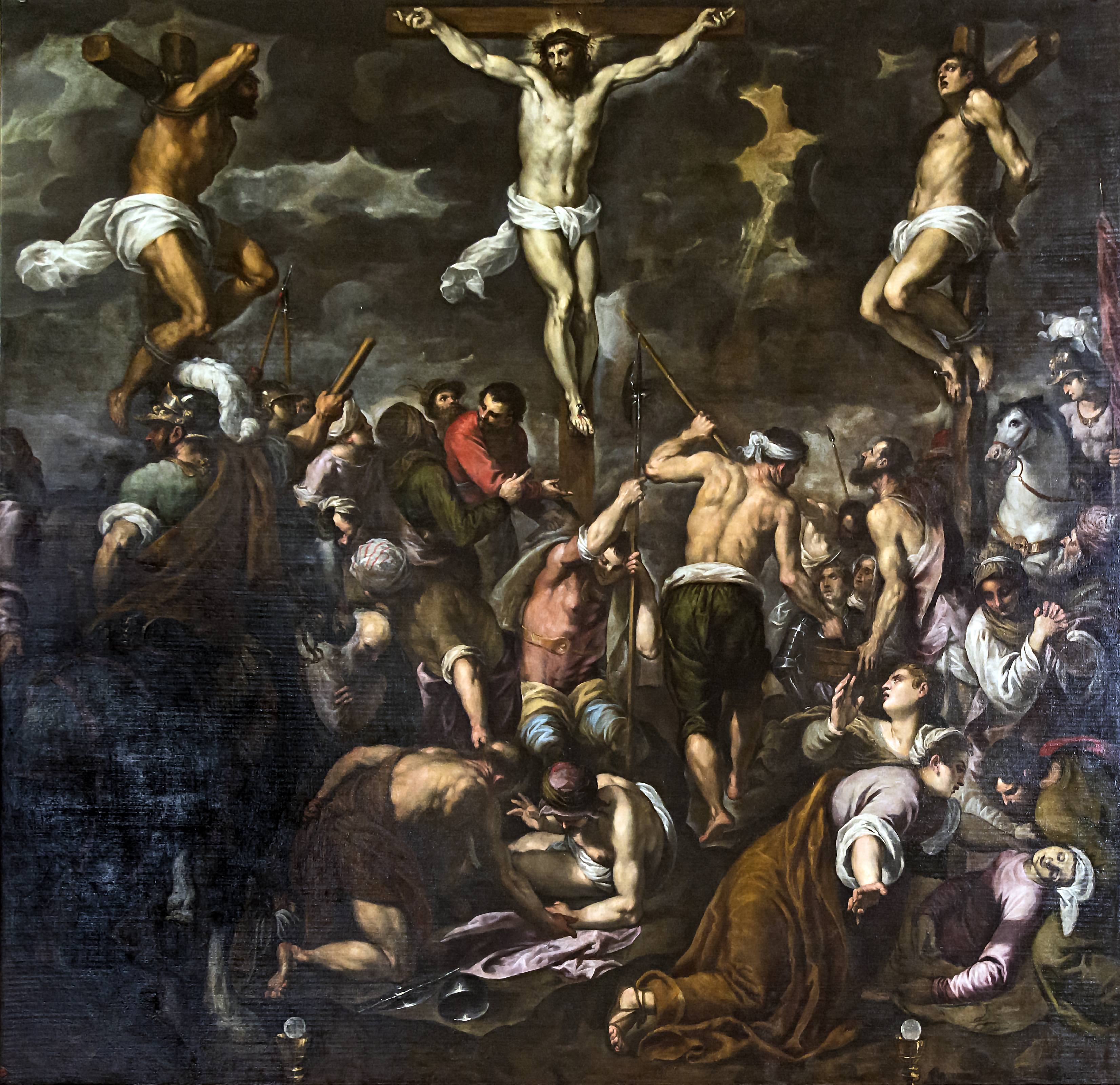
La crocifissione di Palma il Giovane
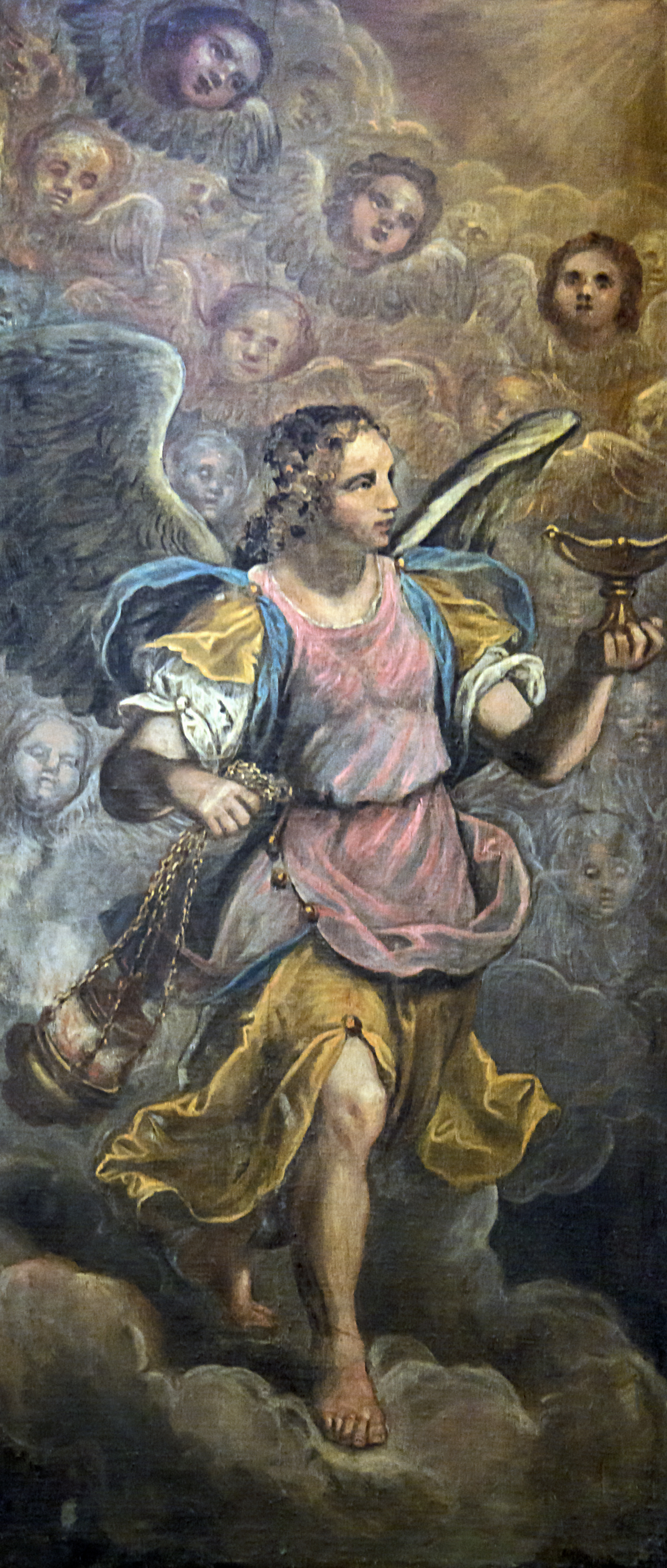
Angeli incensieri di Domenico Tintoretto
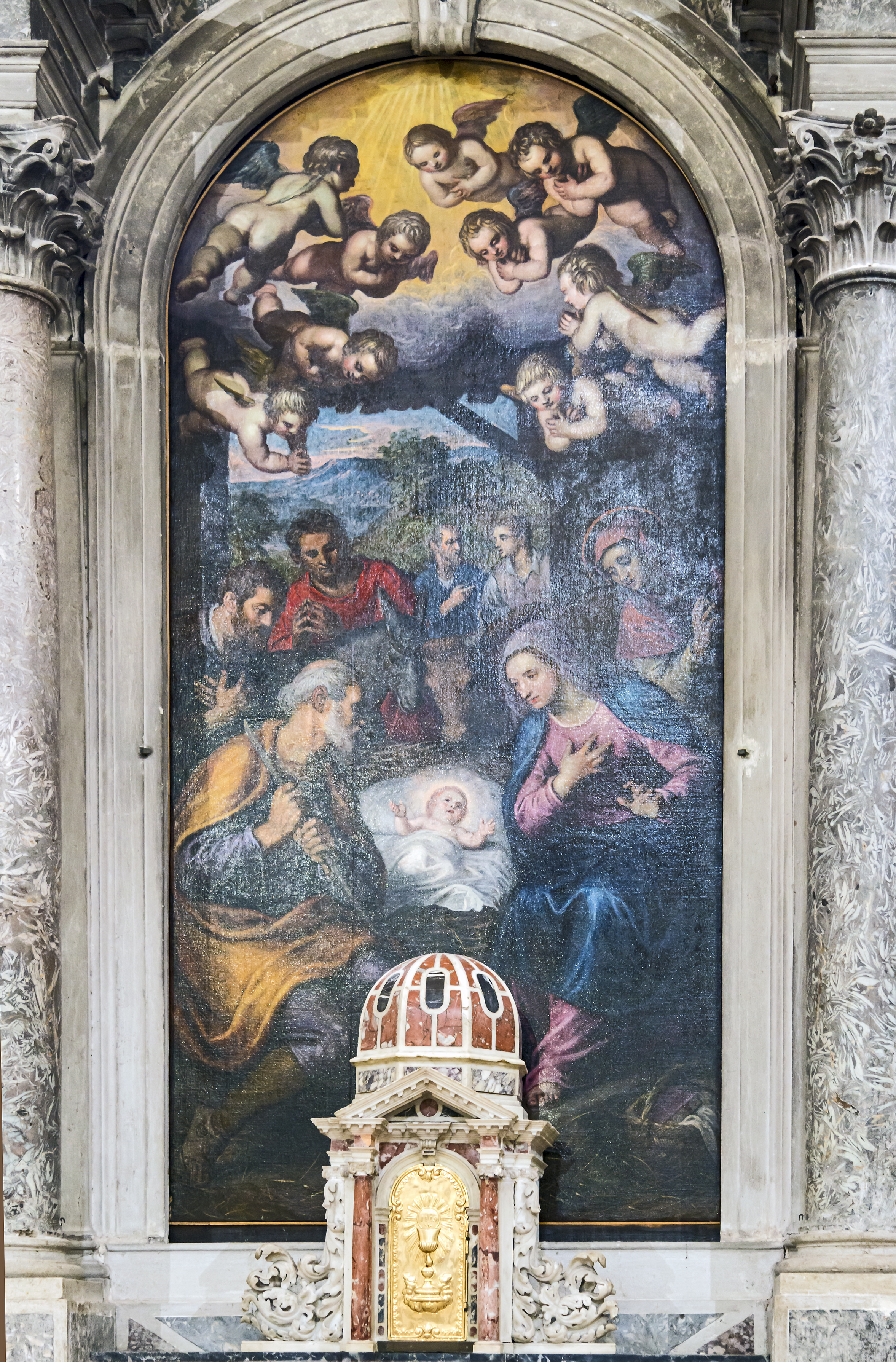
Pala della Natività e san Domenico di Domenico Tintoretto
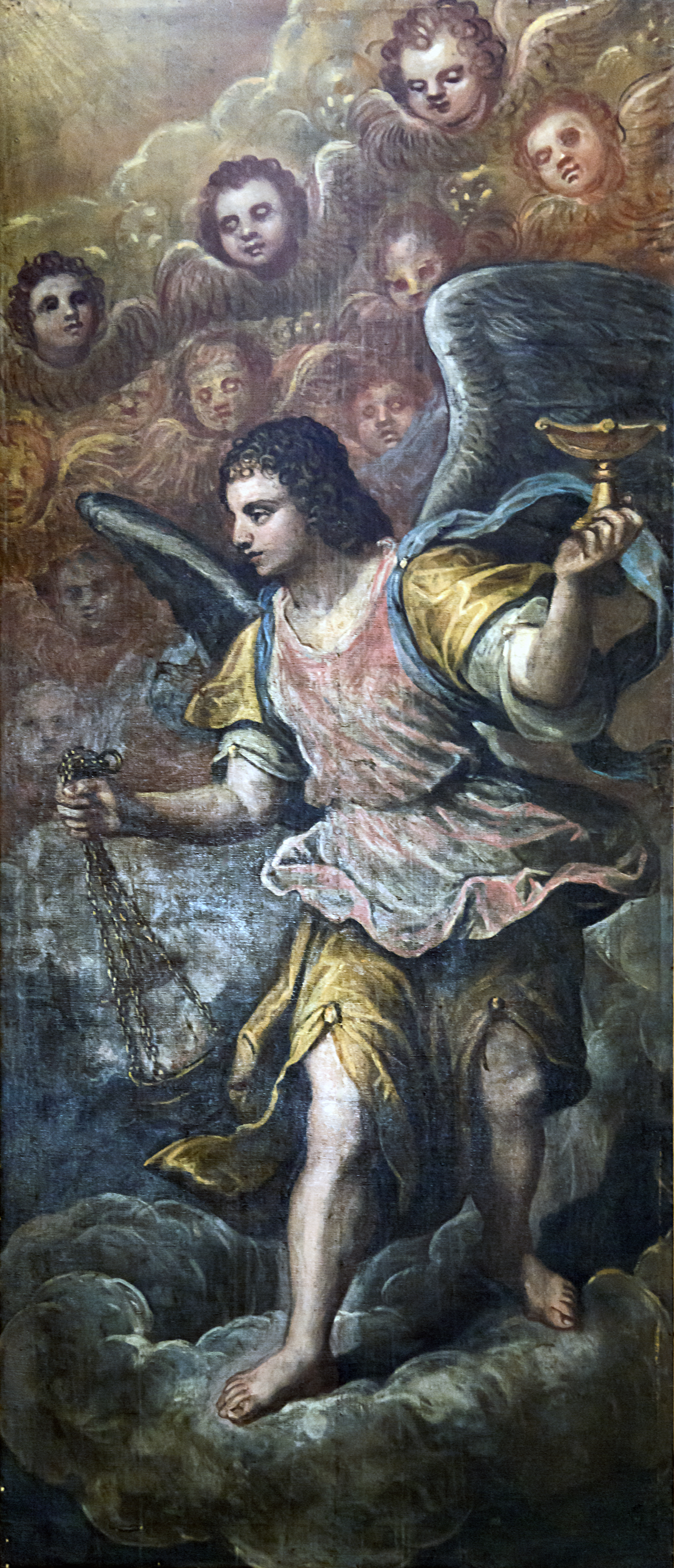
Angeli incensieri di Domenico Tintoretto

##### Nella cappella Vendramin
- L'arcangelo Raffaele e Tobia, Tiziano Vecellio, 1530 (già nella sacrestia di San Marziale)
- di fronte: San Vincenzo tra i santi Domenico, Lorenzo Giustiniani, Elena e papa Eugenio IV, di Jacopo Palma il Vecchio (1480-1528). Due delle figure (sant'Elena e san Domenico) sono state inserite nel corso di restauri eseguiti nel 1867 da Placido Fabris

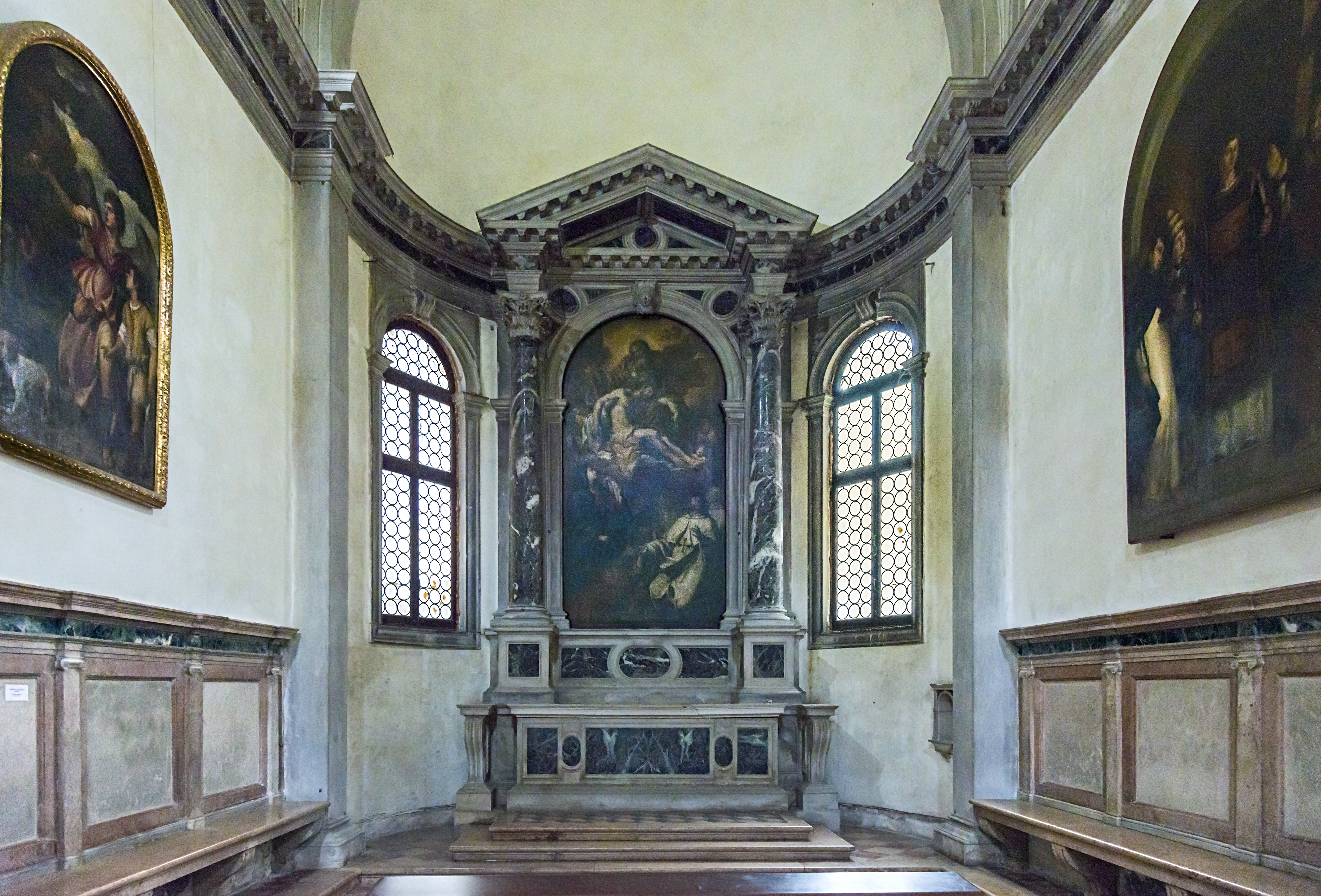
Cappella Vendramin
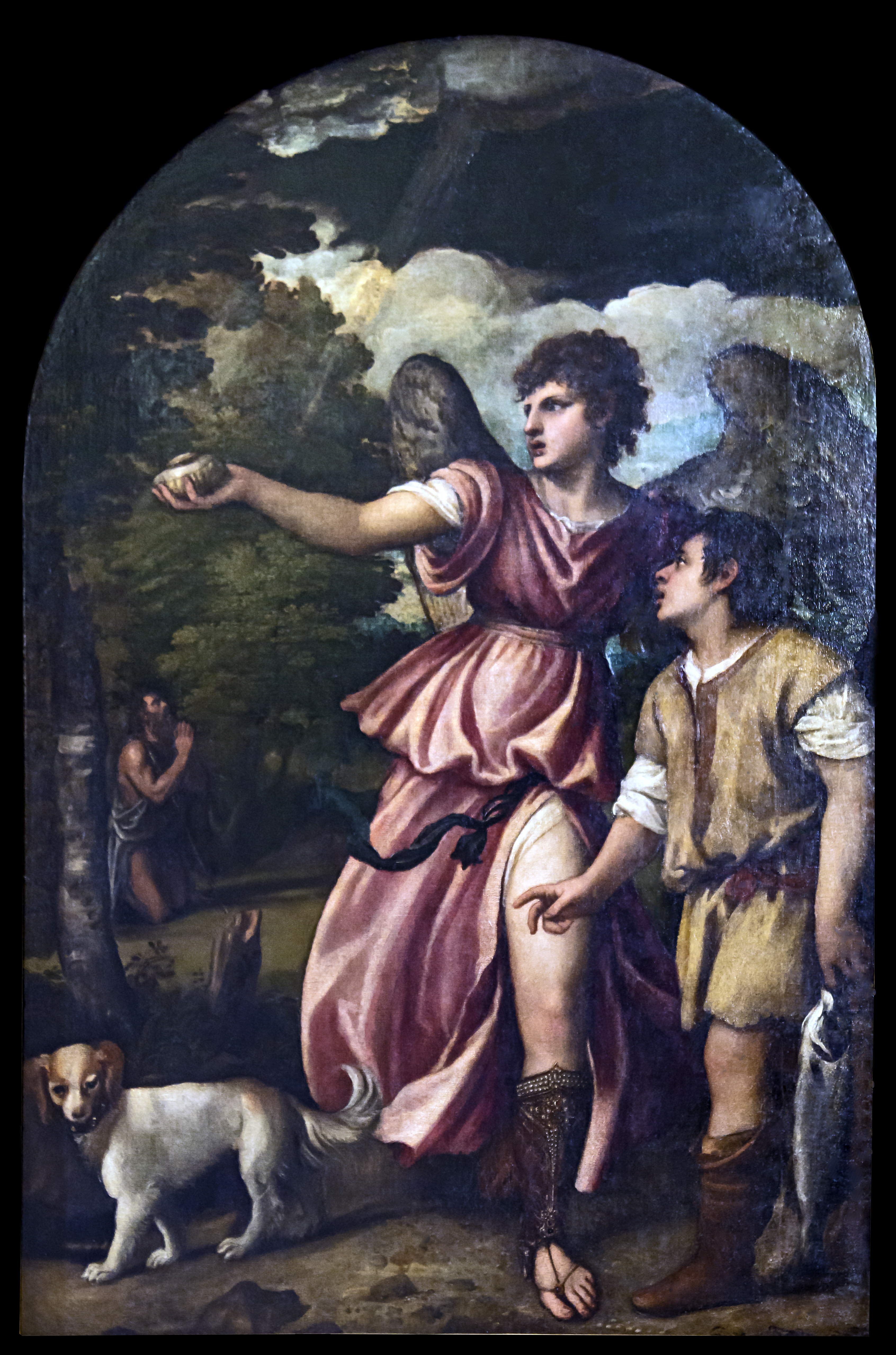
L'arcangelo Raffaele e Tobia di Tiziano Vecellio
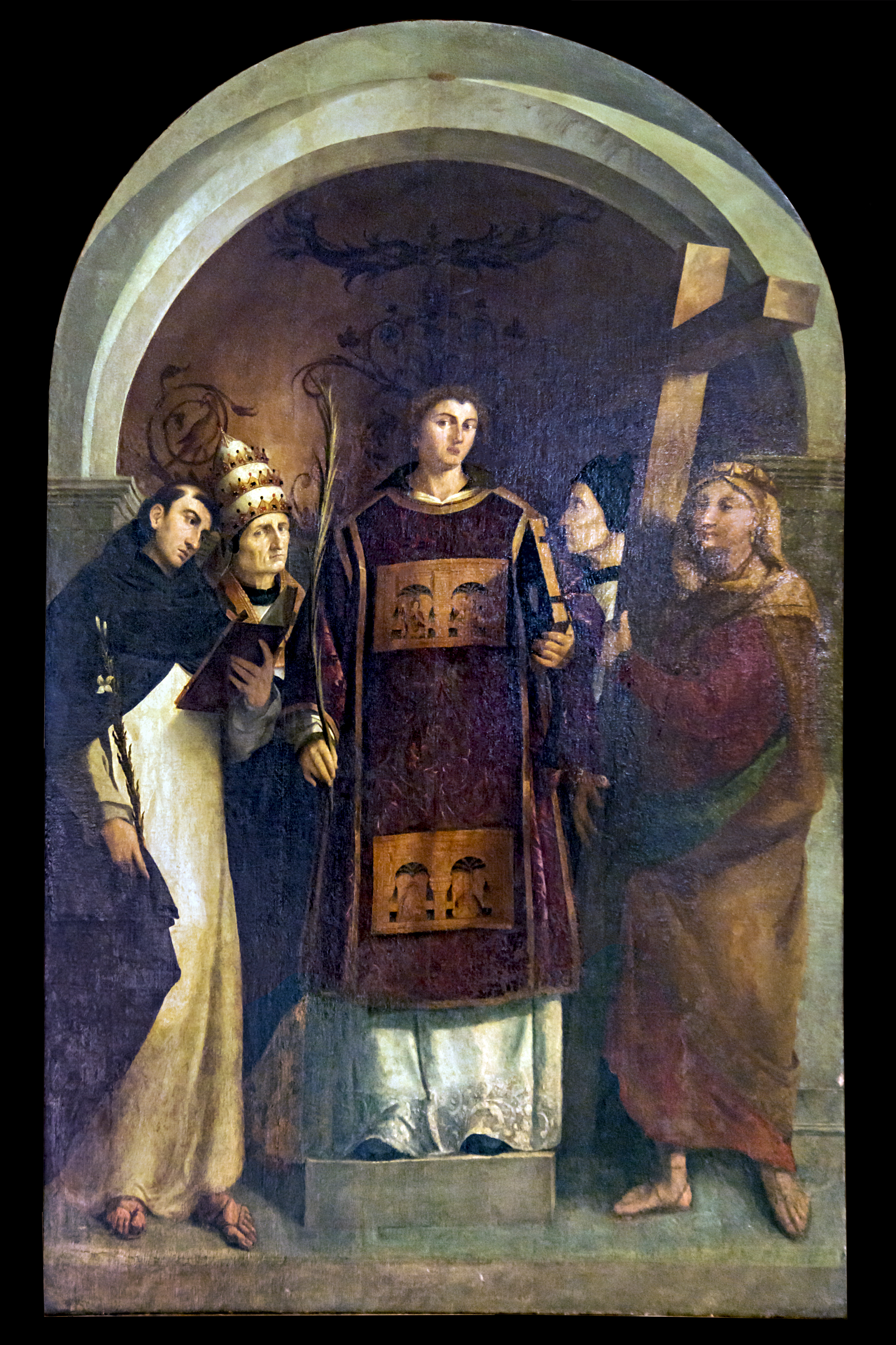
San Vincenzo tra i santi Domenico, Lorenzo Giustiniani, Elena e papa Eugenio IV di Jacopo Palma il Vecchio
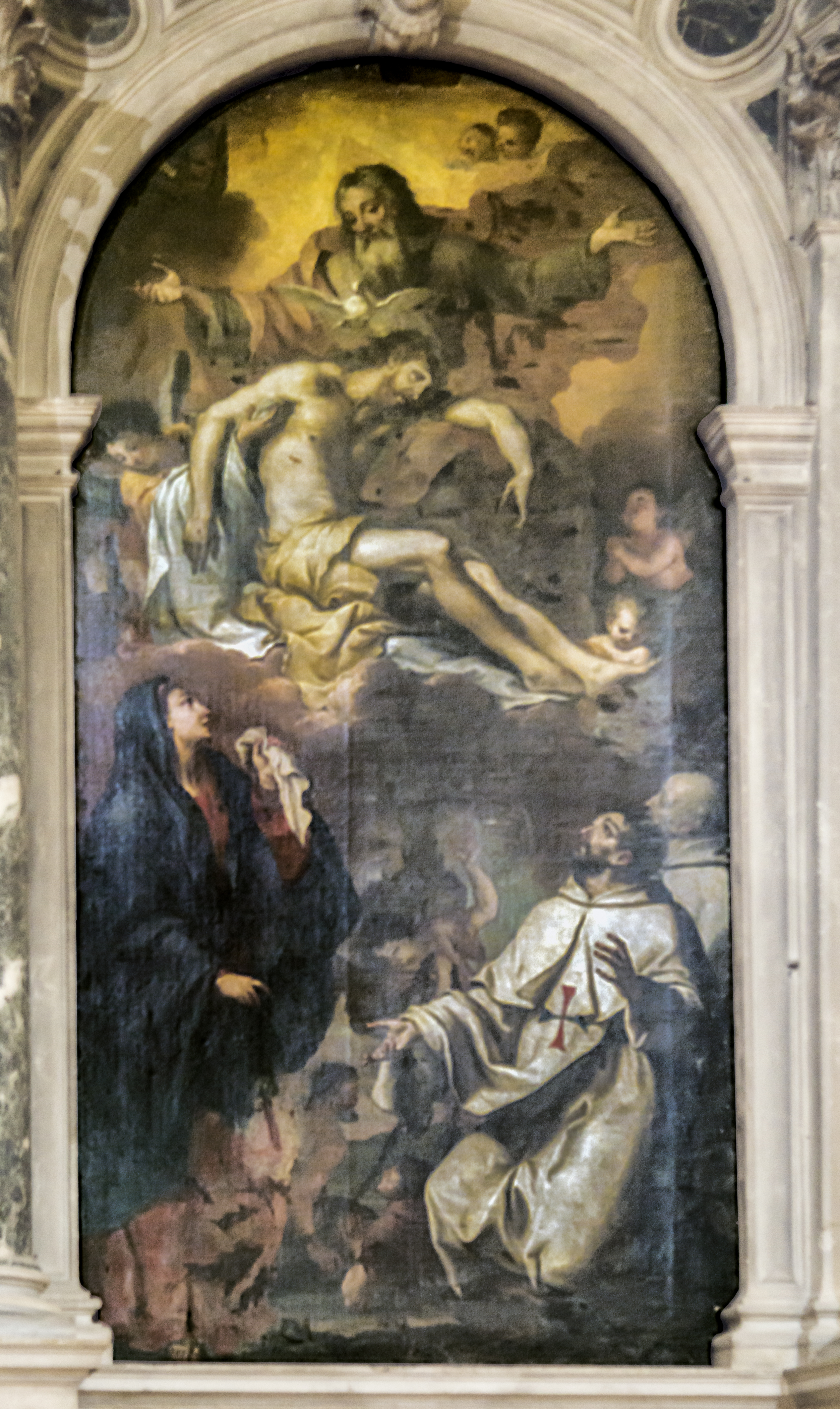
Cristo morto accolto dal Padre di Bartolomeo Litterini

##### Nella cappella Valier
- Madonna col Bambino (1480), firmata da Giovanni Bellini (1425-1516). La tavola è stata rubata da ignoti la notte del 1º marzo 1993. Dim. 50 x 75 cm.

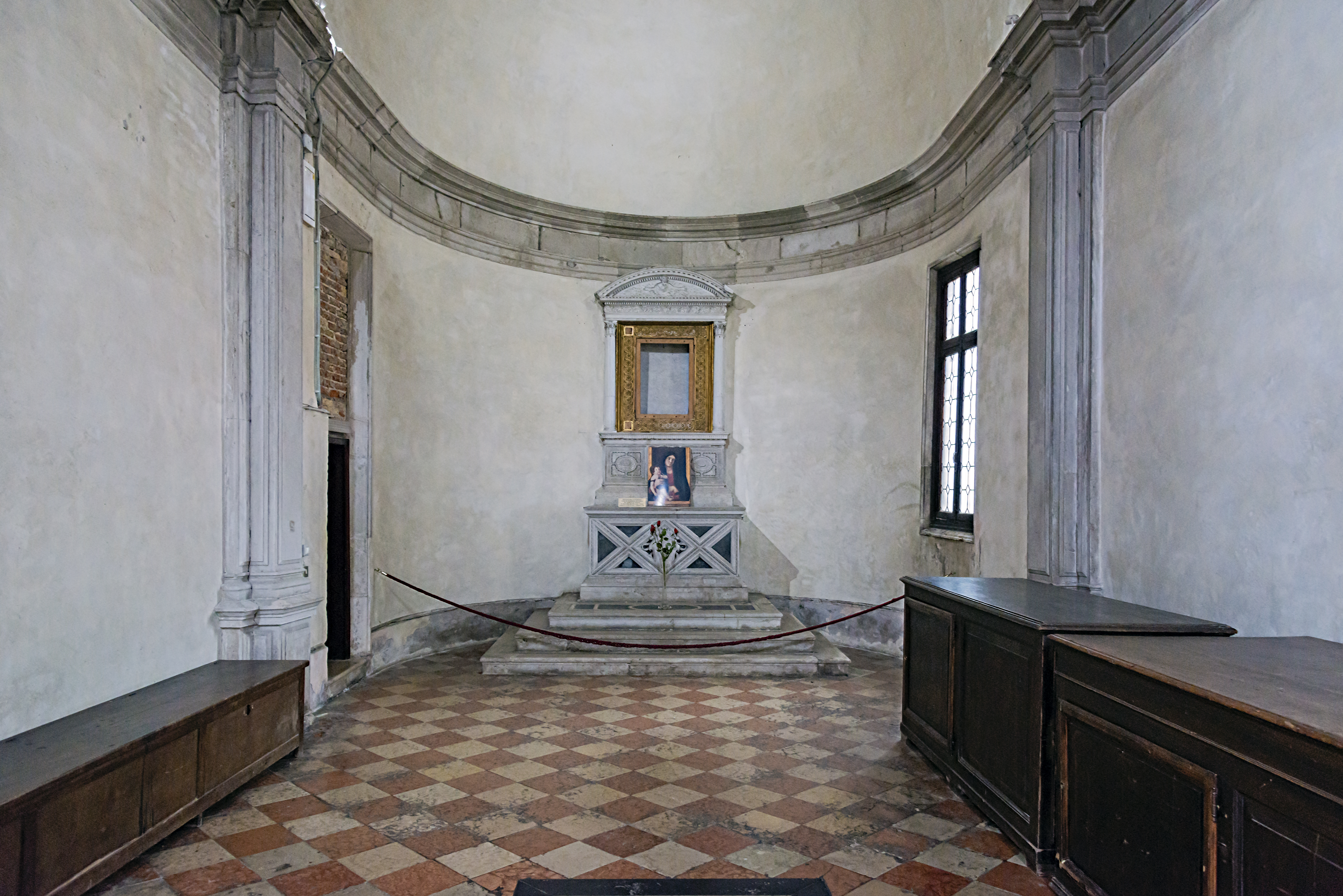
Cappella Valier
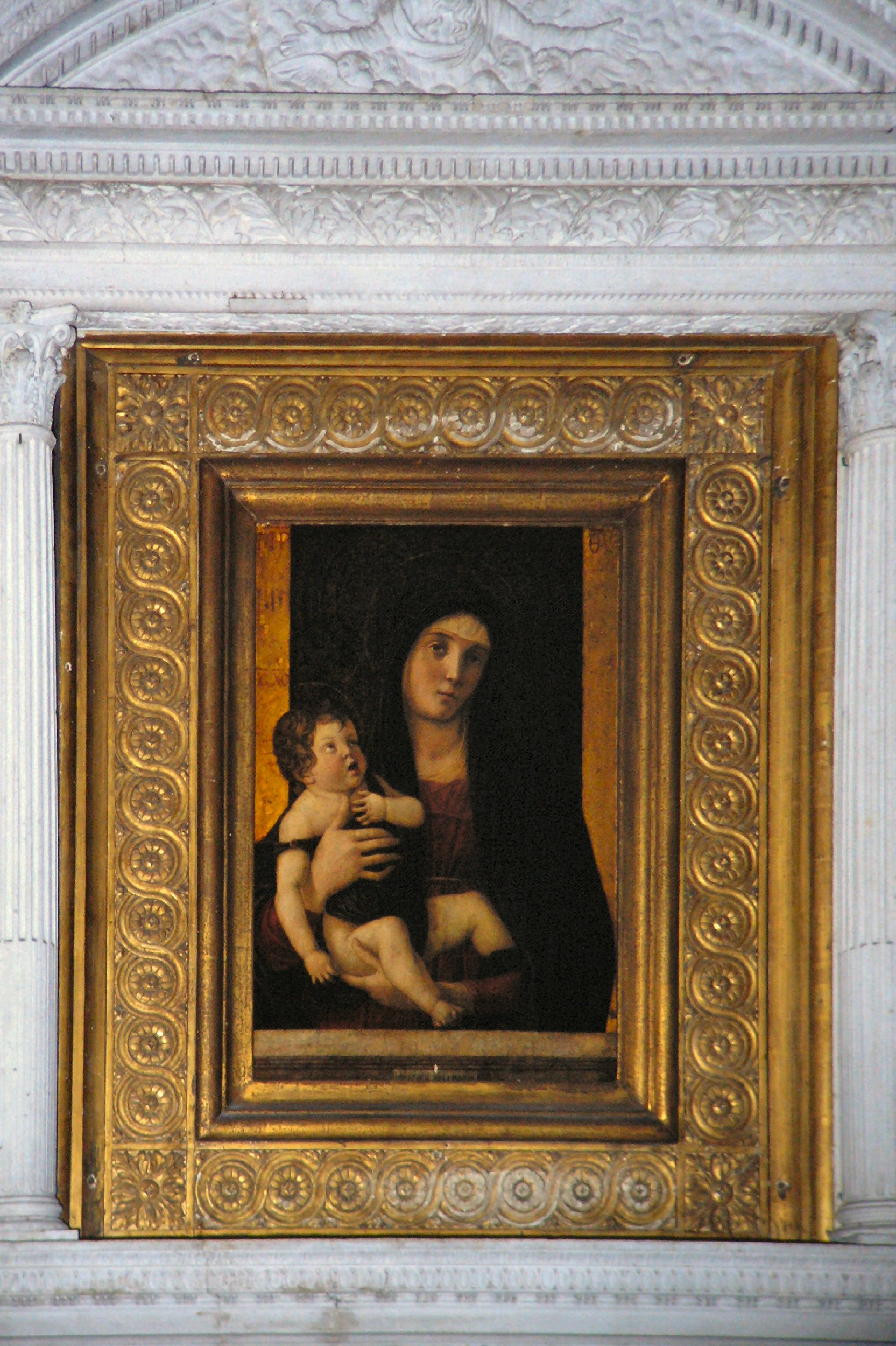
Madonna col Bambino Giovanni Bellini

### Organo a canne
Sopra l'ingresso vi è uno splendido organo di Pietro e Nipoti Bazzani del 1878, opus 302, uno dei più grandi di Venezia: originariamente parte dell'attuale strumento era stata pensata per il Gran Teatro La Fenice.
A trasmissione meccanica, presenta 38 registri distribuiti su due manuali ed una pedaliera. La pedaliera è dritta, mentre la prima ottava - sia del pedale che dei manuali - è cromatica estesa.
La cassa attuale neogotica, ispirata a quella originale demolita nel 1937, è stata realizzata in occasione del restauro generale del 1995 ad opera della ditta “Pasquale Ferrari” di Venezia.
Un preesistente organo, secondo una testimonianza di Giovanni Battista Morsolino, era stimato come «il miglior organo d'Europa». Fu rovinato in seguito dall'opera di restauro di Martino Datis.

### Il campanile
Eretto a cavallo tra il XV e il XVI secolo, l'alto campanile in mattoni a pianta quadrata, si innalza per circa 56 metri sul lato sinistro della chiesa; i lati segnati da due lesene portano alla cella campanaria aperta da trifore a tutto sesto. Quattro timpani curvilinei dividono la cella campanaria dall'alto tamburo cilindrico della cupola a cipolla, di sapore orientale. Ai lati vi sono le statue dei quattro evangelisti, e sulla sommità della cupola vi è la statua del Redentore. Le statue sono opera della scuola di Pietro Lombardo. La torre è visibile da gran parte della laguna nord ed è uno dei primi campanili veneziani che si vedono giungendo a Venezia dal ponte translagunare.
L'opera venne ultimata nel 1503 come testimoniano la data incisa nella cupola, una cassetta di piombo, che si trovava all'interno della cupola, contenente delle reliquie e un'iscrizione datata proprio 1503.
Nella pianta prospettica di Venezia disegnata da Jacopo de' Barbari nel 1500 il campanile, infatti, è raffigurato fino alla cella campanaria, mancando la parte terminale che in quell'anno non era stata terminata.
Le antiche campane, di cui la maggiore era del 1424, furono sostituite dal parroco Jacopo Jagher e dal notaio Carlo Candiani, nel 1883, come risulta dall'iscrizione incisa nella ghiera. Si tratta di un concerto di tre campane opera della fonderia "Luigi Cavadini e figlio in Verona" in tonalità di DO3 diesis.
Nel 1931 venne aggiunto il sonello, sempre opera della rinomata fonderia veronese. Tutte le campane sono poste nel tipico sistema di suono in uso a Venezia, il sistema a "slancio". Purtroppo la grossa è crepata da decenni e il sonello (per causa dei ceppi troppo leggeri) batte solo da un lato.

## La parrocchia
La parrocchia della Madonna dell'Orto, istituita nel 1875, conta 1 766 abitanti. Nel suo territorio sono comprese anche le chiese di San Marziale (ex chiesa parrocchiale ed ora vicariale), di Santa Maria della Misericordia e del Volto Santo (chiuse al culto).

## Galleria d'immagini

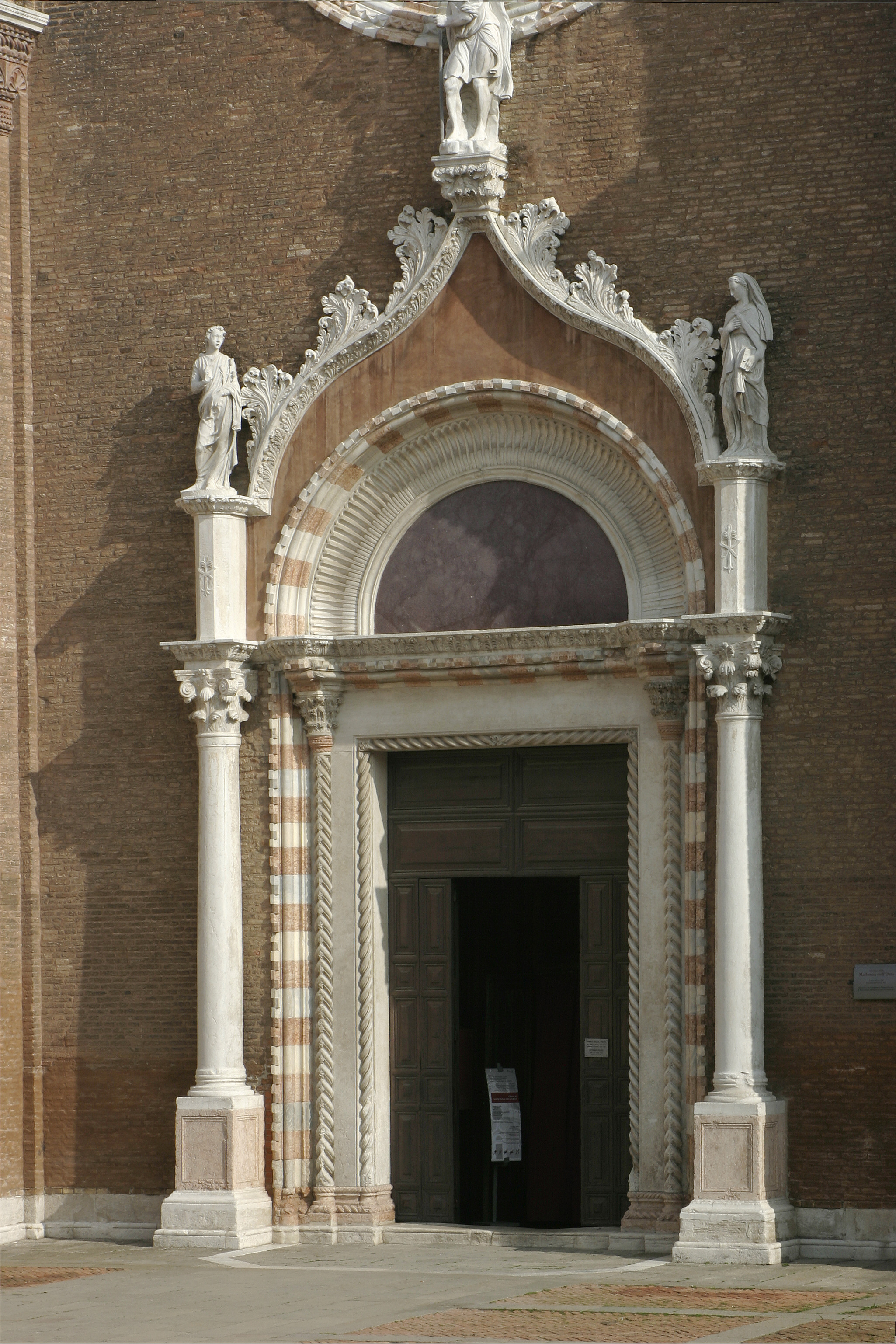
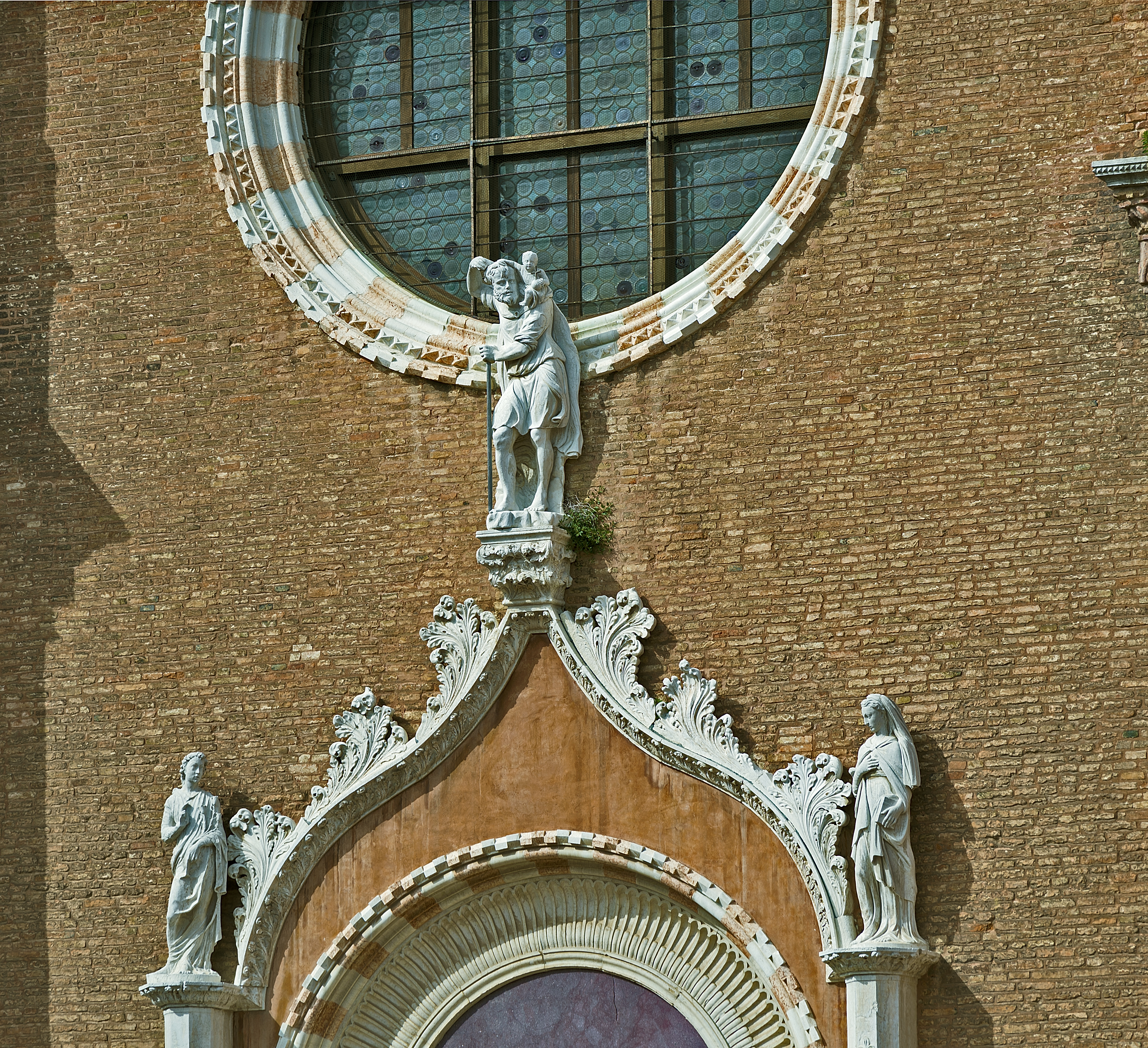
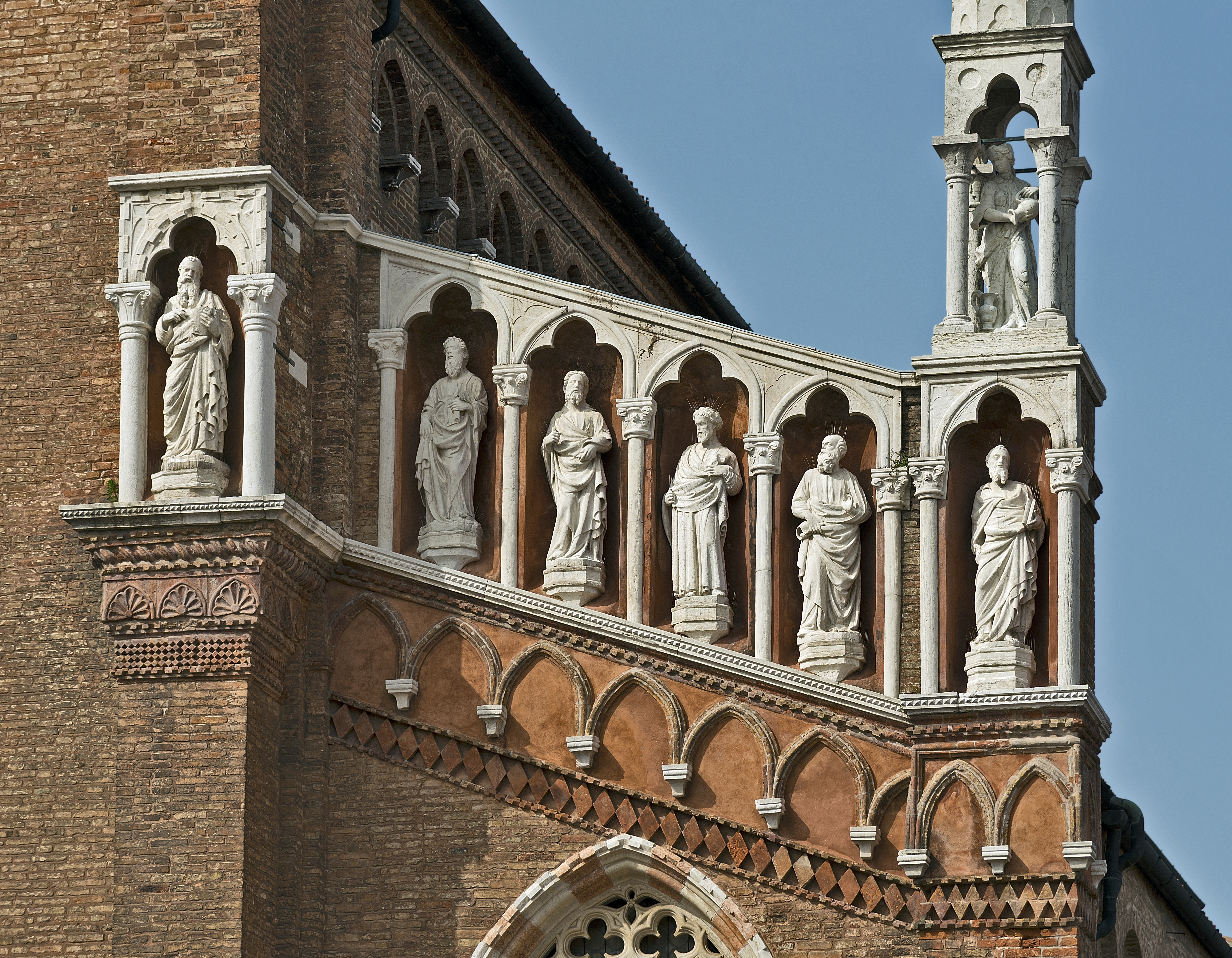
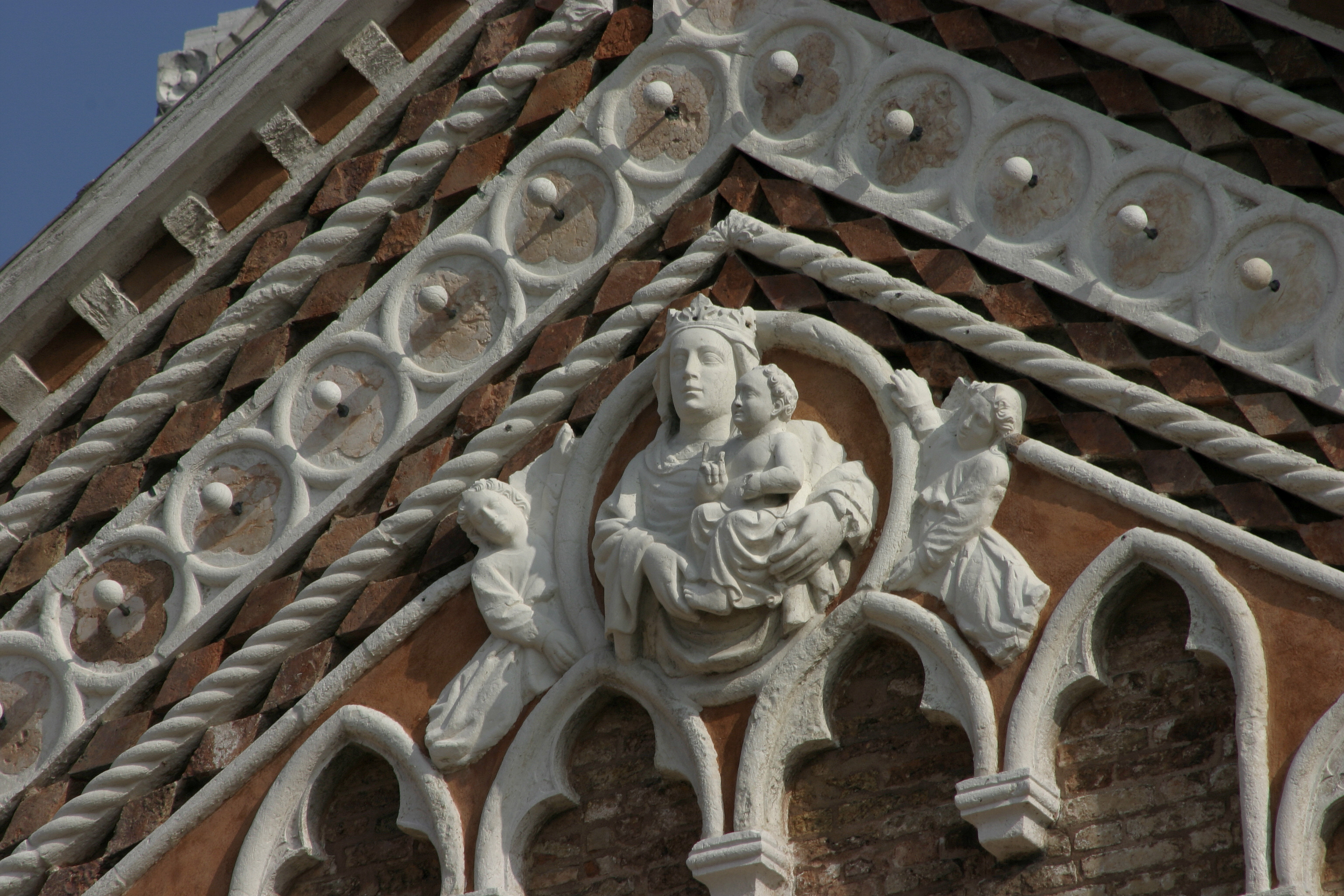
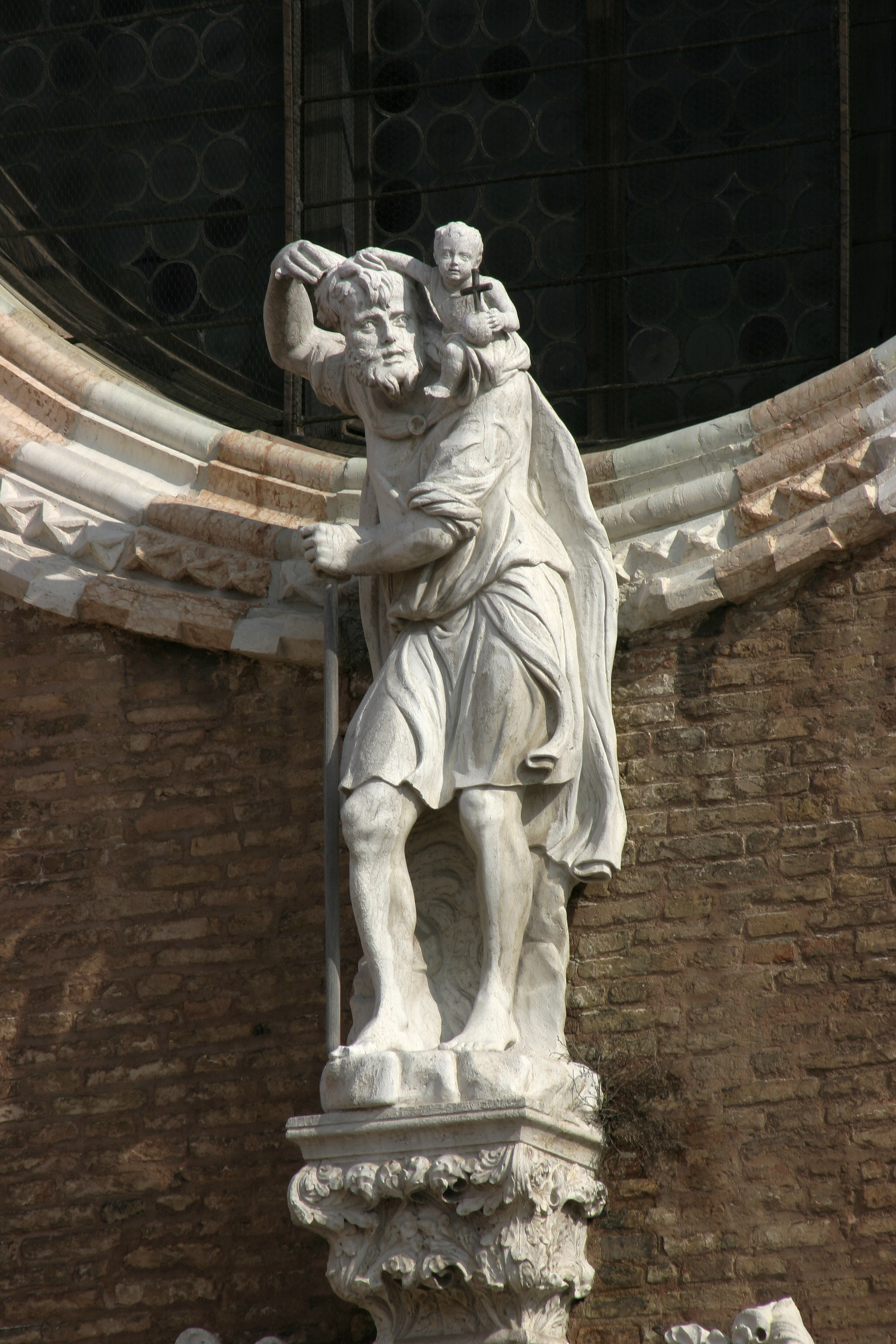
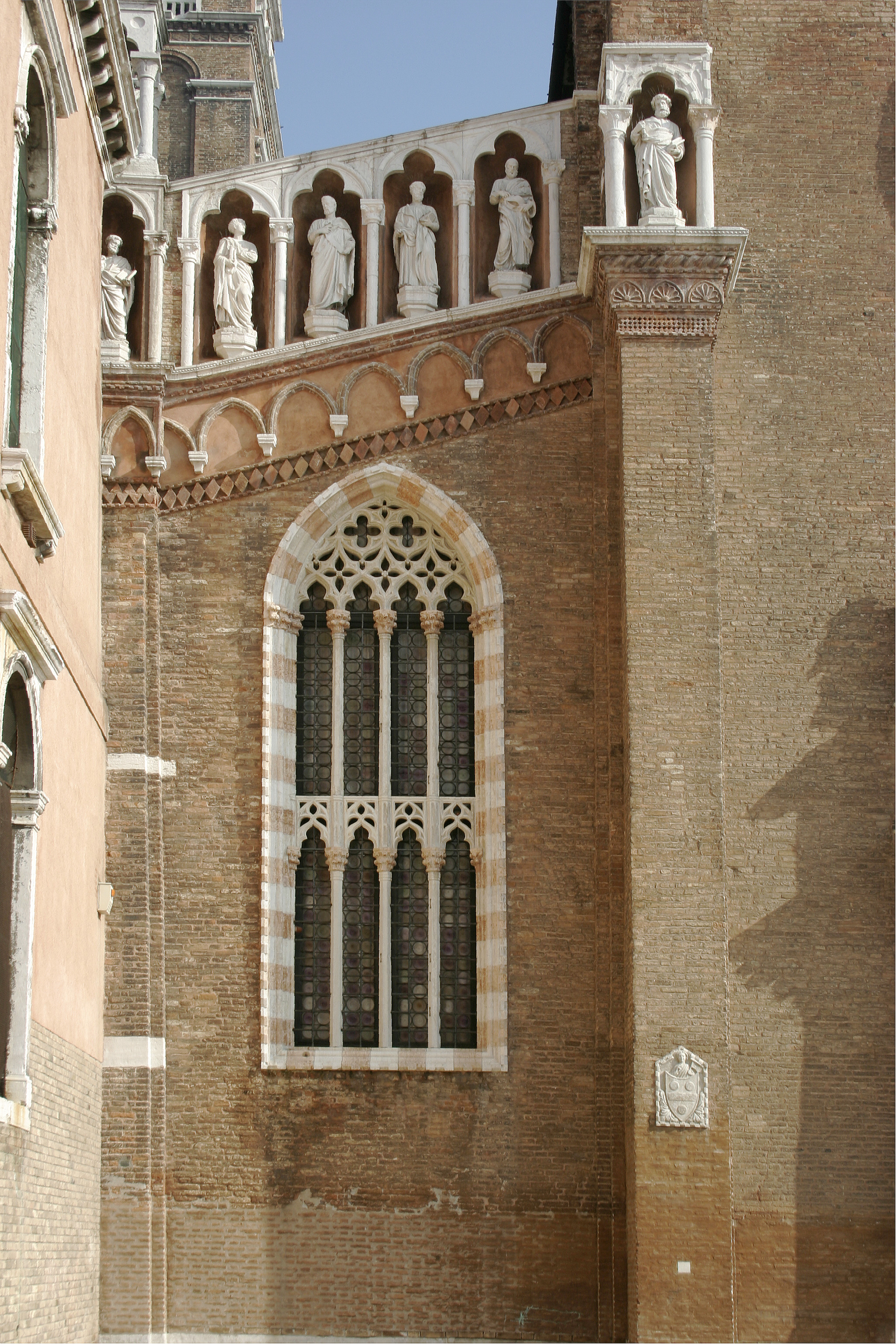
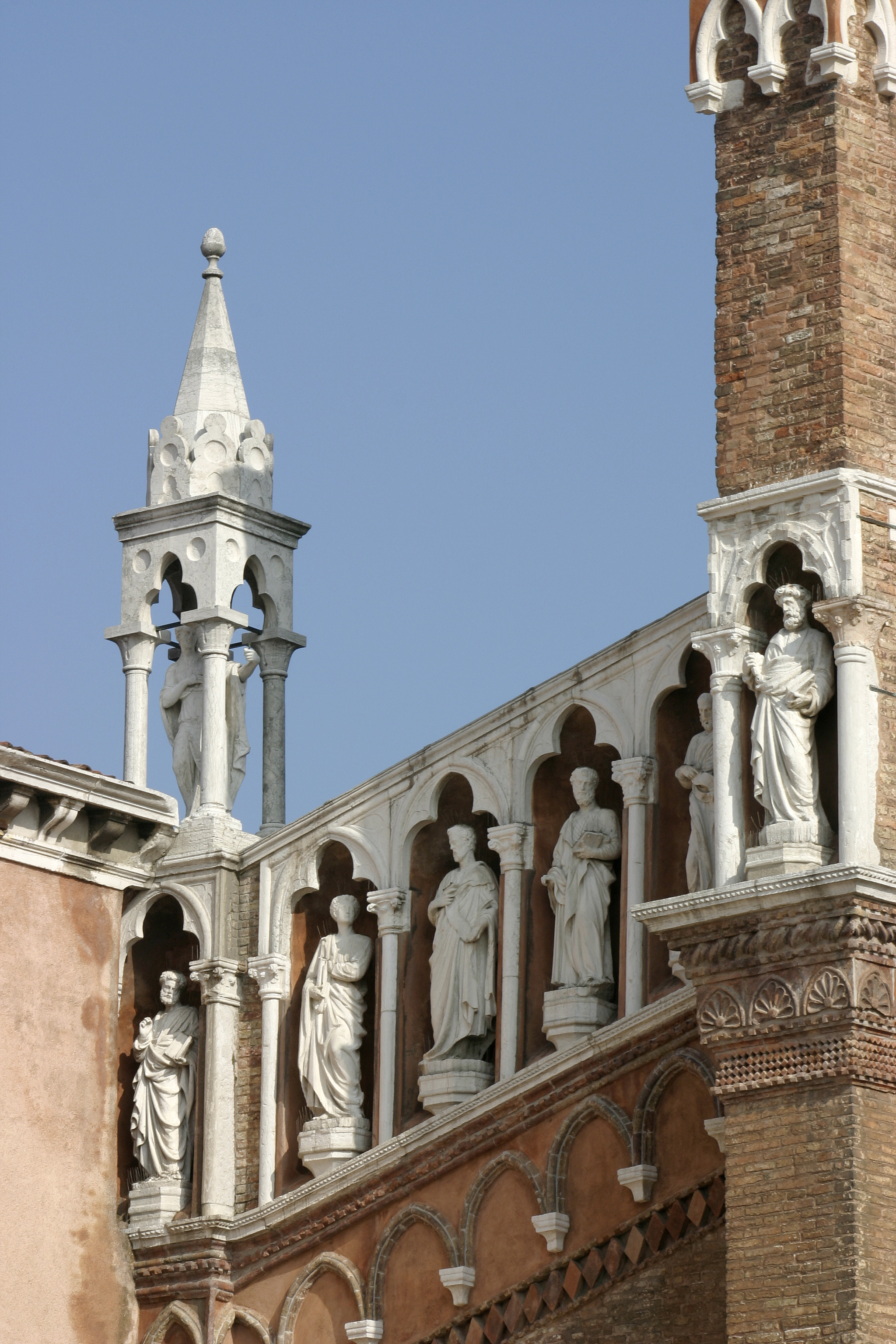
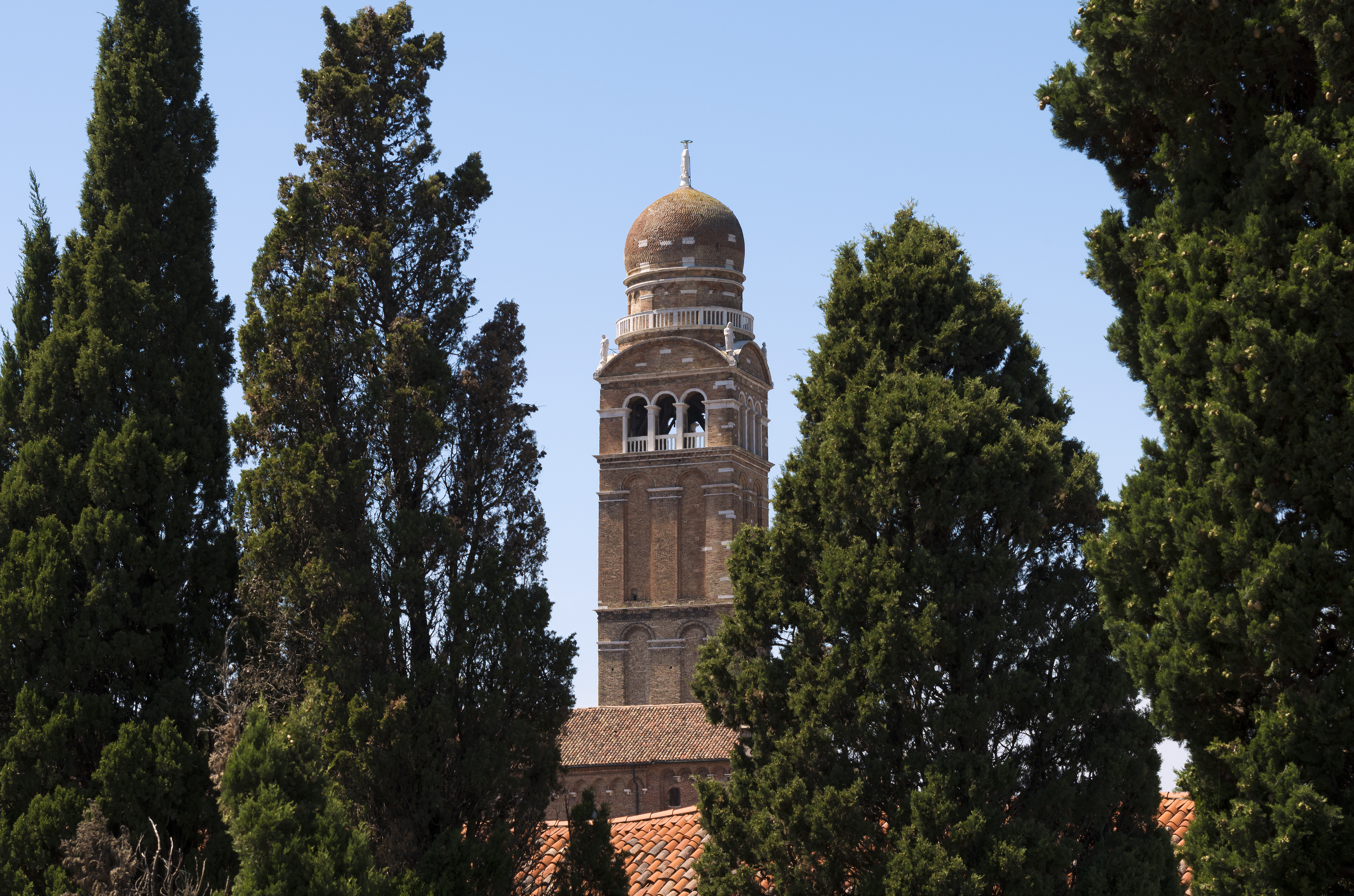
Il campanile
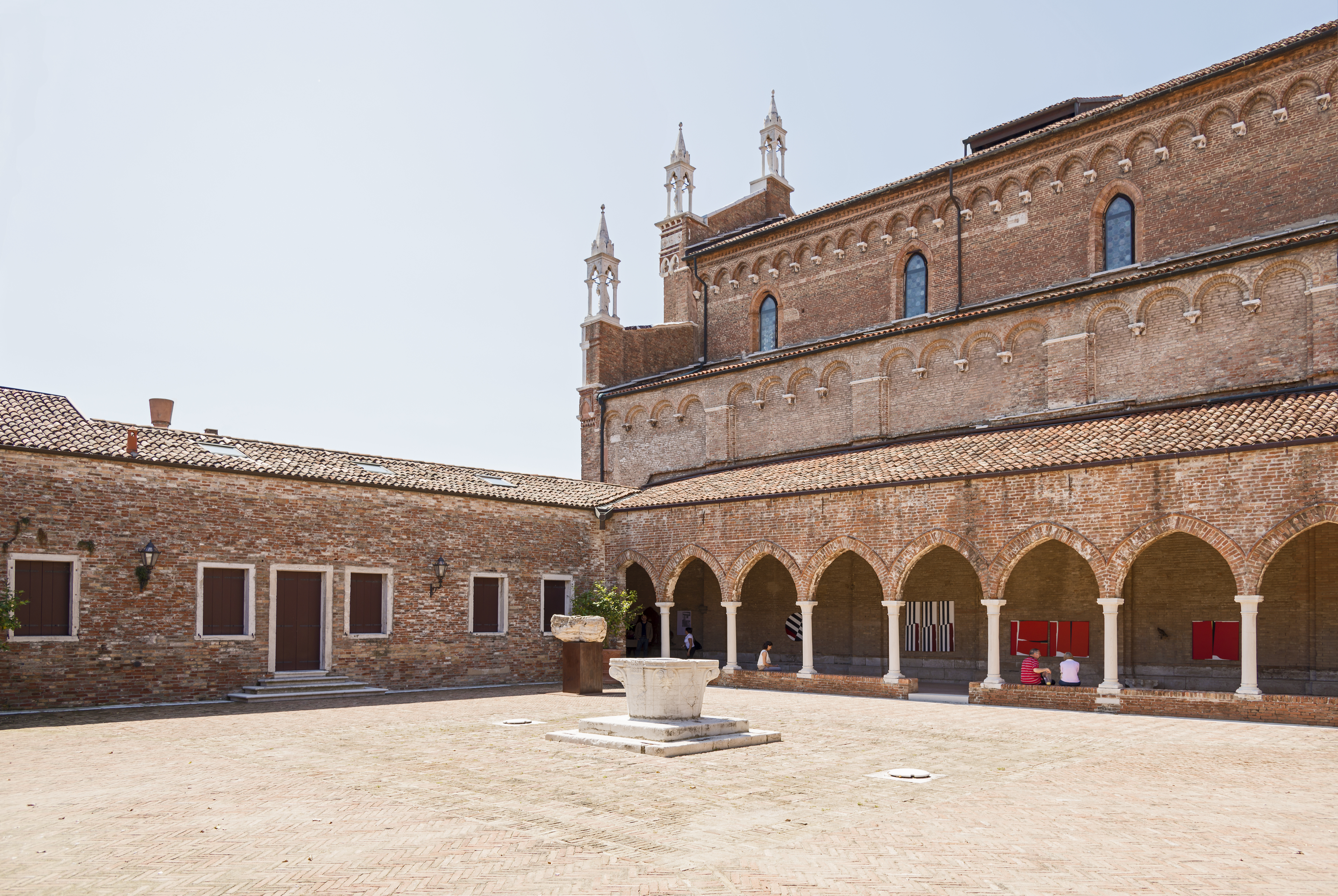
Il chiostro
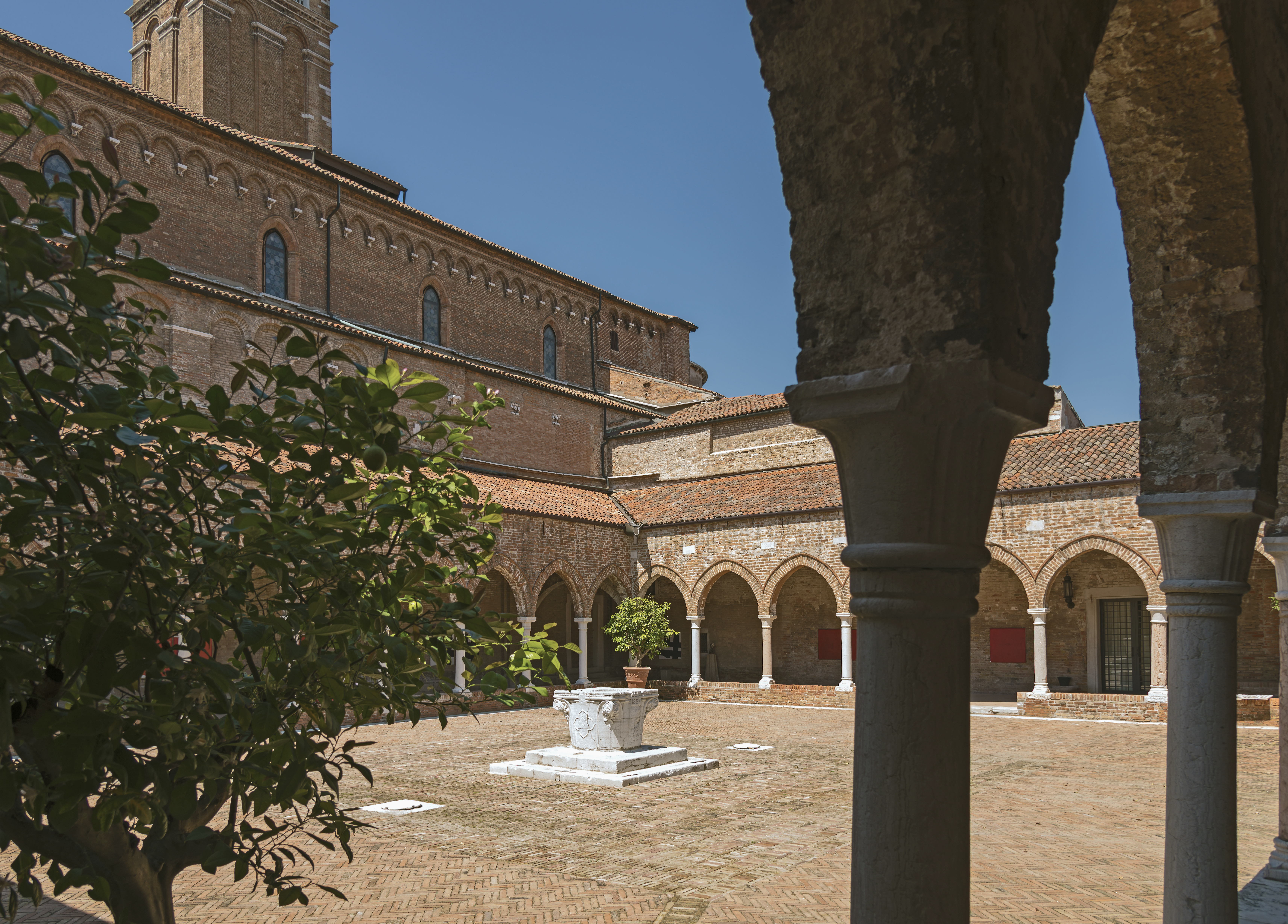
Il chiostro
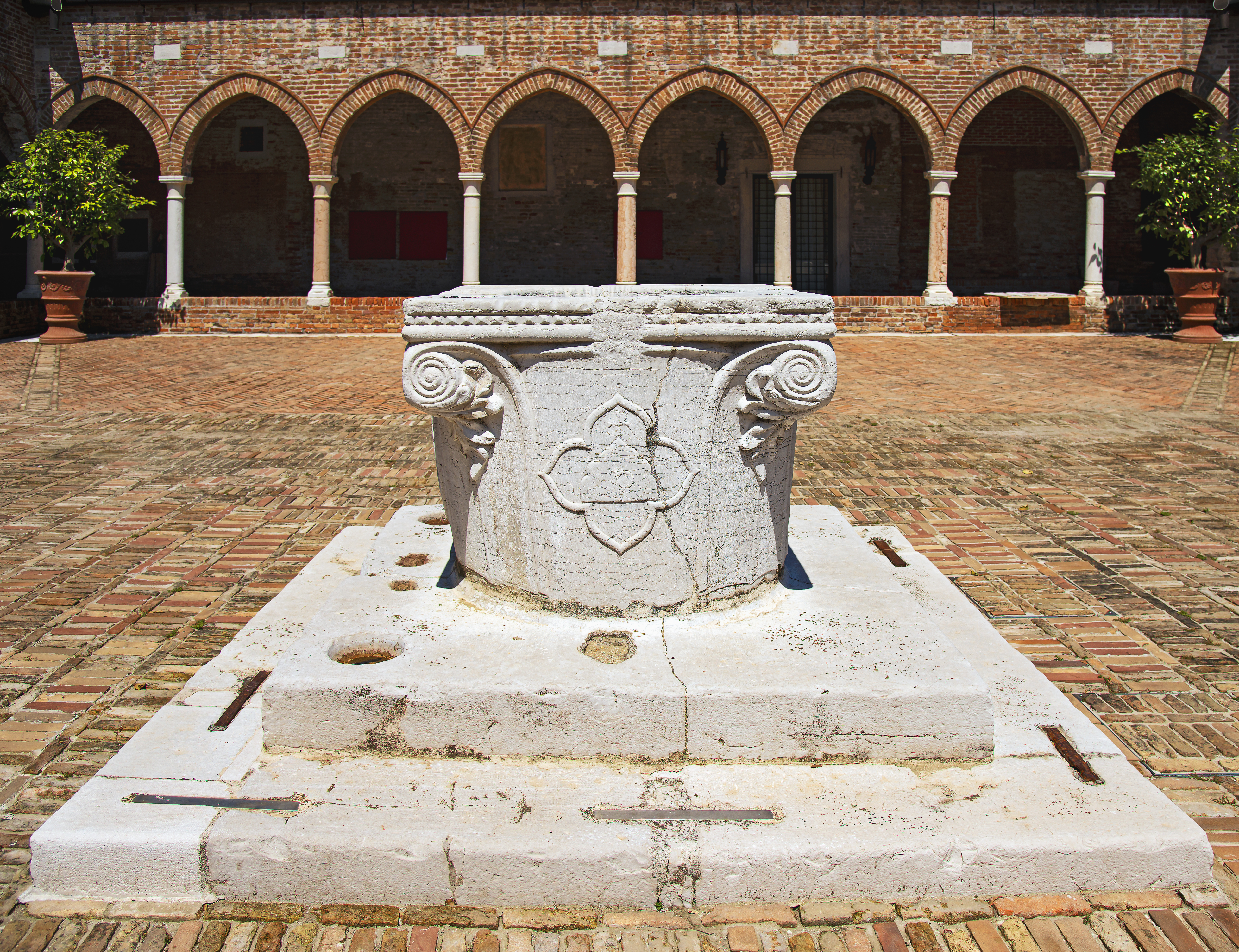
Pozzo nel chiostro